# San Marzano di San Giuseppe
San Marzano di San Giuseppe (in Arbëresh, IPA: [ar'bəreʃ]: Shën Marcani; im regionalen Dialekt um Brindisi: Sa’Mmarzanu) ist eine südostitalienische Gemeinde mit 8874 Einwohnern (Stand 31. Dezember 2023) in der Provinz Tarent in Apulien. Zusammen mit Casalvecchio di Puglia (in Arbëresh: Kazallveqi) und Chieuti (in Arbëresh: Qefti) ist San Marzano di San Giuseppe ein altes albanisches Zentrum der Region.
Da San Marzano fast immer im Besitz von albanischen Familien war, die die Erhaltung der Erinnerung an die Ahnen anstrebten, ist San Marzano heute der einzige Ort unter den insgesamt 14 von Albanern bewohnten Orten (Belvedere (erloschen), Carosino, Civitella, Faggiano, Fragagnano, Monteiasi, Montemesola, Monteparano, Roccaforzata, San Crispieri (heute eine Fraktion von Faggiano), San Giorgio, San Martino (erloschen) und Santa Maria della Camera (heute ein Teil von Roccaforzata)) in der Albania Tarantina (tarentinisches Albanien), der außer der konservativen vor-osmanischen albanischen Sprache (Gluha Arbëreshe) Sitten und Kultur des Herkunftslandes bewahrt.

## Lage
San Marzano di San Giuseppe liegt auf der Hochebene eines Kalksteinhügels der Murge Tarantine auf einer Höhe von 134 m ü. M. Die Gemeinde liegt zwischen den benachbarten Städten Grottaglie, Sava, Fragagnano und Francavilla Fontana etwa 23 Kilometer östlich von Tarent, 20 Kilometer nördlich vom Ionischen Meer, 56 Kilometer westlich von Lecce im südlichen Salento und grenzt unmittelbar an die Provinz Brindisi.

## Seismische Aktivität
Nach der italienischen Klassifizierung seismischer Aktivität wurde San Marzano di San Giuseppe der Zone 4 (in einer Skala von 1 bis 4) zugeordnet.

## Die Herkunft des Namens
Zur Herkunft des Namens gibt es keine eindeutige Erklärung. Einerseits wird behauptet, dass der erste Teil des Ortsnamens San aus dem Griechischen stammt und Bauer bedeutet. Er sei für Casali benutzt worden, um das Handwerk desjenigen anzugeben, der dort lebte. Andererseits deute San auf die Christianisierung des ersten römischen Zentrums einer heidnischen Gottheit Martiis (Mars) hin.

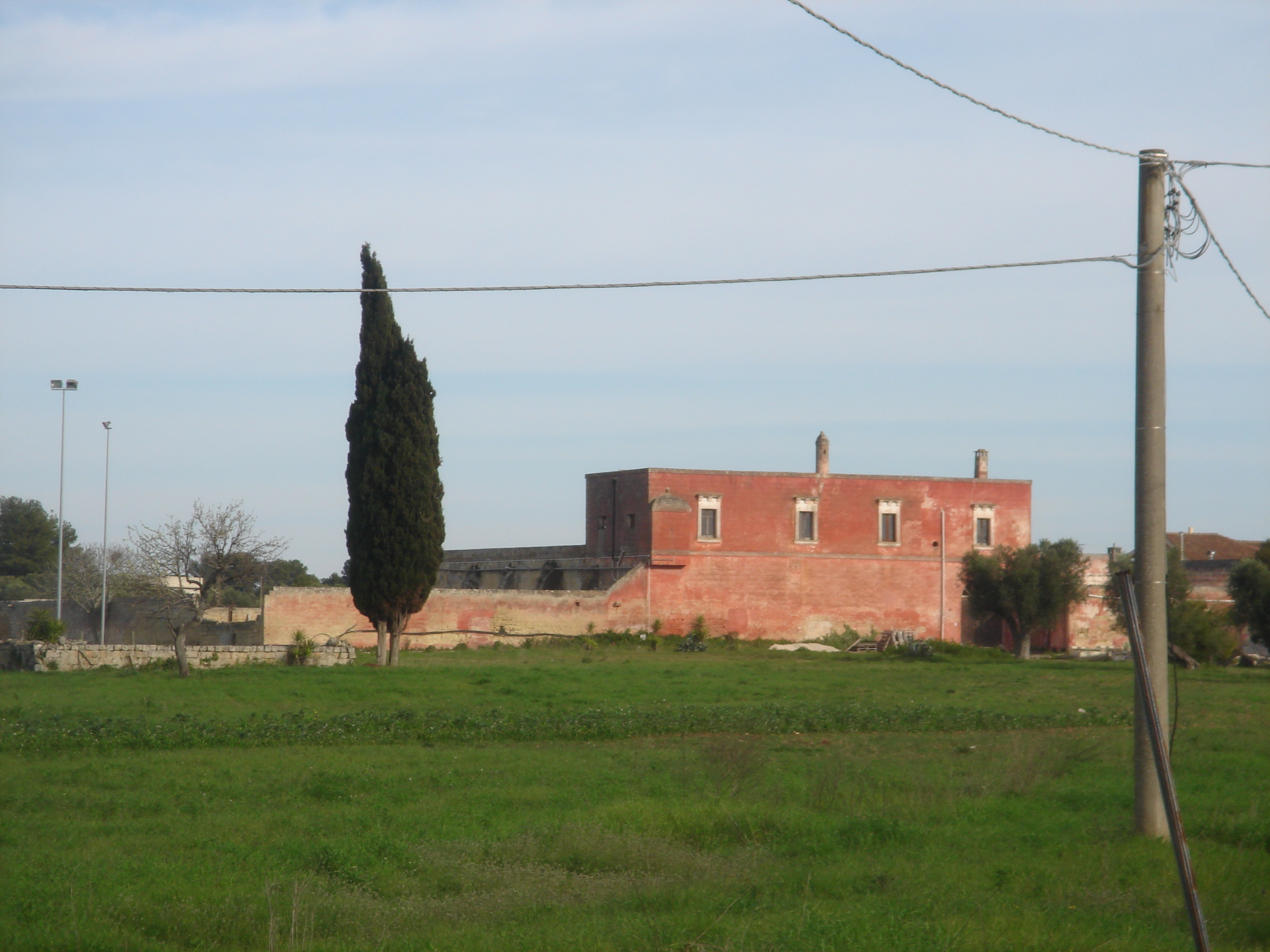
Masseria Casa Rossa mit typischem albanischen Schornstein

Neuere Studien behaupten, dass der Name Marzano vom römischen „gens“ (Familiengruppe) Marcia herrührt, die sich zur Zeit des Römischen Reiches in diesem Gebiet niedergelassen hatte und Praedia (Besitztümer) in der Nähe der Masseria Casa Rossa hatten. Eine weitere Vermutung ist, dass (San) Marzano von Marcus aus der Familie Marcia stammt, was in Terra d’Otranto auch von anderen Ortsnamen und Grabinschriften bezeugt wird. Eine andere Theorie besagt, dass Marzano sich auf ein römisches Statio bezieht, das einer heidnischen Gottheit Martiis, d. h. Mars gewidmet ist.
Im Mittelalter erscheint der Ortsname castrum Sancti Marzani oder Sanctus Marzanus, was auf den ursprünglichen Namen Martianum und nicht Marcianum deutet. Darüber hinaus beziehen sich alle Dokumente der Kurie von Tarent, die mit San Marzano in Verbindung stehen, die Beschriftung „casalis Sancti Martialis“.
Nach der Vereinigung Italiens wurden die Bürgermeister der Gemeinden des italienischen Königreichs mit gleichen Namen durch ein königliches Dekret aufgerufen, diese mit einem Suffix zu charakterisieren, das sich mit dem Leben der Bevölkerung identifizierte. Am 7. September 1866 verfügte der Bürgermeister von San Marzano, Francesco Paolo Cavallo, dass der mittelalterliche Ortsname Sanctus Marzanus aufgrund der Verehrung des Heiligen Josef von Nazaret fortan San Marzano di San Giuseppe heißen sollte, um ihn von San Marzano sul Sarno und San Marzano Oliveto zu unterscheiden.

## Geschichte

### Von der Jungsteinzeit bis zur Antike
Das Territorium um San Marzano wurde schon in der Jungsteinzeit (5. Jahrtausend v. Chr.) bewohnt, was durch zahlreiche Funde bestätigt wird. Es gibt drei bestimmte Gebiete, wo früheste Formen menschlicher Anwesenheit bezeugt werden: in den Contrade La Grotte und Neviera und um die Masseria Casa Rossa. In der ersten Contrada, entlang eines Y-förmigen schluchtartigen Einschnittes (Gravina) wurden Spuren einer neolithischen Höhlenbesiedlung gefunden, die, vereint zu einem Höhlenkomplex, um die nahe gelegene Kirche, das heutige Felsenheiligtum Madonna delle Grazie zu finden sind. Dort wurden prähistorisches steinernes Material wie Fragmente vulkanisches Gesteinsglases (Obsidian) und zahlreiche Feuersteinklingen gefunden, während man in den Wänden der Gravina gegrabene Grotten beobachten kann, die als Gräber verwendet wurden und aus der späten Bronzezeit (1300–800 v. Chr.) stammen. Diese Gräber wurden im Frühmittelalter (500 bis 1050 n. Chr.) als unterirdische Behausungen wiederverwendet.
In Contrada Neviera (in der Nähe des Felsenheiligtums) wurden Überreste einer massiven Mauer entdeckt, die die Grenzlinie zwischen dem griechischen (Chora Tarantina) und dem eingeborenen (messapischen) Gebiet von Oria gewesen sein könnte.
1897 wurden entlang der Strada provinciale San Marzano-Grottaglie, zirka zwei Kilometer außerhalb von San Marzano eine Nekropole mit zwei mit attischem Geschirr und einer messapischen Trozzella ausgestatteten griechischen Gräbern gefunden. Die Ausstattung der Gräber und die menschlichen Knochenreste bezeugen einen Zeitraum um das 5. Jahrhundert v. Chr.
Besser dokumentiert ist das Vorhandensein von Hütten in der Contrada der Masseria Casa Rossa, wo 1990 eine Siedlung aus der Jungsteinzeit gefunden wurde. Die Gegend, die mit Klumpen von Gipshütten und Keramikfragmenten verschiedener Art übersät ist, muss stark frequentiert gewesen sein.
In der Römerzeit (8. Jahrhundert v. Chr.–7. Jahrhundert n. Chr.) lag das Gebiet von San Marzano an der Grenze des messapischen Oria und gehörte zum Grundbesitz von Tarent. Im Gebiet der Masseria Casa Rossa gab es einen Pagus. Zahlreiche archäologische Funde, wie Münzen und Überreste eines Landhauses, vielleicht von einem Patrizier, gab es in Contrada Pezza Padula.
Gelegentliche Funde von Gräbern aus dem Frühmittelalter (476 n. Chr.-1000 n. Chr.) mit Grabbeilagen von einer Fibel, eines wertvollen Bronzerings aus dem 5./6. Jahrhundert n. Chr. und einigen byzantinischen Münzen werden im Archäologischen Nationalmuseum von Tarent aufbewahrt.

### San Marzano im Mittelalter
Es ist bekannt, dass das Gebiet von San Marzano di San Giuseppe im Mittelalter bewohnt war. Durch die ständigen Überfälle der Sarazenen, die vom 8. Jahrhundert bis ca. zum Jahr 1000 dauerten, zogen sich die Bewohner in die in der näheren Umgebung verstreuten Höhlen und in die Nachbargemeinden im Hinterland zurück, wo sie sicherer leben konnten.
Es gibt fast keine Angaben über die feudale Nachfolge des von San Marzano in den Jahrhunderten vor der Ankunft der Albaner. Das älteste Dokument, das dieses Gebiet erwähnt, ist aus dem Jahr 1196, als das antike Castrum Carrellum (befestigte Struktur) mit dem angrenzenden Gebiet Caprarica in Verbindung gebracht wurde. Ein weiteres Dokument ist eine Schenkungsurkunde aus dem Jahr 1281 von Andrea, Soldat und Inhaber der befestigten Struktur Castrum Carrellum, an den Klerus von Tarent. 1304 wurde Egidio de Fallosa, Besitzer des Tenimentum Sancti Marzani (Landgut Sancti Marzani), von der angevinischen Kanzlei aufgefordert, den Zehnten an den Klerus von Oria zu zahlen.
1329 wurde Giovanni Nicola De Temblajo mit dem Casale belehnt. Ein Dokument aus dem Archiv von Neapel aus dem Jahr 1378 berichtet, dass der Lehnsherr von San Marzano Graf Guglielmo de Vicecomite war, der weitere Güter in den Casali von Lizzano, San Paolo, Mandurino und Sant'Erasmo besaß.
Später, als das Casale zum Fürstentum Tarent gehörte, war es verfallen und lag an den Grenzen des Fürstentums. Fürst Giovanni Antonio Orsini del Balzo übergab es als Lehnsgut an Ruggero Taurisano, damit dieser es neu besiedelte. Als seine Tochter Delizia (auch: Adelizia) Roberto aus Monterone heiratete und das Casale als Mitgift in die Ehe brachte, war es menschenleer. Roberto bemühte sich, es wiederzubesiedeln und brachte es zu neuem Leben. Am 30. Januar 1461 schenkte Delizia das Casale San Marzano mit königlicher Einwilligung dem Sohn Raffaele, dem der Sohn Roberto folgte, der sich um die Wiederbelebung des Casales bemühte. In der zweiten Hälfte des 15. Jahrhunderts war Roberto in den Aufstand der lokalen Barone (1459–1462) gegen den König von Neapel, Ferdinand I., verstrickt und wurde des Verrates angeklagt. Das Casale zusammen mit dem Fürstentum Tarent gingen nach dem Tod von Ferdinands Frau und Erbin des Fürstentums, Giovanna d’Aragona, 1465 an das Königreich Neapel und teilweise in kleinen Lehen an bewährte Familien mit aragonischem Vertrauen vergeben.

### Demetrio Capuzzimati und die albanische Siedlung (1530)

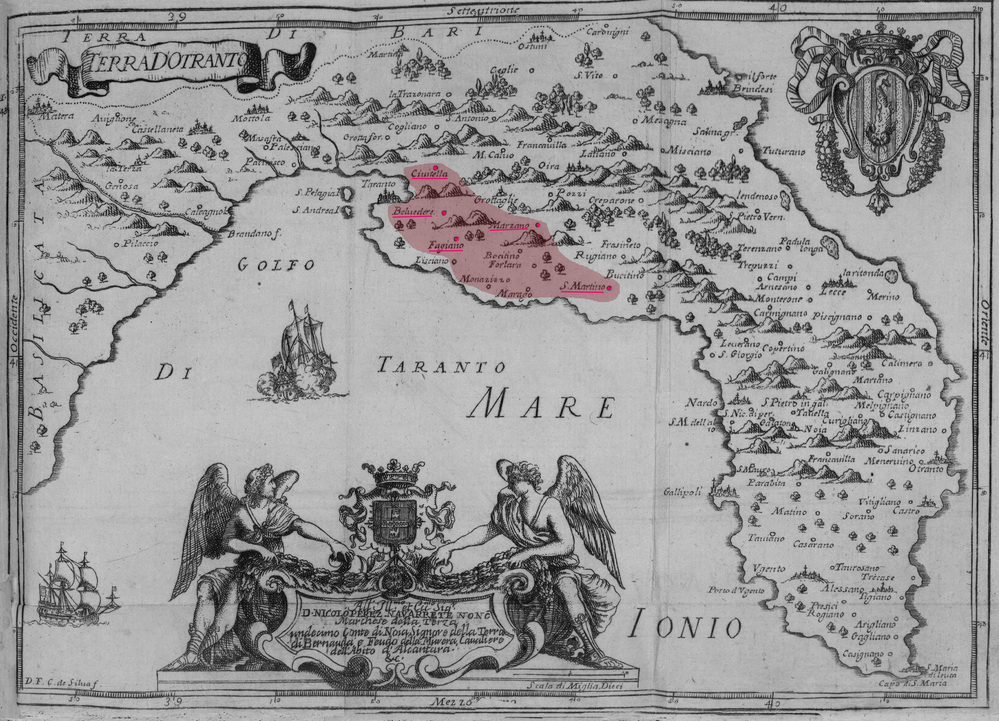
Ungefähre Lage von Albania Tarantina

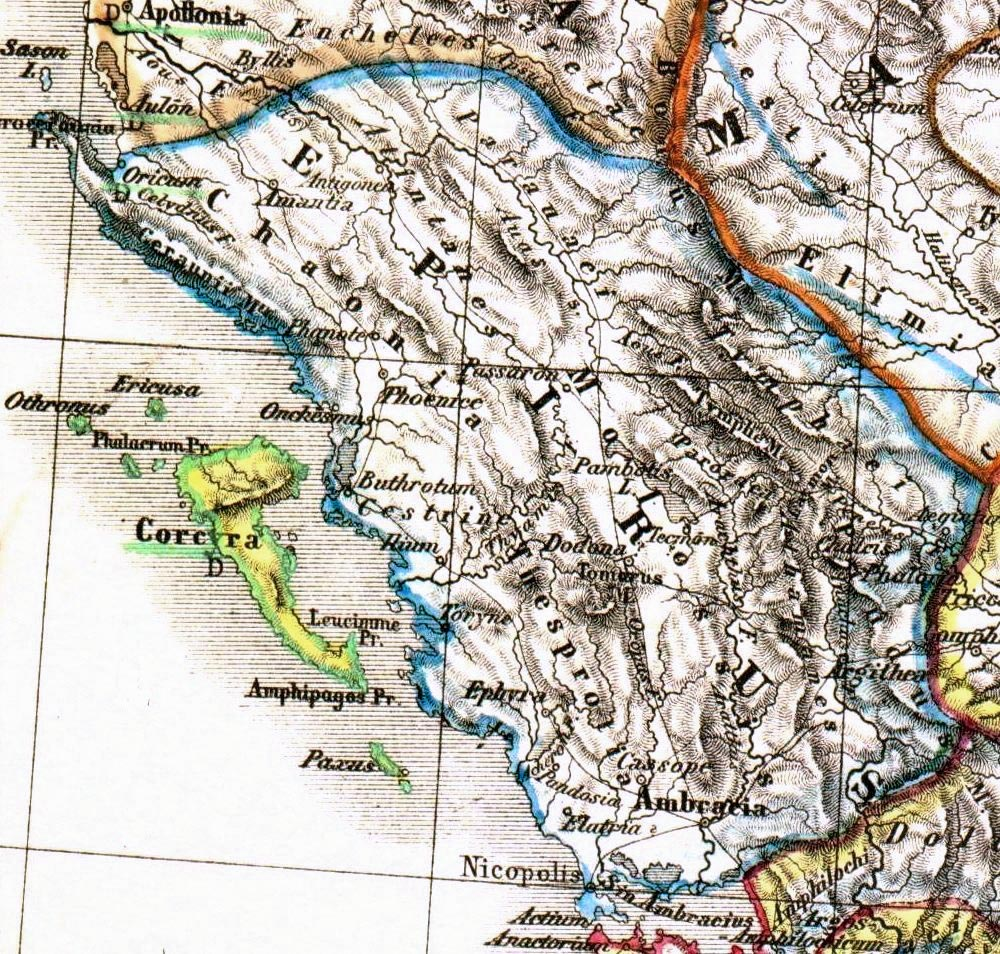
Epirus in der Antike

Ende des 15. und Anfang des 16. Jahrhunderts wurden viele zerstörte Casali, die in der Albania Tarantina (im östlichen Teil der heutigen Provinz Tarent gelegen) von den albanischen Soldaten Georg Kastrioti Skanderbegs während des Aufstandes der lokalen Barone (1459–1462) selbst zerstört worden waren, von Albanern wieder aufgebaut und besiedelt.
Zu Beginn des 16. Jahrhunderts gehörte das Lehnsgut von San Marzano Stefano di Mayra von Nardò, Herr des Casales von Sava, der das unbewohnte Lehen 1504 an Francesco Antoglietta, 8. Baron von Fraganano, verkaufte. Es ist historisch bewiesen, dass sich bereits um 1508 in San Marzano einige korfiotische und epirotische Familien aus dem nahe gelegenen Ort Fragagnano im abschüssigen Örtchen von San Marzano niedergelassen hatten, da sie mit der einheimischen Bevölkerung von Fragagnano in Zwist geraten waren. Das Vorhandensein dieser ersten kleinen Gemeinde könnte die Beschaffenheit des ersten städtischen Gefüges des Casale nach 1530 erklären.
Es gibt wenig Hinweise auf die erste Besiedlung von San Marzano. Nur aus einem Inventar der Vermögenswerte der “Università” (in Süditalien von 1266 bis 1807 der Name für eine gewissermaßen selbständigen Verwaltungseinheit) von Tarent aus dem Jahr 1528 geht hervor, dass San Marzano „per servicio Cesareo“ (für königlichen Dienst) zehn Salme Stroh bezahlen musste.
Am 24. April 1530 beauftragte der König von Neapel, Karl IV., den Vizekönig von Neapel, Philibert de Chalon, das Vermögen der königlichen Domänen und die der Krone übertragenen Lehen zu versteigern, um die Summe von 40.000 Golddukaten zu erreichen. Im Gegenzug delegierte Philibert de Chalon mit dieser Transaktion den Leutnant Pompeo Colonna, den zukünftigen Vizekönig von Neapel, Städte, Grundstücke, Orte, Burgen usw. zu verkaufen. Es wurden eine Reihe von Verhandlungen aufgenommen, die auch das Lehen von San Marzano in Terra d'Otranto betrafen, das sich zwischen den Grenzen der Städte Tarent und Oria befand und für das der treue „caballero de armadura ligera“ (Ritter der leichten Kavallerie), Demetrio Capuzzimati (italienisierter Nachname, der auf Albanisch ‚großer Schuh‘ bedeutet) einen Kaufantrag stellte.
Am 27. Juli 1530 wurde das königliche Lehnsgut San Marzano vom Vizekönig, Kardinal Pompeo Colonna, an den Lokator und Kapitän albanischer Herkunft, Demetrio Capuzzimati für 700 Dukaten verkauft. Mit königlicher Zustimmung von Karl IV. wurde der Kaufvertrag am 5. Februar 1536 bestätigt. Zu Beginn des 16. Jahrhunderts lebten die Cappuzzimati in San Pietro Vernotico und in Squinzano im Salento.

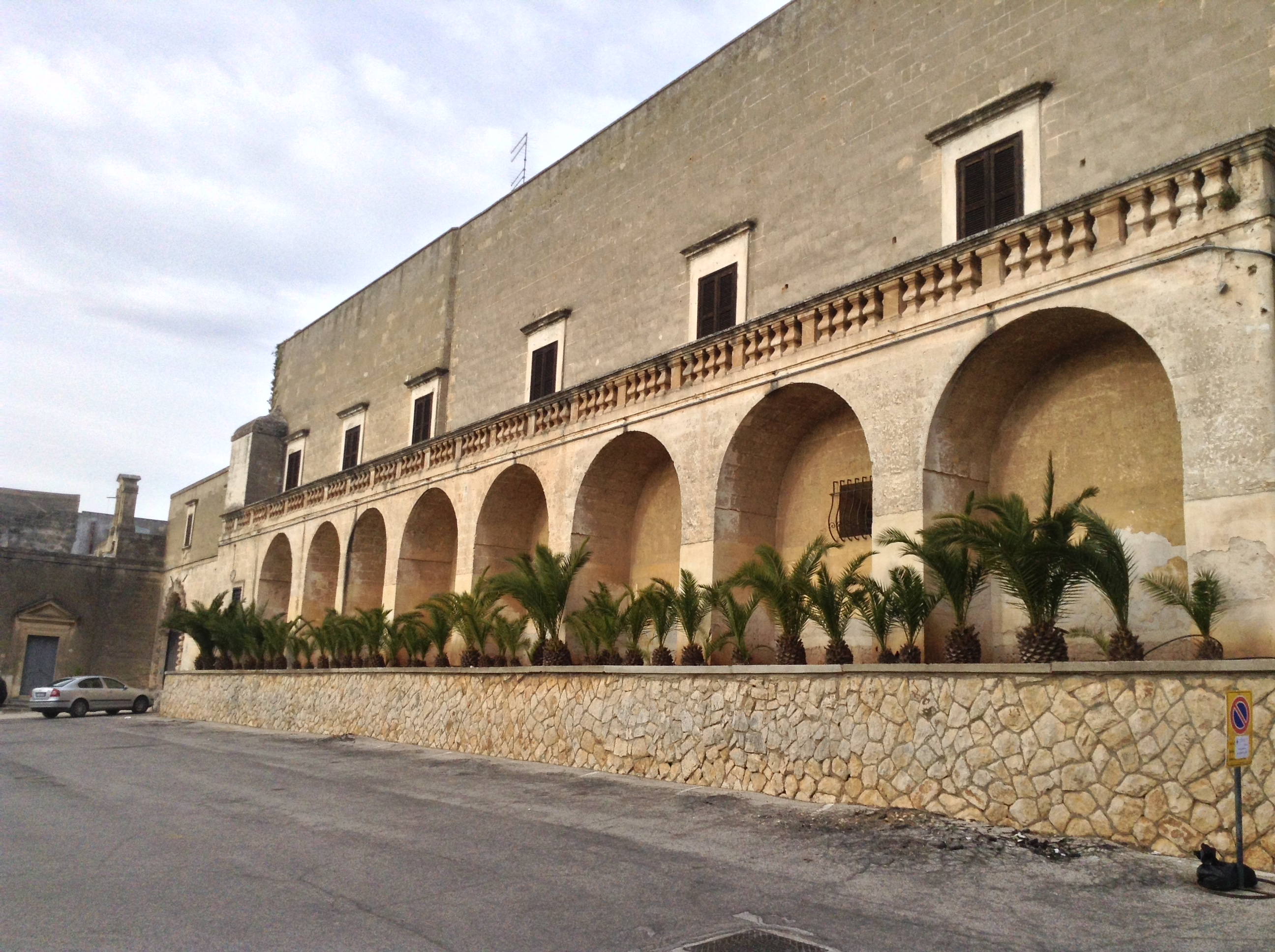
Palazzo Capuzzimati mit Chiesa San Gennaro aus dem 16. Jahrhundert

Demetrio Capuzzimati († 17. Februar 1557 in San Marzano di San Giuseppe), 1. Baron von San Marzano, erhielt weitreichende Befugnisse, Amtsgewalt und Steuerbefreiung für zehn Jahre mit der Bedingung, dass er das menschenleere Gebiet von San Marzano „mit Einheimischen und Personen, die nicht irgendwo im Königreich Neapel registriert waren“, besiedelte. Am 8. November desselben Jahres erwarb Capuzzimati vom Klerus der Kathedrale von Tarent in Erbpacht auch das Lehen „de li Riezzi“ (Rizzi), wo sich das mittelalterliche Castrum Carrellum befand, das an das mittelalterliche San Marzano grenzte. Für diese Konzession sollte Capuzzimati jährlich 50 Dukaten in Silbercarlini (mittelalterliche Münze im Königreich Neapel) an den tarentinischen Klerus bezahlen. Aus der Verschmelzung der beiden Lehen entstand das aktuelle San Marzano.
Während der Herrschaft der Capuzzimati wurde das Gebiet von zahlreichen epirotischen Familien bevölkert, die außer ihrer Herkunftssprache, ihre Sitten und Gebräuche auch ihren östlichen Glauben in die neue Heimat brachten. Während die Familien beitrugen das Casale wieder aufzubauen und den Boden urbar zu machen, begann Demetrio Capuyyimati sofort mit dem Bau des feudalen Palastes auf der Grenzlinie der beiden Lehen. Die Grenze befand sich genau zwischen den Türflügeln des antiken Eingangstores. Auf der einen Seite befand sich eine kleine Häusergruppe hinter den heutigen Straßen Via Cisterne, Via Trozzola und vielleicht auch ein Teil der Straßen Via Vignale und Via Garibaldi. Auf der anderen Seite befand sich der Hauptteil des historischen Zentrums zwischen den heutigen Straßen Via Addolorata und Via Casalini mit einem Zugang zum Palazzo Capuzzimati von rechts und von links. Die beiden bewohnten Ortsteile waren getrennt durch den Park des Barons Capuzzimati, Oliven- und Traubenhaine, die bis zum Kirchplatz der heutigen Mutterkirche reichten. Diese Haine gab es noch nach der italienischen Vereinigung.
Nach dem Tod von Demetrius im Februar 1557 erbte sein ältester Sohn Caesare das Lehen. Sein Nachfolger wurde 1595 dessen Sohn Demetrio junior.
Aus einem Bericht aus dem Jahr 1630 geht hervor, dass „die Häuser sich um den Baronspalast befinden, dass vor allem die Häuser im Lehnsgut Rizzi gut verteilt und die meisten mit Flachdach seien. Außerdem wäre der Ort sowohl im Sommer wie auch im Winter gut zu begehen.“ Noch im selben Jahr enteignete die Regia Camera della Sommaria (Königliches Verwaltungs-, Rechts- und Beratungsorgan) das Lehen des überschuldeten Demetrio und versteigerte es 1639 für 20.000 Dukaten. Neuer Besitzer wurde der aus Spanien stammende Francesco Lopez y Royo.
Nach dem Bericht des Tavolario Scipione Paterno vom 8. Juli 1633 grenzte das Casale San Marzano im Osten an das Land von Francavilla, im Westen an das Casale Fragagnano und im Norden an San Giorgio.

### Die Markgrafschaft San Marzano

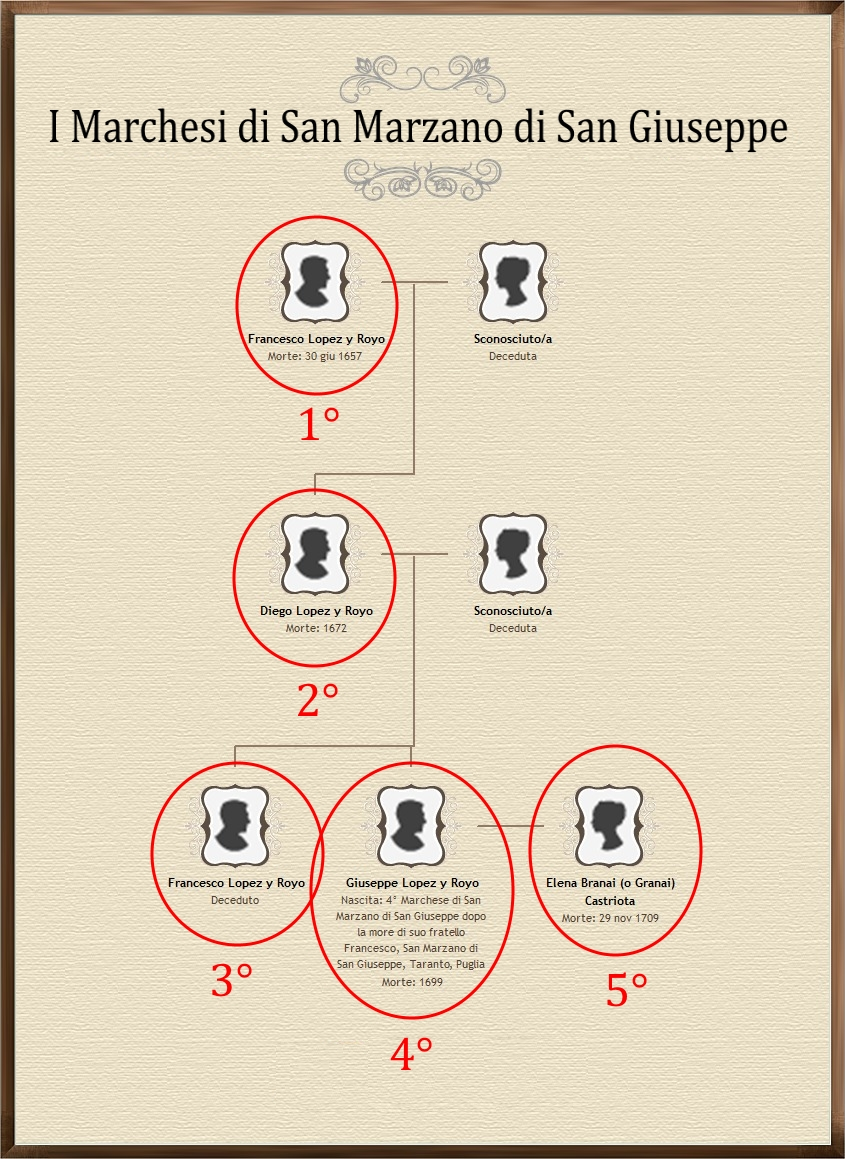
Die Markgrafen Lopez y Royo von San Marzano

Am 19. April 1645 wurden Francesco Lopez y Royo und seine Nachkommen vom spanischen König von Neapel, Philipp III., mit dem Titel eines Markgrafen geehrt. Als Francesco am 30. Juni 1657 starb, erbte das Lehen sein Sohn Diego, dem 1672 sein erstgeborener Sohn Francesco folgte. Da dieser keine Erben hinterließ, ging die Markgrafschaft an seinen Bruder Giuseppe, der mit Elena Branai (Granai) Castriota, Nachkommin der direkten Linie von Vrana Konti (Vertrauter und Kommandant von Georg Kastrioti Skanderbeg) verheiratet war. Da das Paar keine Kinder hatte, versuchte der königliche Hof nach dem Tod Giuseppes im Jahr 1699 das Lehen zu beschlagnahmen. Elena widersetzte sich und bot eine Transaktion von 5000 Dukaten an, die die Regia Camera della Sommaria am 7. Juli 1700 akzeptierte.

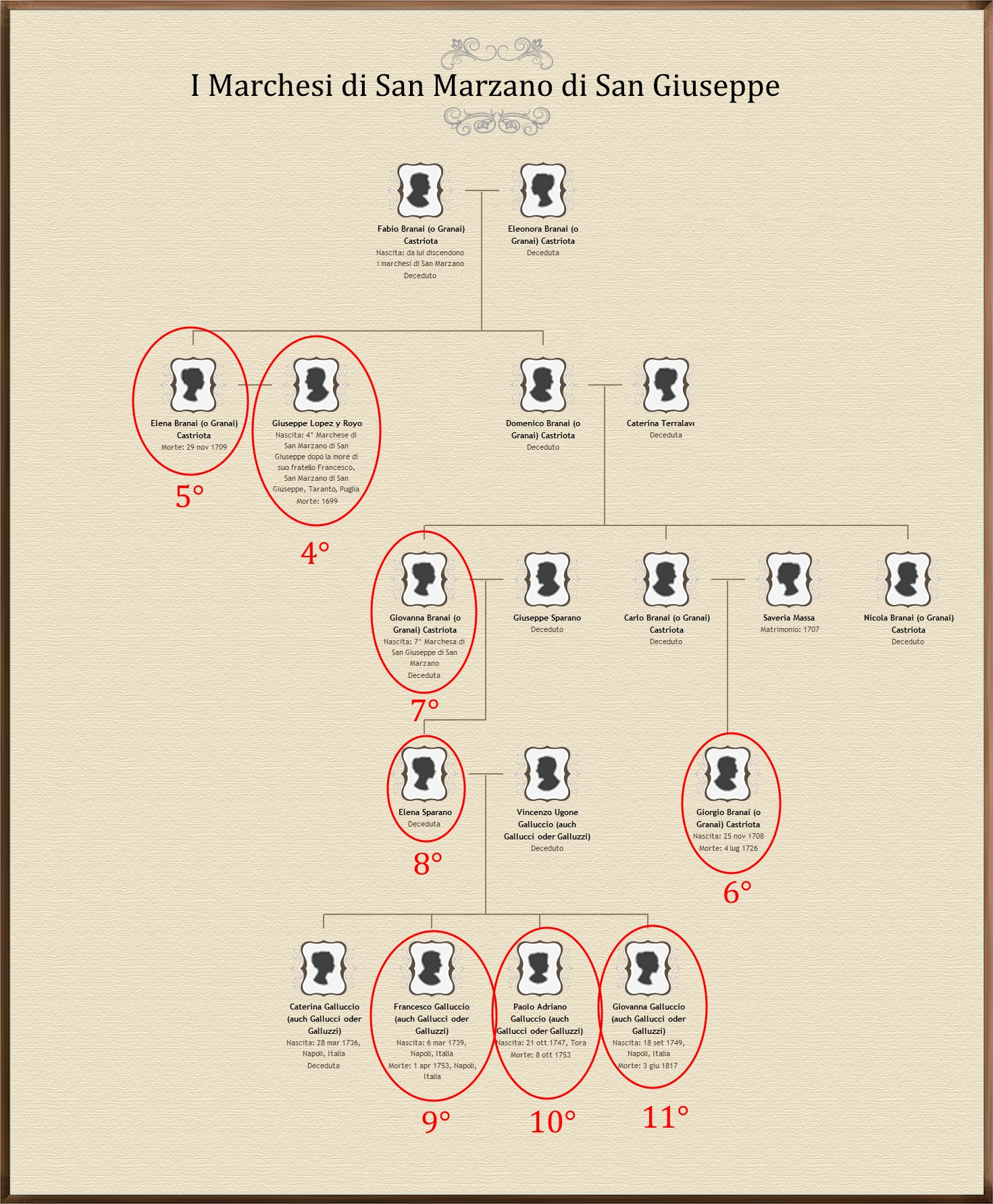
Die Markgrafen Branai Castriota di San Marzano

Als Elena 1709 starb, ging das Lehen nach ihren testamentarischen Wünschen an den Großneffen Giorgio Branai (Granai) Castriota (* 25 nov 1708). Als auch dieser 1726 ohne Erben starb, ging das Lehen an Giovanna Branai (Granai) Castriota, eine Tante väterlicherseits, die es 1744 ihrer Tochter Elena Sparano schenkte. Ehemann von Elena war Vincenzo Ugone Galluccio (auch Gallucci oder Galluzzi) aus Galatina, Herzog von Tora.
Aus einem Dokument vom 17. August 1745 geht hervor, dass das Lehen dem ältesten Sohn von Elena, Francesco Galluccio, überschrieben war, der das mütterliche Erbe bis zu seinem Tod im Jahr 1753 behielt. Er hinterließ keine Kinder, so folgte ihm in der Erbfolge seine Schwester Caterina, die das Lehen ablehnte, um Nonne „Maria Gaetana“ im Kloster Croce di Lucca in Neapel zu werden. San Marzano ging an den Bruder Paolo († 8 ottobre 1753), der es seiner minderjährigen Schwester Giovanna überschreiben ließ. Zur Eintragung in die Feudalliste von San Marzano schrieb für sie ihr Vater und Tutor Vincenzo Ugone an die Regia Camera della Sommaria. Im Jahr 1755 ging das Lehnsgut an den Baron von Maglie, Giuseppe Pasquale Capece Castriota (1708–1785), der der Familie Galluccio dafür 11.000 Dukaten bezahlte. 1785 folgte ihm sein Enkel Nicola und nach dessen Tod im Jahr 1791 seine Schwester Francesca Maria Capece Castriota, Herzogin von Taurisano. Der Marquis Filippo Bonelli von Trani wandte sich gegen die Ernennung von Francesca Maria als Marchesa von San Marzano an den Sacro Regio Consiglio (Rechtsorgan mit kollegialer Zusammensetzung des Königreiches Neapel) und verlangte den ihm zustehenden Teil des Lehnguts der erblichen Linie von Branai (Granai) Castriota. Die Ansprüche des Bonelli konnten erst seine Erben nach 15 Jahren übernehmen. Am 14. April 1806 wurde dem Sohn Pasquale der Titel Marquis von San Marzano übertragen, den auch sein Sohn Pasquale und dann sein Enkel Raffaele, der letzte Marquis von San Marzano trug.
1929 verkaufte Raffaele Bonelli den Palazzo Marchesale und die Besitzungen des Lehnsguts an Angelo Casalini aus Francavilla Fontana, dessen Erben noch heute den Palazzo besitzen.

## Bevölkerungsentwicklung
Wenige Jahrzehnte nach der albanischen Ansiedlung liest man in einem kleinen Atlas-Manuskript, dass es 1575 in San Marzano 74 „Fuochi“ (ca. 370 Personen) gab.
In einem der ersten Dokumente des albanischen Casale aus dem Jahr 1581 bezüglich einer Transaktionsvereinbarung zwischen dem Baron Caesare Capuzzimati und den Bürgern von San Marzano liest man die Familiennamen der Familien, die in dem Gebiet angesiedelt waren und zum Teil noch heute dort leben oder deren Namen umgewandelt sind. Dies sind: Todarus (heute Todaro), Preite (Prete), Joannes Caloiarus (Chiloiro), Andreas Araniti, Antonius Sassus, Lazzarus Lascha (Lasca, Via Lasca), Stasius Musciachius, Petrus Talò, Mattheus Papari (Papari), Duca Barci (contrada Barsci), Dima Raddi (grotta Raddi), Guido Borsci, Martinus Rocara, Giorgius Riddi, Antonius Magrisi (grotta Magrisi), Coste (Di Coste), Capuzzimadi (Capuzzimati), Rasi, Borgia (Borgia) u. a. mehr.
Aus der Beurteilung von San Marzano des Tavolario Salvatore Pinto am 3. Dezember 1630 geht hervor, dass es im Ort 53 Fuochi (zirka 250 Personen) gab. Nach dem Bericht des Tavolario Scipione Paterno vom 8. Juli 1633 wohnten in San Marzano 75 Familien (Schiavoni und Albanesen). Aus einem Dokument von 1736 geht hervor, dass der Ort 410 Personen zählte; 1921 waren es rund 3000 Einwohner.

## Sprache

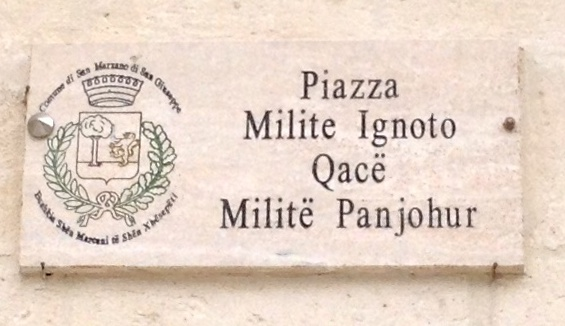
Zweisprachiges Straßenschild: Platz des Unbekannten Soldaten

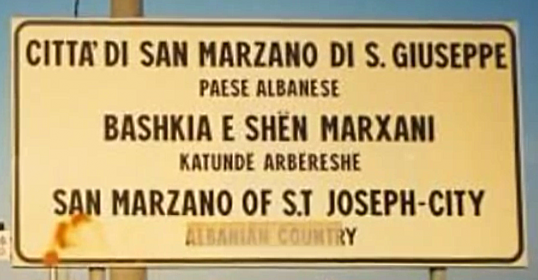
Dreisprachiges Willkommens-Schild

Die Erhaltung des Arbëresh unterscheidet San Marzano di San Giuseppe von den anderen Orten in der Ionischen Provinz, die einst von Arbëresh gegründet wurden. Durch die Nichtbeteiligung an den kulturellen und wirtschaftlichen Veränderungen von Tarent blieb die ethnische Identität mit all ihren Riten und ihrer Folklore mindestens bis 1622 erhalten, als der Erzbischof von Tarent, Antonio D‘Aquino, mit dem offiziellen Unterdrückungserlass des griechisch-byzantinischen Ritus' den Prozess der Latinisierung der Religion einleitete, was das Verschwinden der Balkantraditionen und -sitten beschleunigte.
Noch heute sprechen die älteren Menschen ihre albanische Ursprache (Arbërisht, Arbërishtja oder Gluha Arbëreshe), ein Unterdialekt des Toskischen (Toskë), der in Südalbanien, wo die Massendiaspora ihren Ursprung hatte, gesprochen wird. Gegenwärtig kann man allerdings einen langsamen Verlust des linguistischen Erbes des Arbëresh beobachten, denn nur die Hälfte der Bevölkerung benützt die Sprache eingeschränkt im Privaten.
Sichtbar wird die Sprache in den Straßenschildern und -namen, die in San Marzano di San Giuseppe zum Teil noch vorhanden sind. Ein dreisprachiges (Italienisch, Arbëresch, Englisch) altes Straßenschild in der Nähe des Ortseingangs heißt den Besucher willkommen.

## Religion

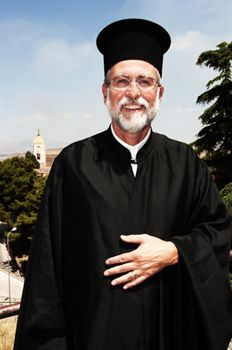
Papas Kola Cuccia aus Contessa Entellina in Sizilien

Die Albaner brachten aus Südalbanien neben ihrer albanischen Sprache, ihren Sitten und Gebräuchen auch ihre byzantinisch-orthodoxe Religion in die neue Heimat mit.
Gleich nach der Ankunft war jede Familie bestrebt, ein Haus im Lehen Rizzi zu bauen (heute in Via Giorgio Castriota). Ein wenig unterhalb, ungefähr da, wo heute die Kirche San Carlo Borromeo steht, wurde die Kirche Heilige Paraskeva nach griechischem Brauch („more graeco“) nach der Haupthimmelsrichtung Osten-Westen mit dem Altar im Osten und dem Eingang im Westen gebaut. In der byzantinischen Tradition befindet sich die Apsis immer in Richtung Osten, wo die Sonne aufgeht, Symbol für das Reich des Lichtes, das den Herrgott darstellt.
Mit der Bulle von 1536 verschaffte Papst Paul III. den Albanern in Italien volle Anerkennung innerhalb des Katholizismus. Aus einem Bericht aus dem Jahr 1575 an den Heiligen Stuhl in Rom geht hervor, dass der Erzbischof von Tarent, Lelio Brancaccio die Albaner von Tarent als „Menschen ohne Glauben und ohne Gesetz“ bezeichnete und bei seinem Besuch in der Albania Tarantina im Jahr 1578 ermutigte er die griechisch-byzantinischen Gemeinden auf, zum lateinischen Ritus überzugehen.
Am 4. Mai 1578 erhielt die griechisch-byzantinische Gemeinde San Marzano ihren ersten Pastoralbesuch von Lelio Brancaccio. Empfangen wurde er von Papas Demetrius Cabascia, der 1560 zwanzigjährig von einem vorbeiziehenden Metropoliten ordiniert worden war. Aus den Angaben von Brancaccio geht hervor, dass Papas Cabascia die östliche Liturgie befolgte und das Sakrament nach diesem Ritual austeilte, er die Heilige Liturgie an Sonn- und Feiertagen hielt, das Taufwasser am Vorabend der Epiphanie segnete und das Öl für die Ölung der Katechumenen bereitstellte, wenn es benötigt wurde. Seit mehreren Jahren bewahrte Papas Cabascia die in „Cœna Domini“ (Messe vom Letzten Abendmahl) geweihte Eucharistie für Kranke und das Chrisma (geweihtes Salböl) auf.

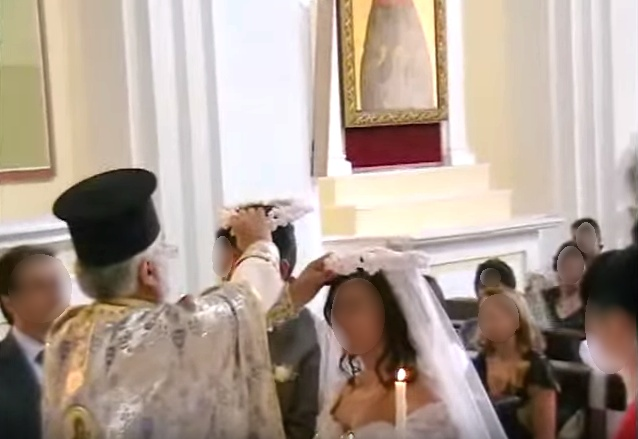
Arbëresh Hochzeit mit Austausch der Hochzeitskronen

Die Gemeindemitglieder waren eifrig in den religiösen Praktiken, lebten im Einklang mit dem Ritual des Vaterlandes, spendeten der Kirche den Weizen für die Eucharistie, das Öl für die Lampe des Allerheiligsten, das Geld für das Wachs und sorgten für die Sittlichkeit des heiligen Ortes. Die Hochzeitspaare heirateten mit dem Austausch der Kronen und nicht der Ringe. Alle (auch Kinder und Greise) beachteten die große Fastenzeit, in der die Verwendung von Fleisch, Milchprodukten und Öl bis Karsamstag untersagt war und nie wurde abwegiges Verhalten registriert.
Lelio Brancaccio forderte die Bevölkerung auf, dass es Zeit wäre, den griechisch-byzantinischen Ritus aufzugeben und den römisch-lateinischen anzunehmen. Die einstimmige Antwort aber war, dass sie weiterhin nach der Religion ihrer Väter leben wollte. Der Erzbischof, der überzeugt war, dass dies vor allem von Papas Demetrius Cabascia abhing, drängte die jungen Kleriker, das Seminar von Tarent zu besuchen, wo sie kostenlos empfangen wurden. Aus San Marzano erschienen nur zwei Kleriker (Aremiti Andrea und Zafiro di Alessandro Biscia), die kurz darauf, ohne sich zu verabschieden, in ihren Heimatort zurückkehrten. Brancaccio war sehr betrübt über diesen Vorfall und schrieb am 11. Mai 1578 an die Baronin von San Marzano, um die Gründe zu erfahren. Die Antwort ist unbekannt. Auch wenn in den folgenden Jahren weitere Prälaten versuchten, die Bevölkerung zum Übertritt zu bewegen, hielt sich der griechisch-byzantinische Ritus noch viele Jahre.
Erst 1617 baten die Sammarzanesi den Erzbischof von Tarent, Bonifacio Caetani, den Kleriker Donato Caloiro aus San Marzano nach römischem Ritus zu ordinieren, weil ein Papas nicht ausreichte, sich um die Seelsorge der Gemeinde zu kümmern. Der Untergang des griechisch-byzantinische Ritus′ und der dazu gehörenden religiösen Riten begann in San Marzano und den umliegenden Arbëresh-Gemeinden mit dem Unterdrückungserlass des Jahres 1622 durch den Erzbischof Antonio d'Aquino.

## Die verloren gegangenen Riten
Die Übertragung der Arbëresh-Tradition war ausschließlich in mündlicher Form. Das Fehlen von schriftlichen Quellen erhöhte das Risiko des Verlustes eines Großteils des mündlichen Erbes. Auch wenn die Arbëresh durch das Gesetz Nr. 482 „Zum Schutz der historischen Sprachminderheiten“ vom 15. Dezember 1999 als ethnische Minderheit in Italien anerkannt worden sind, reicht es nicht aus, das kulturelle Erbe, das Geschichte, Identität, Religion, Tradition und Folklore bedeutet, zu schützen und zu fördern.
Die zwei wichtigsten Ereignisse im Leben von San Marzano, die an die Heimat Albanien erinnerten, waren die Hochzeit und die Bestattung. Von diesen religiösen Riten ist im Ort heute keine Spur mehr erhalten.

### Die Hochzeit

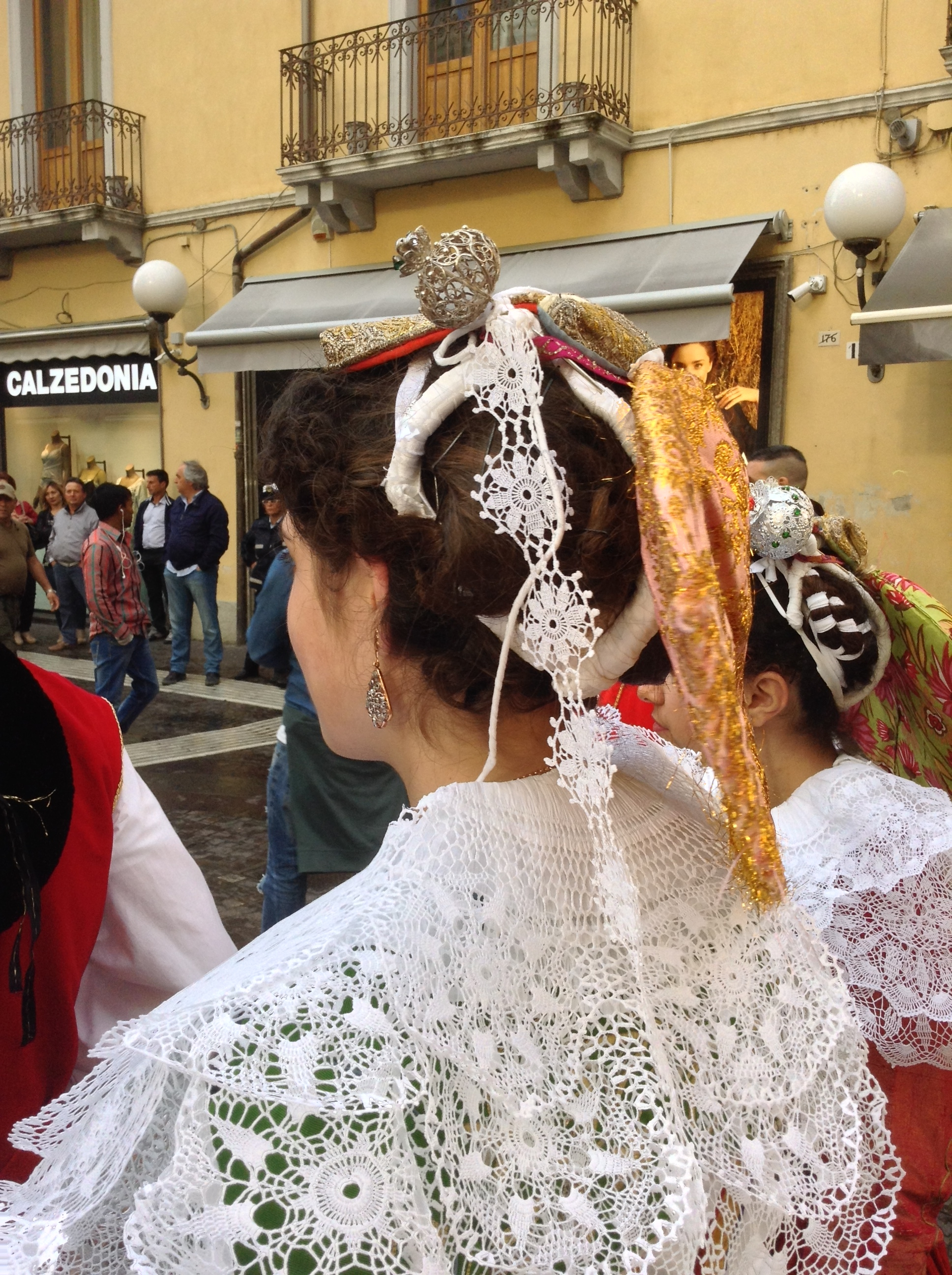
Kopfschmuck einer Arbëreshbraut von San Paolo Albanese

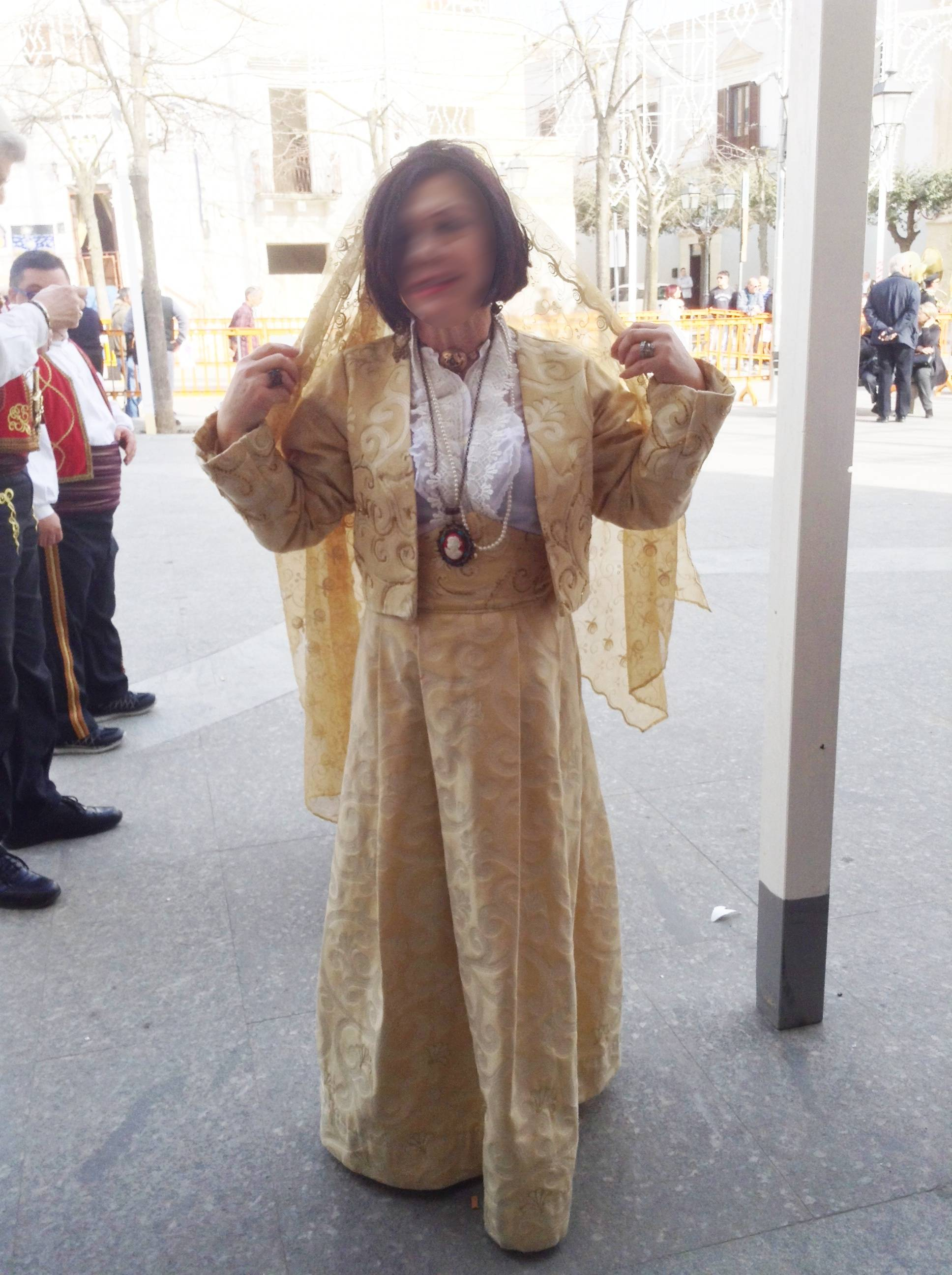
Tracht der Arbëreshë von San Marzano di San Giuseppe

Der Papas empfing das Hochzeitspaar auf der Kirchenschwelle und begleitete es ins Innere der Kirche, wo er auf ihre Häupter die mit bunten Bändern verzierten Hochzeitskronen setzte. Die Verwendung der Krone wurde bereits von Tertullian bezeugt, der darin die Gnade symbolisierte. Dieser Brauch war so wichtig in der Hochzeitsfeier, dass, auch wenn der Brauch im Laufe der Jahrhunderte nachließ, der Name Krone weiterhin auf das Sakrament der Ehe hindeutete.
Im Heiligen Abendmahl reichte der Papas den Brautleuten ein Stück Brot, von dem beide abwechselnd aßen und ein Glas Wein, von dem beide abwechselnd tranken. Dieser Brauch symbolisierte die Treue und kein anderer durfte aus demselben Glas trinken. Danach ließ der Papas die Brautleute dreimal um den Altar gehen und weihte die erfolgreiche Vereinigung. Zum Schluss warf der Papas das Glas, aus dem das Paar getrunken hatte in das Taufbecken. Als gutes Vorzeichen musste das Glas dabei zerbersten.
Danach wurden die Brautleute in ihrem neuen Zuhause für acht Tage in Ruhe gelassen. Am achten Tag aber verließen sie ihr Haus und besuchten ihre Verwandten. Die Braut trug dabei das “Kleid des achten Tages”.
In jedem Arbëresh-Zentrum in der Albania Tarantina wie auch zuerst im übrigen Königreich Neapel und später im Königreich beider Sizilien bedeutete das Hochzeitskleid für die Braut und für die Eingeladenen nicht den Wunsch, schön und elegant zu sein und bewundert zu werden, sondern die Zugehörigkeit zu einer Gruppe. Es war ein klares Element des ethnischen Status der Person oder der Gruppe selbst.
Die Kleider wurden selbst genäht und nur für die Feinarbeit oder die Stickereien wandte man sich an eine Berufsstickerin. Jedes Mädchen träumte von der Hochzeit und war eine meisterhafte Weberin. Die Aussteuer, die Kleider und die gestickten oder gehäkelten Spitzen (das begehrteste Zubehör) waren das Ergebnis von langen Arbeitstagen und endlosen Winterabenden.
Oft wurden die feinsten Stoffe, wie Seide oder Brokat aus Damaskus auf den großen Jahrmärkten gekauft, hauptsächlich auf denen von Casalnuovo (Manduria), Oria und Tarent.
Das Hochzeitskleid, der Traum aller jungen Arbëresh-Mädchen und seine lange und teure Realisierung war einem heiligen Ritus ähnlich. Es war aus kostbarem Gewebe mit zarten Farben. Bevorzugt wurden Pastellfarben und fast nie Weiß. Dazu kamen Accessoires speziell für den Anlass. Dies waren ein langer Schleier, die Krone und der schönste Schmuck. Von großem Effekt war der Umhang mit Schleppe, durch den die Braut sich vom Hochzeitszug abhob, wenn dieser nach Beendigung der Zeremonie durch die Straßen des Ortes bis zum Haus des Ehemannes zog.

### Die Beerdigung
Ein anderer Ritus, der verloren gegangen ist, ist die Beerdigung. Der Sarg war von Frauen umgeben, die drei Tage Galakleidung trugen (erst am vierten Tag wurde das Trauerkleid angezogen) und mit offenen Haaren Totenklagelieder sangen, während sie auf dem Sarg Süßigkeiten und Essen für die Besucher bereitstellten. Als Zeichen der Witwen- bzw. Witwerschaft färbte die oder der Überlebende die beiden Hochzeitskronen dunkel ein, die am Hochzeitstag am Kopfteil des Bettes angebracht worden waren.

### Arcipurcium

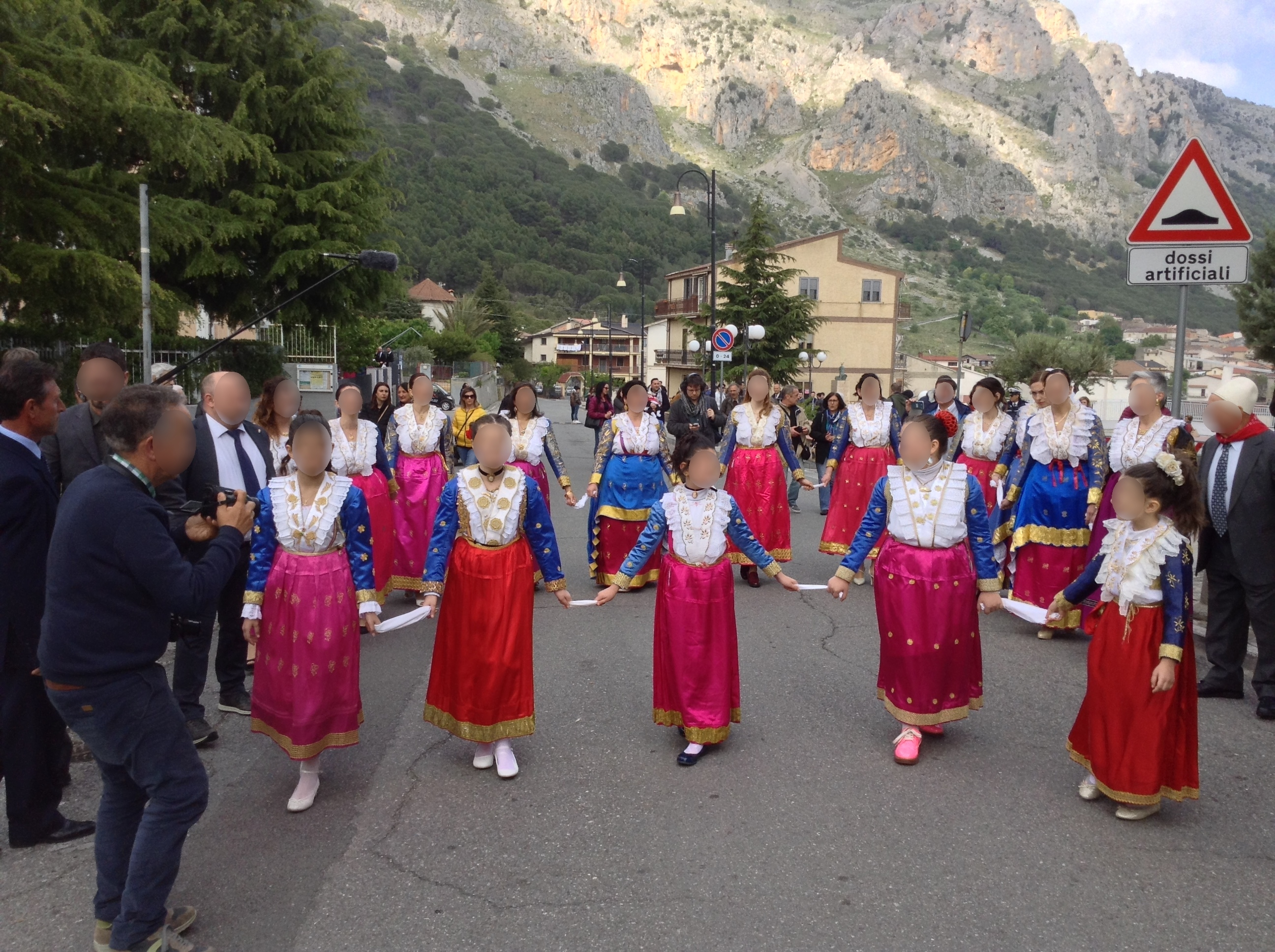
Die Vallje von Frascineto

Ein wichtiges Fest war das Arcipurcium. Das Wort bedeutet im Allgemeinen Feste, Bankette, wurde aber hauptsächlich für den Karneval verwendet. Das Bankett wurde in den letzten drei Tagen des Karnevals von Familien des gleichen Stammes gefeiert. Es wurde gegessen, getrunken und gesungen. Die Frauen trugen Feiertagskleider oder das “Kleid des achten Tages”. Es wurden albanische Lieder, Valie genannt, angestimmt und bis spät in die Nacht die albanischen choreografischen Vallje-Tänze (Vallettänze) getanzt. Die Themen der Vallje, Lieder und Serenaden waren glücklich, aber auch schmerzhaft und nostalgisch, manchmal unheimlich. Sie berichteten von den Heldentaten des Georg Kastrioti und seinen tapferen Soldaten, von Liebe und von der Sehnsucht nach der verlorenen Heimat, von der Diaspora als Ergebnis der türkischen Invasion und von der Liebe zu ihren Frauen.
Zum Schluss trank der Älteste auf die gemeinsame Erlösung. Das Fest beendete den Karneval und leitete die Enthaltsamkeit von Fleisch und Milchprodukten, die die Arbëresh während der Advents- und Fastenzeit konsequent einhielten.

## Die Kirchen von San Marzano di San Giuseppe

### Die erste Kirche von San Marzano

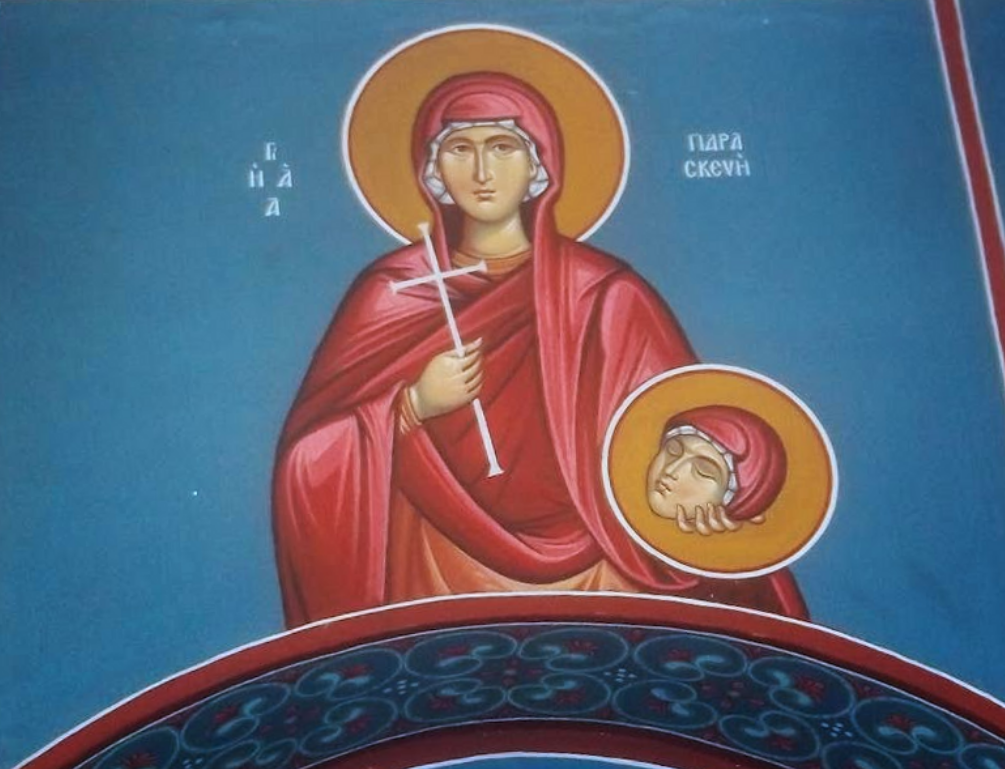
Santa Parasceva (Heilige Paraskeva)

Die erste Kirche mit Flachdach war der Heiligen Paraskeva gewidmet und in griechischem Stil, aber ohne Ikonostase gebaut. Die Wände waren mit orientalischen Ikonen bemalt. Der Innenraum war in zwei Bögen unterteilt und der Hauptaltar befand sich drei Stufen höher als das Kirchenschiff. Über dem Altar befand sich das Tabernakel, wo das Allerheiligste in fermentiertem Brot aufbewahrt wurde. Der Altar war mit drei Tischdecken bedeckt und in einer Nische wurde das Heilige Öl aufbewahrt, das nicht jedes Jahr erneuert wurde, sondern nur, wenn ein griechisch-byzantinischer Bischof vorbeikam.

### Die Kirche San Carlo Borromeo
Die heutige Kirche wurde Anfang des 16. Jahrhunderts nach dem Unterdrückungserlass von 1622 auf einem Teil der Fläche gebaut, wo zuvor die Kirche der Heiligen Paraskeva gestanden hatte, und San Carlo Borromeo gewidmet.

### Die Chiesa dell’Addolorata
Die Chiesa dell’Addolorata wurde mit der testamentarischen Hinterlassenschaft des Ehepaars Rosaria Cotugno und Pietro Greco im Jahr 1853 erbaut. Die Kirche hat eine einfache Struktur mit einem einzigen Kirchenschiff und einem Gewölbe aus lokalem Tuffstein.
Die Kirche besteht aus vier seitlichen Bögen, die von acht gemauerten Säulen gestützt werden. Jeder Bogen trägt ein Sterngewölbe. Gegenüber dem Eingang befindet sich der gemauerte Altar und darüber ein Gemälde von dem Begräbnis Jesu Christi. Oberhalb befindet sich ein Chor, dessen Balkon auf das Innere der Kirche zeigt. Dort konnten die Ordensbrüder dem Gottesdienst beiwohnen, während das Erdgeschoss den Frauen vorbehalten war.

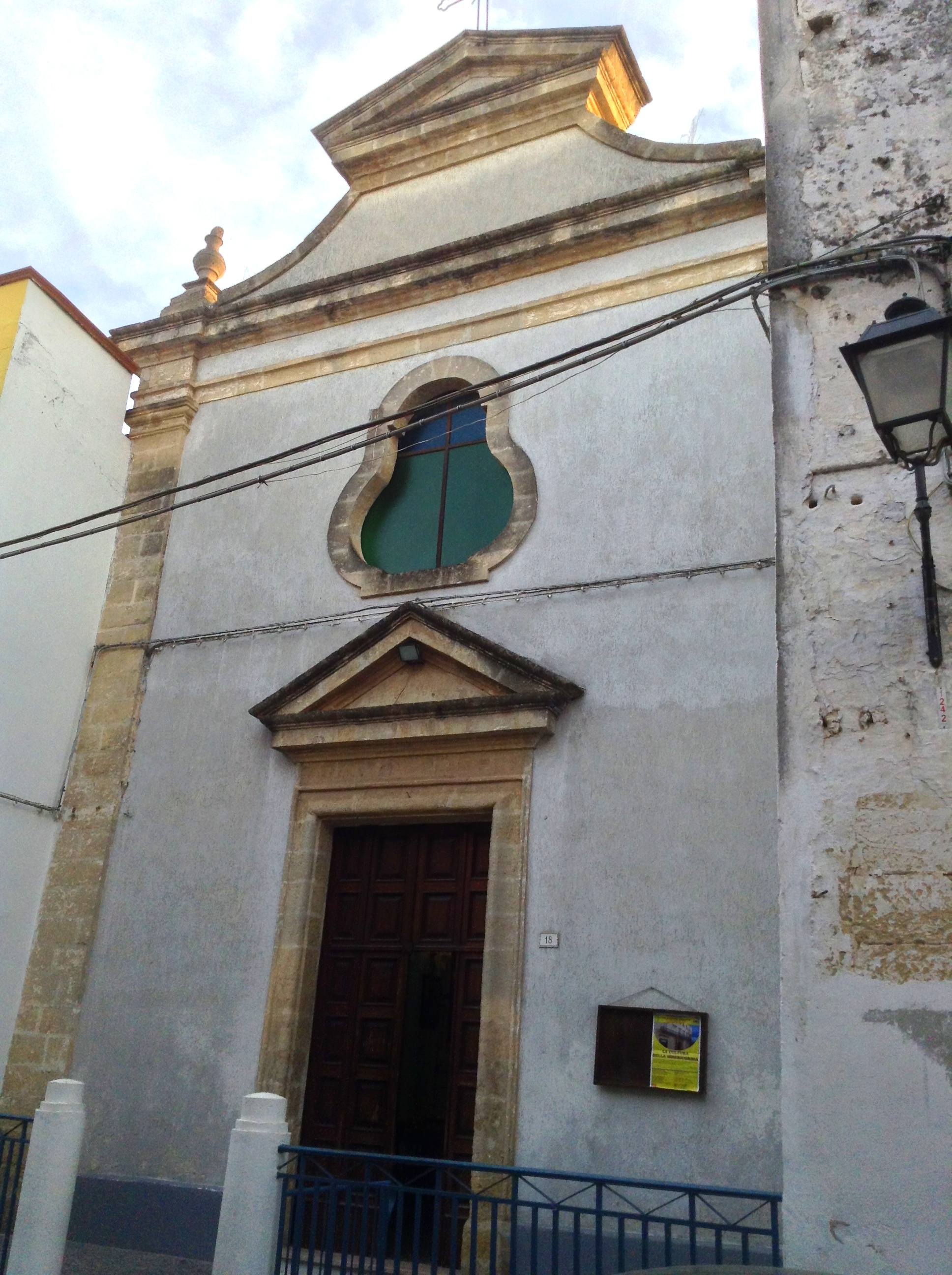
Die Chiesa dell’Addolorata
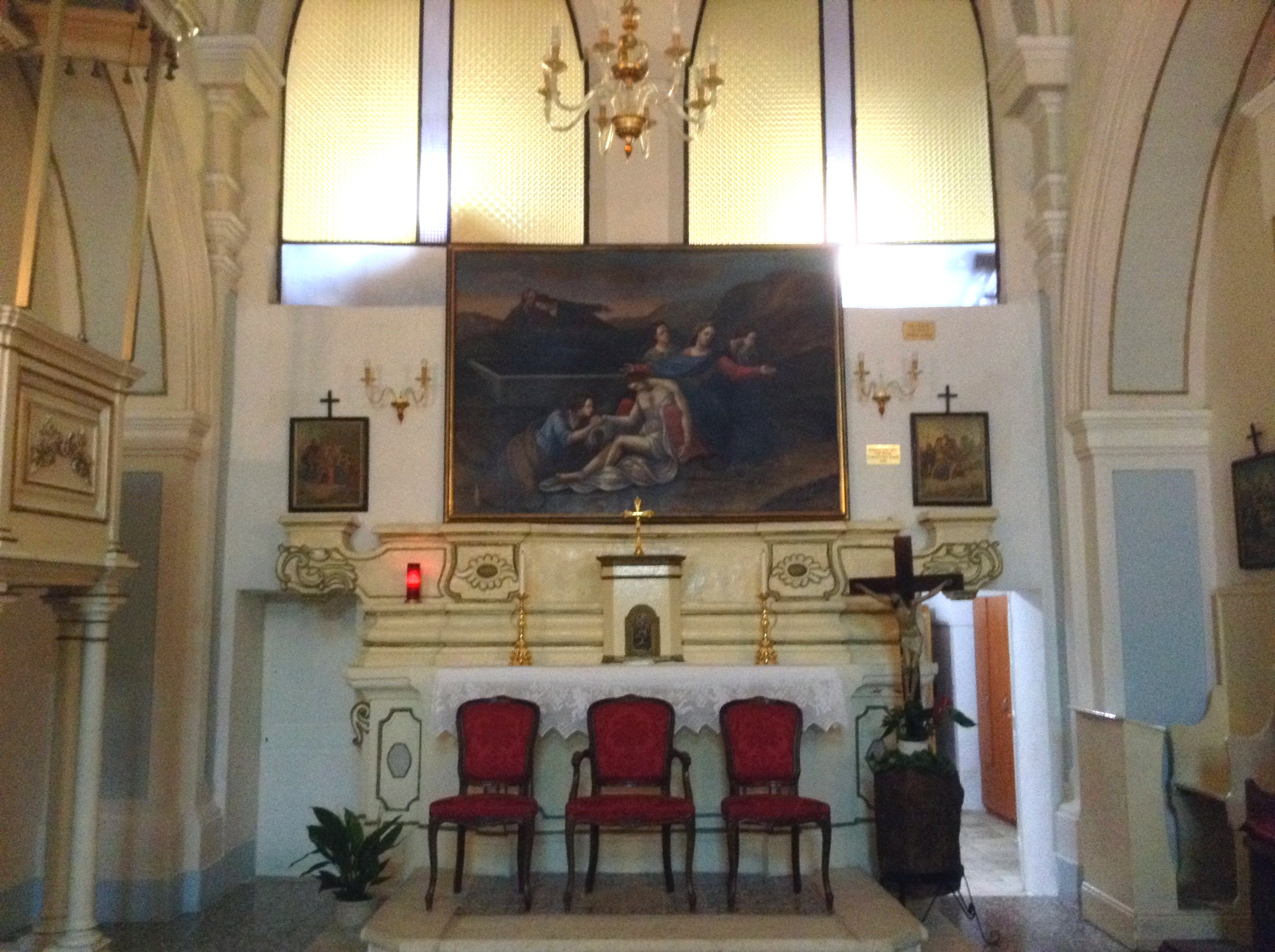
Innenraum
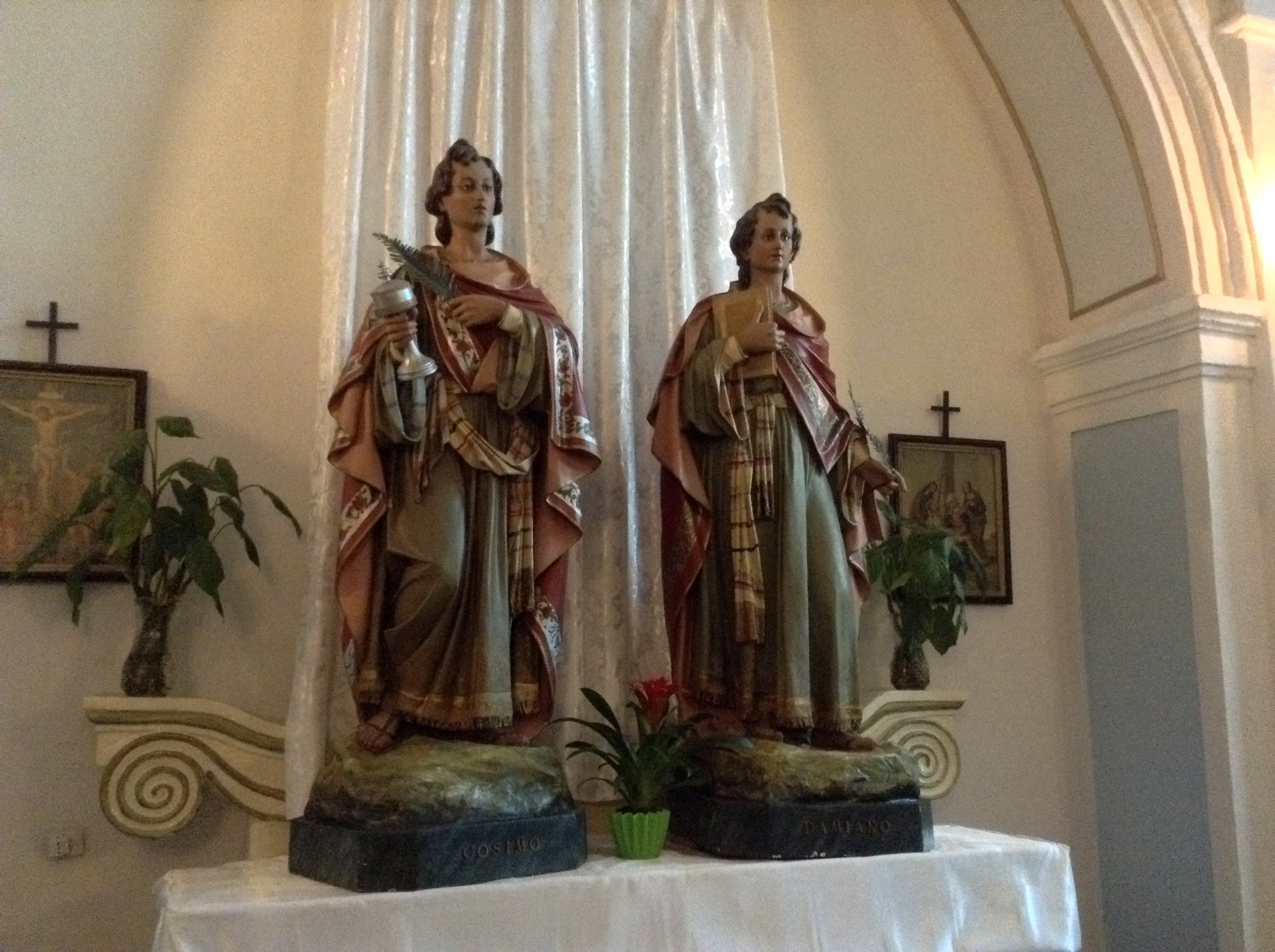
Die Heiligen Kosmas und Damian

### Das Felsenheiligtum Madonna delle Grazie

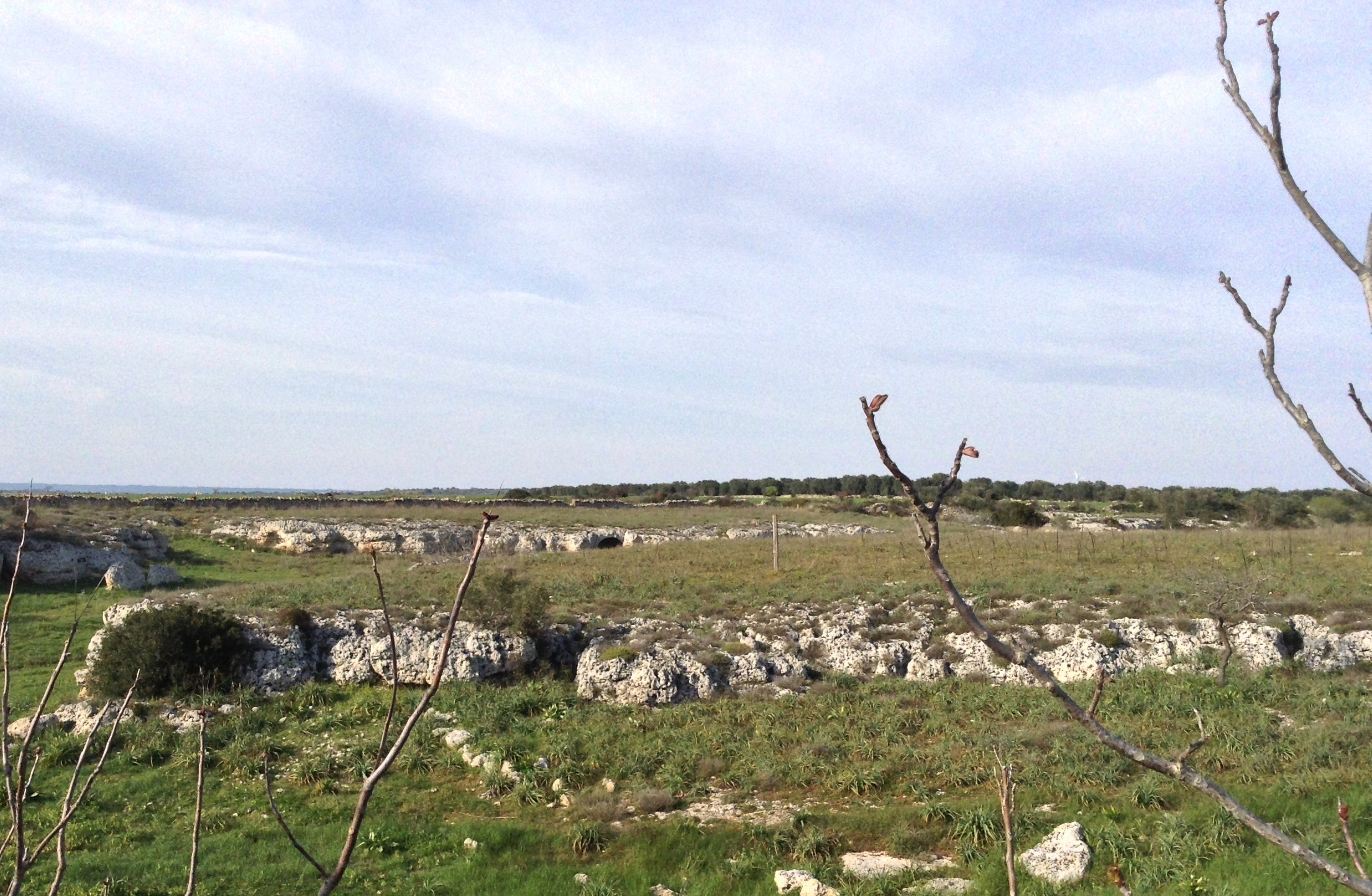
Wohnhöhlen

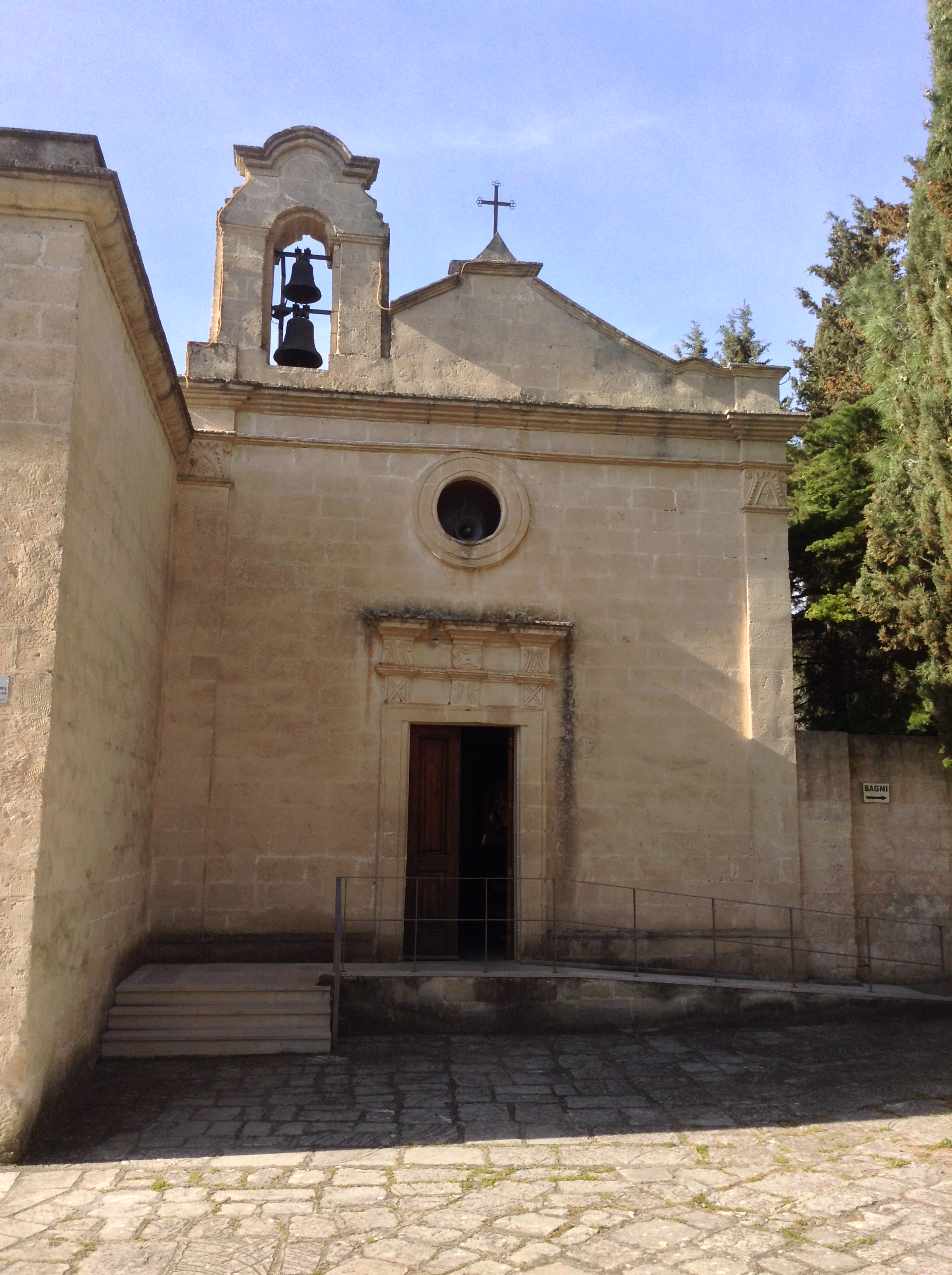
Die Wallfahrtskirche Madonna Delle Grazie

Das Felsenheiligtum Madonna delle Grazie befindet sich drei Kilometer nordwestlich vom Zentrum von San Marzano di San Giuseppe an der Strada provinciale nach Grottaglie fünf Meter tief zwischen zwei schluchtartigen Einschnitten, Lama genannt, die auf einer Höhe von 98,6 m ü. M. zu einem größeren Kanal zusammenfließen und ein Y bilden. Auf einer Seite steht die Krypta auf der „Lama“ (102,3 m. ü. M.), der Grenze zu Grottaglie. 1709 wurde die Kirche das erste Mal in einem Dokument erwähnt.
Die Wissenschaftler sind sich heute einig, dass die aktuelle Konfiguration des Wallfahrtsortes das Ergebnis von Erweiterungen und Umbauten des 17. Jahrhunderts ist, als die albanische Kolonie, die sich in San Marzano niedergelassen hatte, das Land bis zum äußeren Rand des Lehnsgutes Rizzi kultivierte, die obere Kirche baute, zwei Felsenkrypten, die des Heiligen Georg und die der Madonna delle Grazie vereinigte und diese mit einer Innentreppe mit der oberen Kirche verband.
Die Kirche besteht aus einem Schiff mit einem Altar aus lokalem Stein, über dem sich ein Fresko der Madonna mit Kind und des Heiligen Josef von Nazaret (links) und Antonius von Padua (rechts) befindet. Rechts vom Altar steht eine Statue der Jungfrau Maria mit Kind.
An der Kirchenfassade, die von einem Glockengiebel überragt wird, befinden sich hauptsächlich auf den Pilastern und über dem Eingang dekorative Elemente der albanischen Schule.
Die heutige Krypta Madonna delle Grazie präsentiert sich als ein großer viereckiger Raum mit monumentalen Säulen, von denen eine aus statischen Gründen eingefügt wurde. Bis vor kurzem war die ursprüngliche Innentreppe zugemauert und man gelangte über die südliche Außentreppe in den ersten Raum der Felsenkrypta. In dieser Georgskrypta befindet sich eine kleine linsenförmige Kuppel mit konzentrischen gemeißelten Kreisen, die eine Illusion von Tiefe gibt mit einem griechischen Kreuz im Zentrum.
Der nördliche Teil der Krypta, dort wo sich der Monolith der Jungfrau auf dem Thron mit dem Kind auf dem linken Arm befindet, besteht die Krypta aus einem einzigen Schiff und bildete sicherlich die ursprüngliche Struktur der zweiten Krypta, die nach Süden erweitert wurde, wo sich die byzantinischen Fresken der Heiligen Barbara aus dem 13. Jahrhundert und des Heiligen Georg aus einer späteren Epoche befinden.
Um das 17. Jahrhundert wurde das Gewölbe mit der sichtbaren Veränderung in der Konformation der globalen Räume erhöht. Es gibt keine klaren Quellen über diesen Wallfahrtsort.

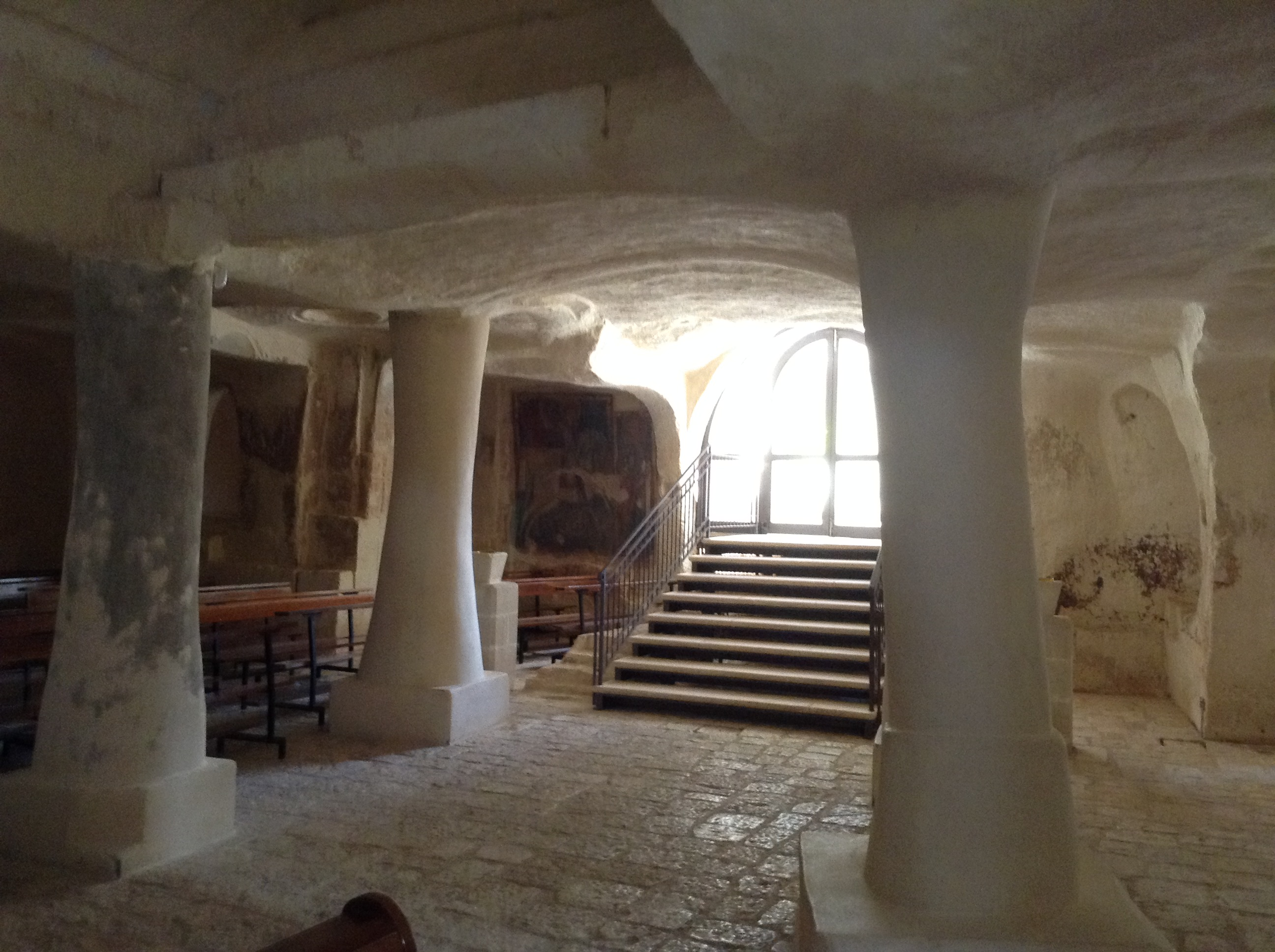
Die Felsenkrypta – Innenraum
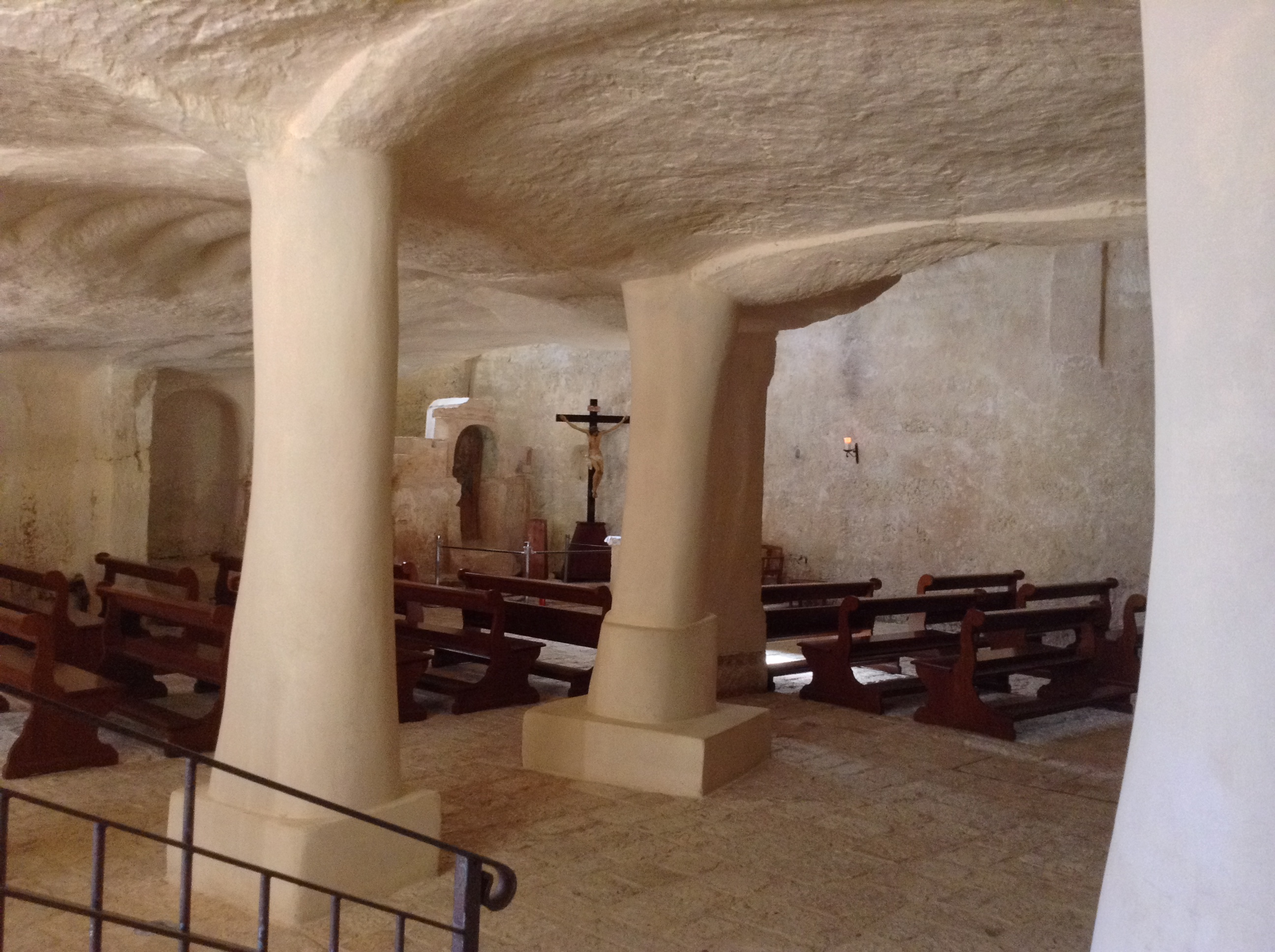
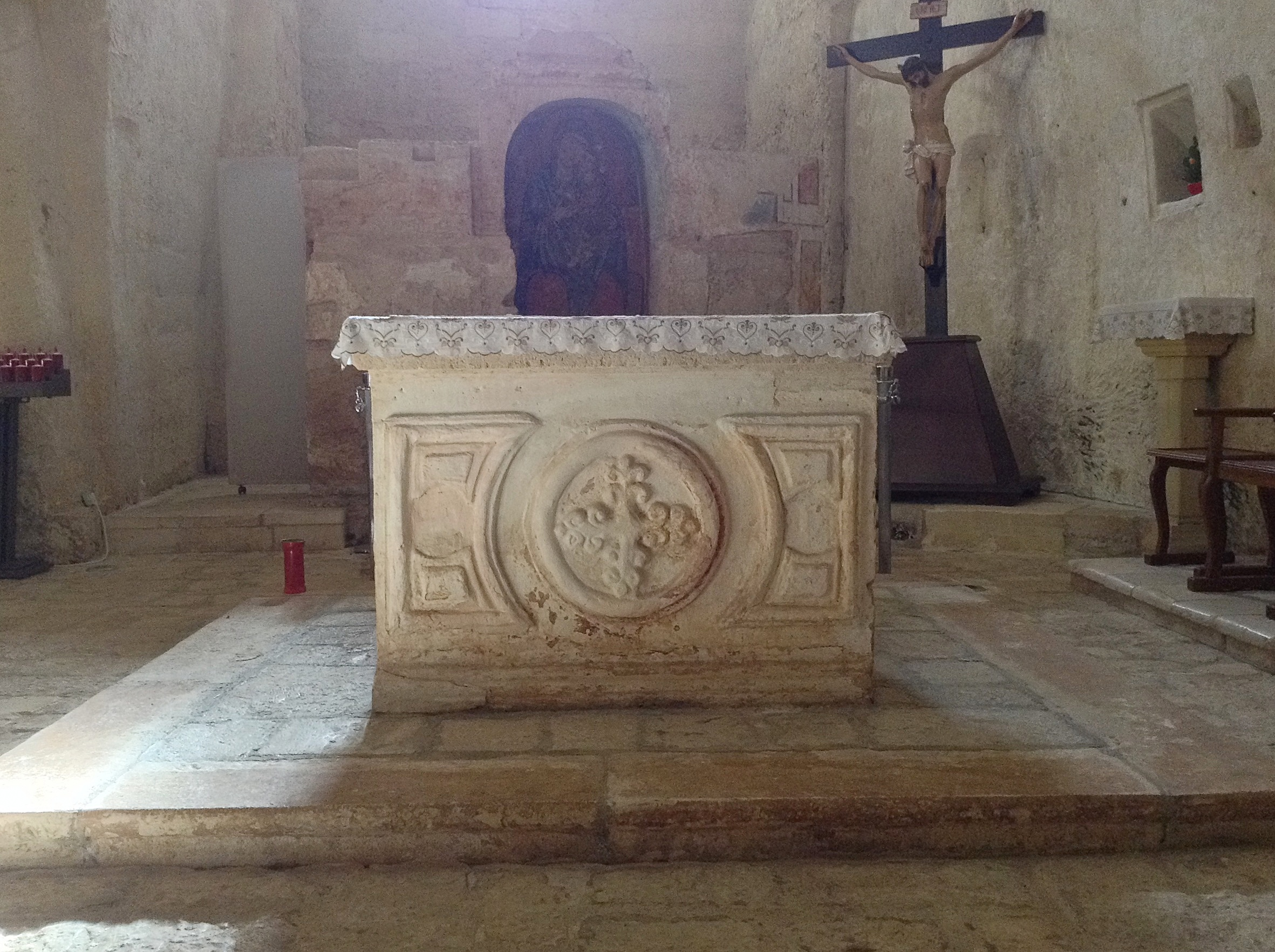
Altar aus dem 19. Jahrhundert
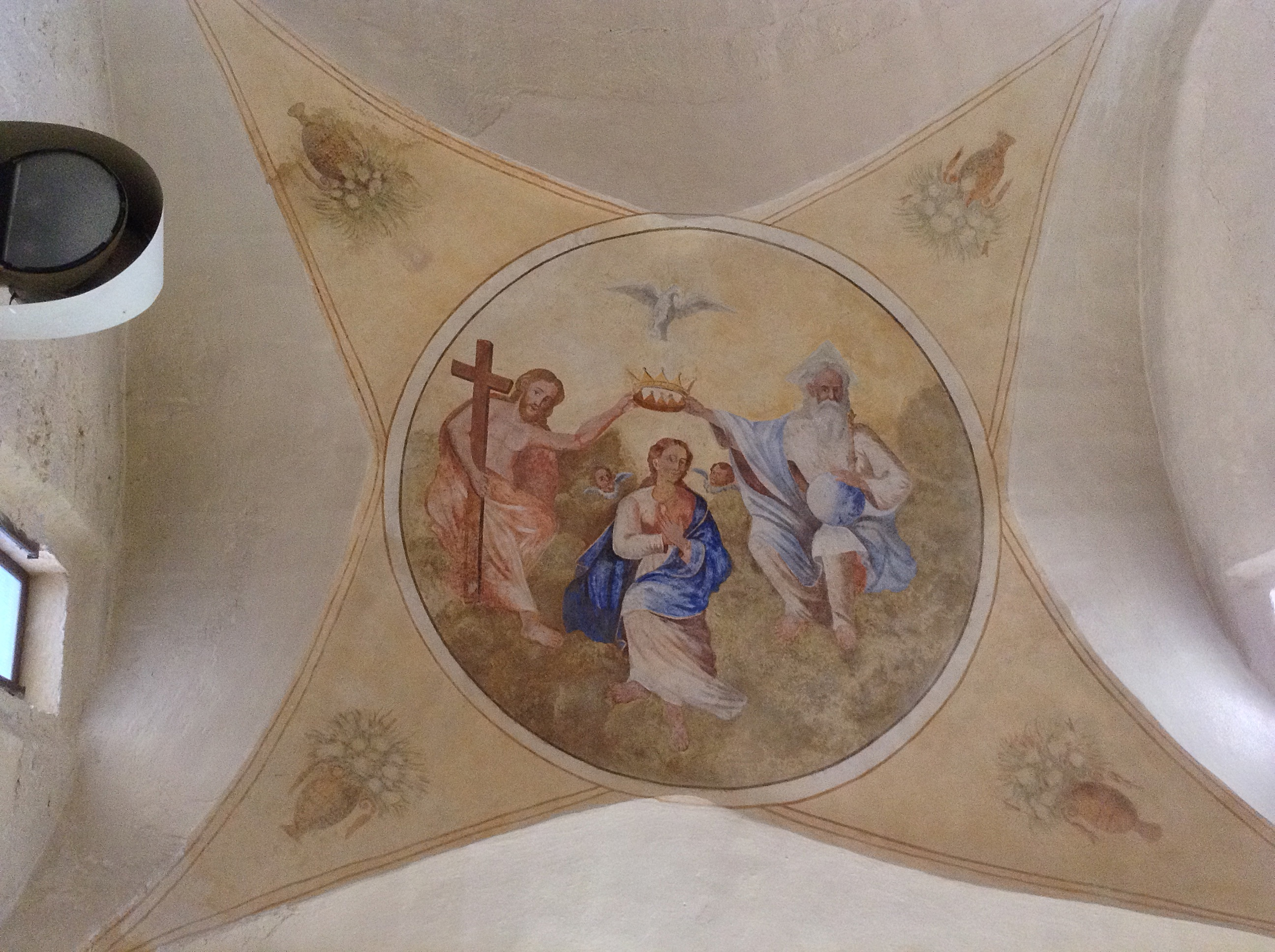
Gewölbe über dem Altar; die Krönung Marias
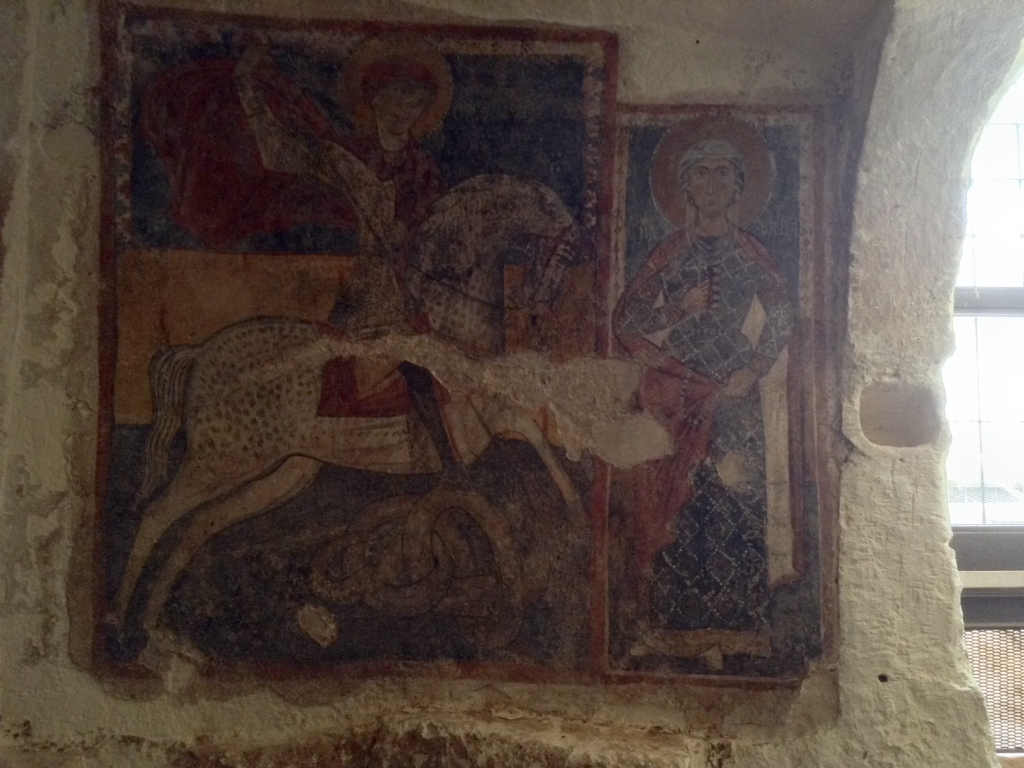
Heiliger Georg (links) und Heilige Barbara (rechts)

#### Zur Geschichte der Kultstätte

Kolonien und Dialekte der Magna Graecia

Archäologische Funde von Höhlengräbern in der Nähe des südlichen Eingangs der Krypta bezeugen eine lange Präsenz des Menschen in diesem Gebiet schon seit der späten Bronzezeit. Die Höhlen wurden im Mittelalter als Wohnungen benutzt. Auf die Zeit der Magna Graecia gehen einige Funde aus schwarz lackierter Keramik zurück.
Der Ursprung dieser Kultstätte liegt gegen Ende des Hochmittelalters, als es entlang der Lama, der Lehnsgutmauer zwischen San Marzano und Grottaglie, auf dem Gebiet des antiken Castrum Carrellum (ein militärisches Sperrgebiet), das vorher mit dem Namen Defensa di San Giorgio bekannt war, eine Felsensiedlung gab, die von Einheimischen bewohnt wurde. Es wird angenommen, dass diese Gemeinde von basilianischen Mönchen gegründet wurde, die während des Byzantinischen Bilderstreites (726) aus dem Osten kamen, um in den Schluchten des Ionischen Gebietes Schutz zu finden. Innerhalb dieser kleinen Felsengemeinde gab es einige Krypten, darunter die des Heiligen Georg und die der Madonna delle Grazie. Dieses ländliche Zentrum mit seinen Höhlenwohnungen hatte mindestens bis zum Jahr 1300 ein blühendes Leben, als es zerfiel, sich entvölkerte und in Vergessenheit geriet.
Aus einem Dokument aus dem Jahr 1478 geht hervor, dass die Lama den Namen San Giorgio trug. Nach der Überlieferung soll der Ort von den albanischen Siedlern während der Urbarmachung des Landes entdeckt worden sein, wobei es zu einem Streit zwischen den Einwohnern von San Marzano und denen von Grottaglie kam, der zu Gunsten der Sanmarzanesi ausfiel, da die Augen der Jungfrau des Heiligtums nach San Marzano ausgerichtet sind.
In der nachtridentinischen Zeit (nach 1563) wurde der Wallfahrtsort der Madonna delle Grazie gewidmet. Im Bericht des Erzbischofs von Tarent, Lelio Brancaccio, aus dem Jahr 1578 wird der Wallfahrtsort allerdings nicht erwähnt.
Die erste Beschreibung des Wallfahrtsortes von San Marzano ist ein Bericht des Leiters des Archäologischen Nationalmuseums von Tarent, E. Caruso, an den Direktor des Archäologischen Nationalmuseums von Neapel vom Juni 1897:
„Eine zweite und auch wichtige Entdeckung hatte ich von einer großen Menge von alten Höhlen in einer ehemaligen Schneegrube. Von einigen, die ihre primitive Form erhalten haben, kann man Arkosolien und rechteckige Heiligtümer erkennen. Es sind kleine christliche Katakomben und eine dieser Grotten ist in eine moderne Kirche verwandelt und für den Gottesdienst geöffnet worden. Das Gewölbe ist vergrößert worden und durch mehrere Säulen gestützt, die jetzt alle mit Kalk weiß gefärbt sind. Das Gewölbe wurde gemeißelt, um etwas mehr Höhe in der Katakombe (oder alten christlichen Kirche) zu erhalten. Es sind noch byzantinische Fresken erhalten; eine ist eine Madonna mit Kind (gut erhalten), heute Madonna delle Grazie genannt. Sie befindet sich an der Spitze und in der Mitte des Altars und ist aus dem gleichen Felsen gemeißelt. Auf der Rückseite wurde ein Arkosolium herausgearbeitet, um sie vor der Feuchtigkeit zu isolieren. Auf beiden Seiten des Bildnisses stehen die folgenden griechischen Buchstaben: MHP OY [Mutter Gottes] IO XC [Jesus Christus]. Das Gemälde wurde mehrmals restauriert, um die Farben wieder zu beleben, aber die primitive Malerei kam immer wieder ans Licht. Ein zweiter Altar auf der rechten Seite behält am oberen Teil der Wand ein nicht gut zu unterscheidendes Fresko, wo ich zwei Jungfrauen und einen Heiligen beobachten konnte.

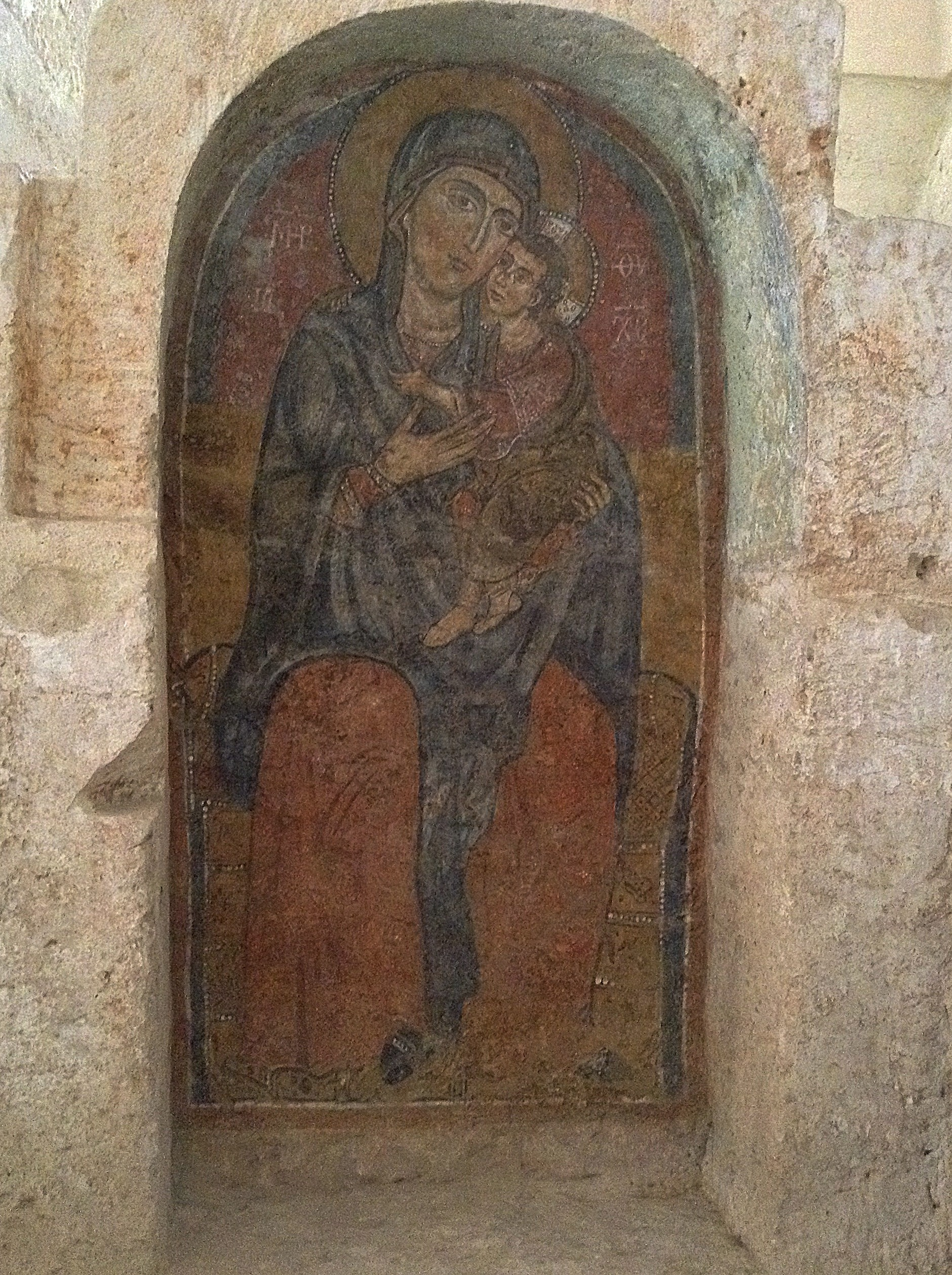
Madonna mit Kind aus dem 13. Jahrhundert

Eine zweite, Grotte des Kruzifixes genannt, besteht aus einem großen Raum mit drei Nischen an der linken Wand und zwei großen Arkosolien, die von einem großen Pfeiler gestützt sind. Die Grotte des Kruzifixes wird so genannt, weil es dort einmal ein Gemälde gab, das heute von der Zeit und von den Hirten, die sich während der Regenzeit dort unterstellten, abgenutzt ist. Durch die Einwirkung von Regenwasser erscheint an den Wänden eine versteinerte Stuckschicht. Auf der einen Seite der Wand befinden sich im Felsblock drei eingeritzte Kreuze, was auf einen Leidensweg hindeutet (aber ich vermute, dass diese aus neuerer Zeit sind).“

## Wirtschaft

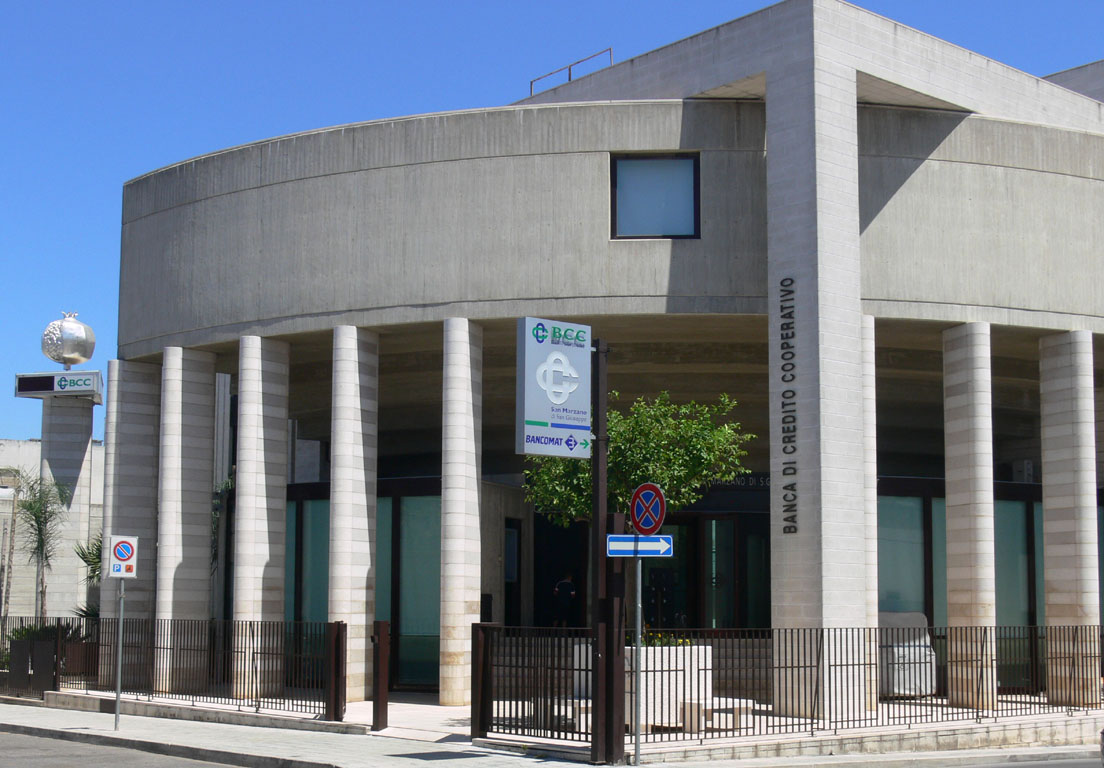
BCC San Marzano di San Giuseppe

Wirtschaftlich ist die Gegend agrikulturell durch den Anbau von Wein und Oliven geprägt. 1962 vereinigten sich 19 Winzer von San Marzano und gründeten die Kellerei „Cantine San Marzano“. In der Zwischenzeit sind der Genossenschaft 1200 Winzer beigetreten.
Am 17. September 1956 wurde die Cassa Rurale (Raiffeisenbank) von San Marzano di San Giuseppe gegründet. Heute hat die Banca di Credito Cooperativo (BCC) neun Filialen in der Provinz Tarent.
Ab 1840 wird in San Marzano der Likör „Elisir San Marzano Borsci“ hergestellt. Im 20. Jahrhundert entstand eine Brennerei in Tarent, in Quartiere Paolo VI, die sich in der Produktion des Likörs behauptete und in den 1980er Jahren wurde der Likör mit einer Werbekampagne auf den nationalen Markt gebracht.

## Infrastruktur und Verkehr

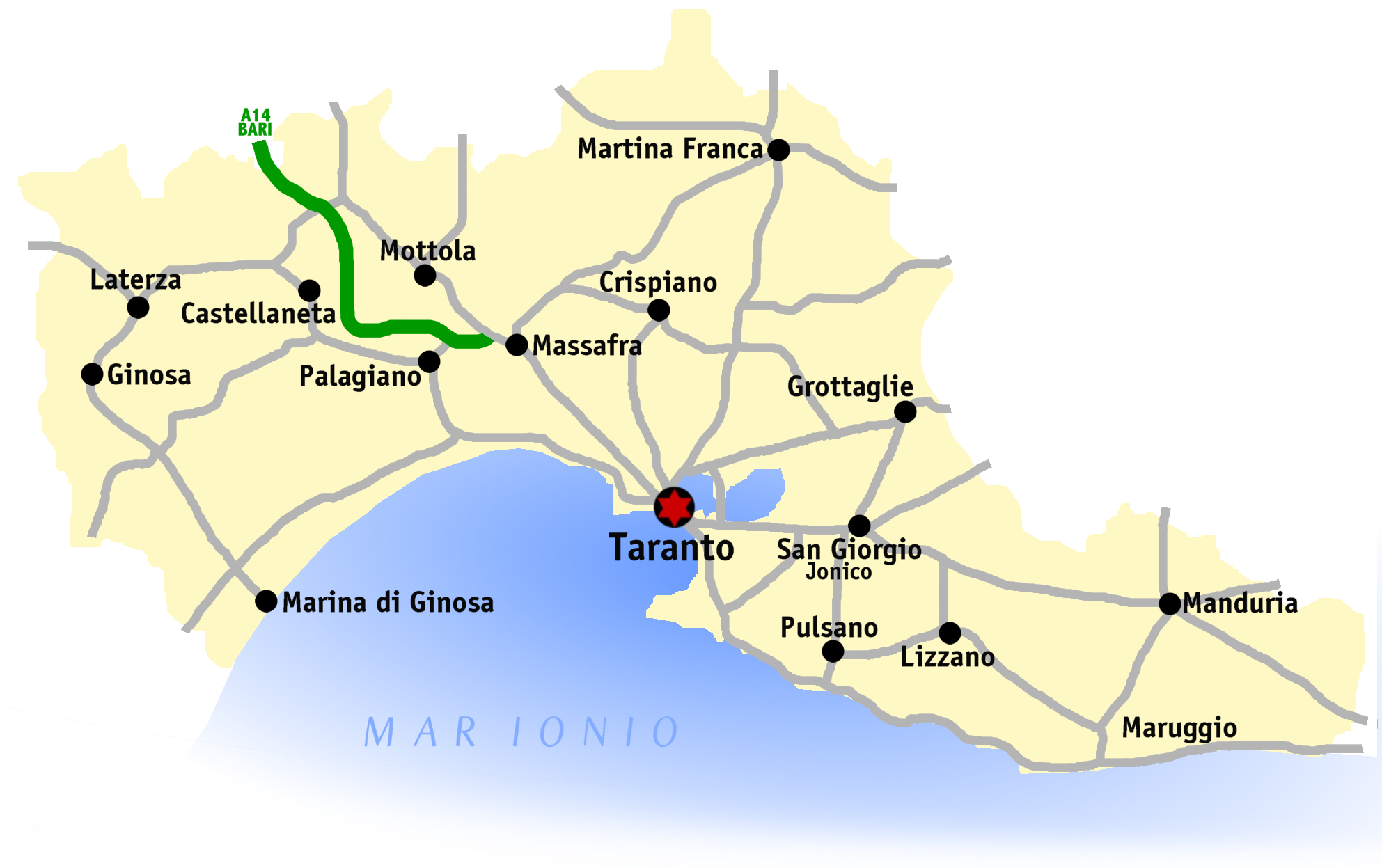
Verbindungen der Provinz Tarent

San Marzano di San Giuseppe liegt etwas abseits von den Hauptstraßen. Die wichtigsten Straßenverbindungen sind:
- Autostrada A14 Bologna-Tarent („Barriera“ Massafra) von und nach Norditalien.
- SS 7 ter Salentina
- SS 7 Via Appia von Tarent nach Lecce.

Der nächstgrößere Bahnhof befindet sich in Tarent.

## Sehenswürdigkeiten
- Parocchia San Carlo Borromeo in Corso Umberto I
- Chiesa dell'Addolorata in Via Addolorata
- Palazzo Capuzzimati (auch: Palazzo Marchesale, Palazzo Casalini) mit Chiesa San Gennaro in Largo Prete
- Skanderbegstatue in Via Piazza Milite Ignoto
- antike Arbëreshhäuser mit typischen albanischen Schornsteinen in Via Giorgio Castriota
- Santuario Madonna Delle Grazie in einer Seitenstraße der SP 86 in Richtung Grottaglie
- Trullo des Briganten Cosimo Mazzeo, genannt Pizzichicchio in Contrada Bosco, Strada comunale San Marzano – Oria, in Richtung Oria
- Masseria Casa Rossa mit typischem albanischen Schornstein in Contrada Ficone; an der SP 86 in Richtung Sava, zirka 2 km von San Marzano di Giuseppe entfernt

## Regelmäßige Veranstaltungen

### Das Patronatsfest des Heiligen Joseph von Nazareth

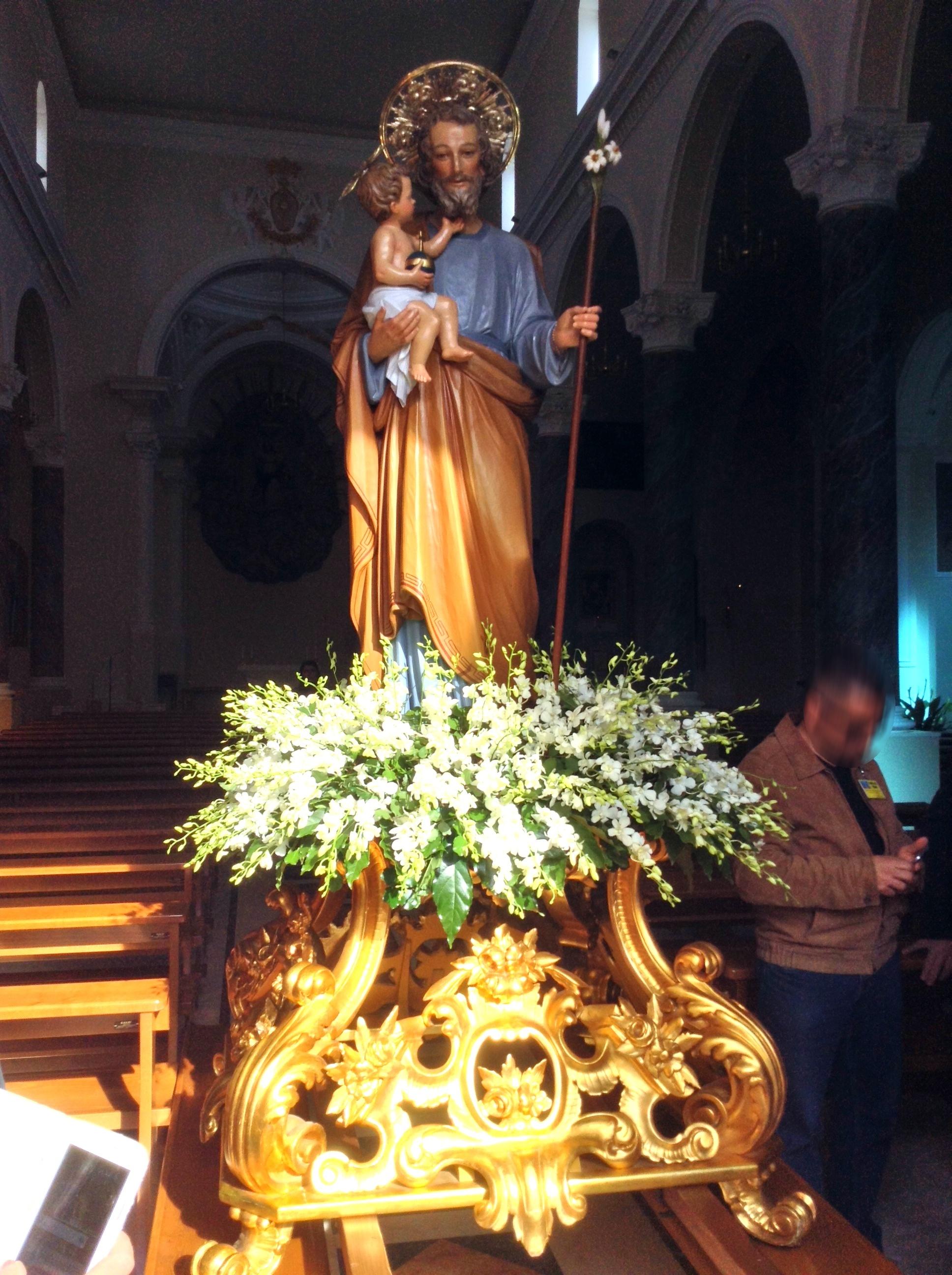
Statue des Heiligen Josepf

Das Patronatsfest des Heiligen Joseph von Nazareth, der Beschützer der Familien, der Armen, der Waisen und der Tischler wird am 19. März gefeiert und fällt in Italien mit dem Vatertag zusammen. Das Datum fällt in eine Jahreszeit, in der die Olivenbäume beschnitten werden. Von Nord- bis Süditalien ist es üblich diese Zweige zu sammeln und in ein Freudenfeuer zu verwandeln. Die Symbolik hat antike Ursprünge und repräsentiert sowohl die Reinigung als auch den Frühlingsanfang. Für viele bietet es einen glücklichen Moment der Vereinigung und eine ausgezeichnete Gelegenheit, die Atmosphäre des Feuers zu erleben.
In San Marzano di San Giuseppe ist das Patronatsfest des Heiligen Joseph von Nazareth auf antike Wurzeln zurückzuführen und wird noch heute von der ganzen Bevölkerung als ein sehr wichtiges Ereignis erlebt.

#### Die Segnung des Brotes

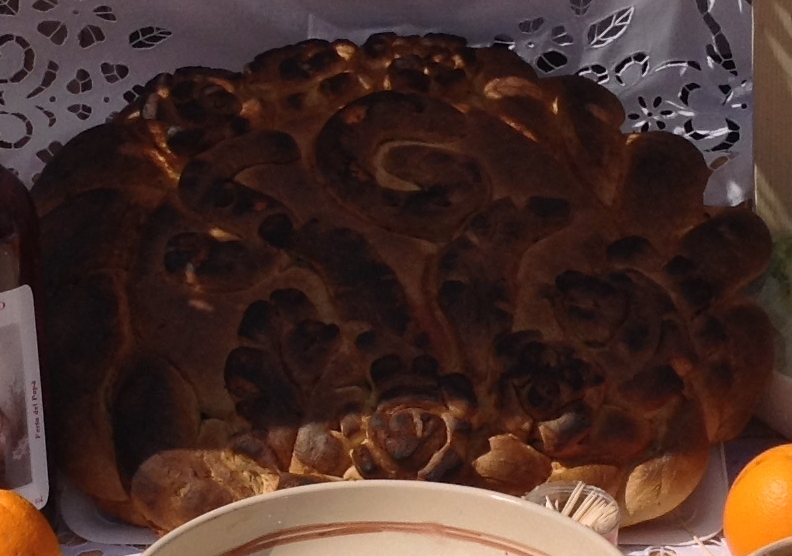
Das Heilige Josephsbrot

Der Ritus der Segnung des Brotes ist mit dem Ursprung des Kultes des Heiligen Joseph, dem Beschützer der Bedürftigen, verbunden. Das runde Brot mit den Initialen des Heiligen (S. G., San Giuseppe) oder dem Symbol des Kreuzes, ist einer der Hauptbestandteile des Patronatsfestes. Die gläubigen Frauen bereiten schon zwei Tage vor dem Fest den Teig vor, der eine ganze Nacht aufgehen muss. In der Morgendämmerung des 18. März wird der Teig zum Bäcker gebracht, um in seinem Ofen gebacken zu werden. Später am Morgen wird die Segnung des Heiligen Josephsbrotes (italienisch Benedizione del pane di San Giuseppe) vollzogen. Nach der Segnung des Brotes wird dieses an Arme und Touristen verteilt. Tradition ist, dass das Brot mit den Händen gebrochen und nach einem Gebet an den Heiligen gegessen wird. Einst wurde ein Stück des Brotes aufbewahrt und die Krümel über das Land verstreut, in der Hoffnung, schlechtes Wetter abzuwehren.

#### Die Holzbündelprozession
Der Ursprung der Holzbündelprozession (italienisch Processione delle fascine) geht auf ein Ereignis zu Beginn des 19. Jahrhunderts zurück, das im kollektiven Gedächtnis der Sammarzanesi fest verankert ist. Wegen der extrem tiefen Temperaturen und einer übermäßigen Notlage entschieden die Bewohner in jenem Jahr, auf die üblichen kleinen Lagerfeuer in den Gassen zu verzichten. Aber während der Nacht auf den 18. März erlebte der Ort einen heftigen Wolkenbruch, der auf dem Land großen Schaden anrichtete. Es wurden Olivenbäume, Weingärten und Kulturen verschiedener Art zerstört, was als eine Strafe des Heiligen interpretiert wurde.
Daraufhin beschlossen die Einwohner des Ortes, dem Heiligen Joseph ein einziges großes Lagerfeuer auf dem breiten Berg (in Arbëresh: Laerte Mali), dort, wo sich der Palazzo Capuzzimati befindet, anzubieten. Das Lagerfeuer (in Arbëresh: zjarri e mate, großes Feuer) war so groß, dass es in den Nachbarorten zu sehen war und alle meinten, dass der Ort niederbrannte. Einige Leute knieten vor dem Heiligen Joseph nieder, um ihm die starke Hingabe zu erweisen. Es sollen auch viele Fuhren mit Mauleseln, Eseln und Pferden anwesend gewesen sein. Anscheinend soll ein älterer Besitzer eines Pferdes entschieden haben, sein Pferd vor der Statue niederknien zu lassen, um den Heiligen zu bitten, auch die Tiere zu beschützen.

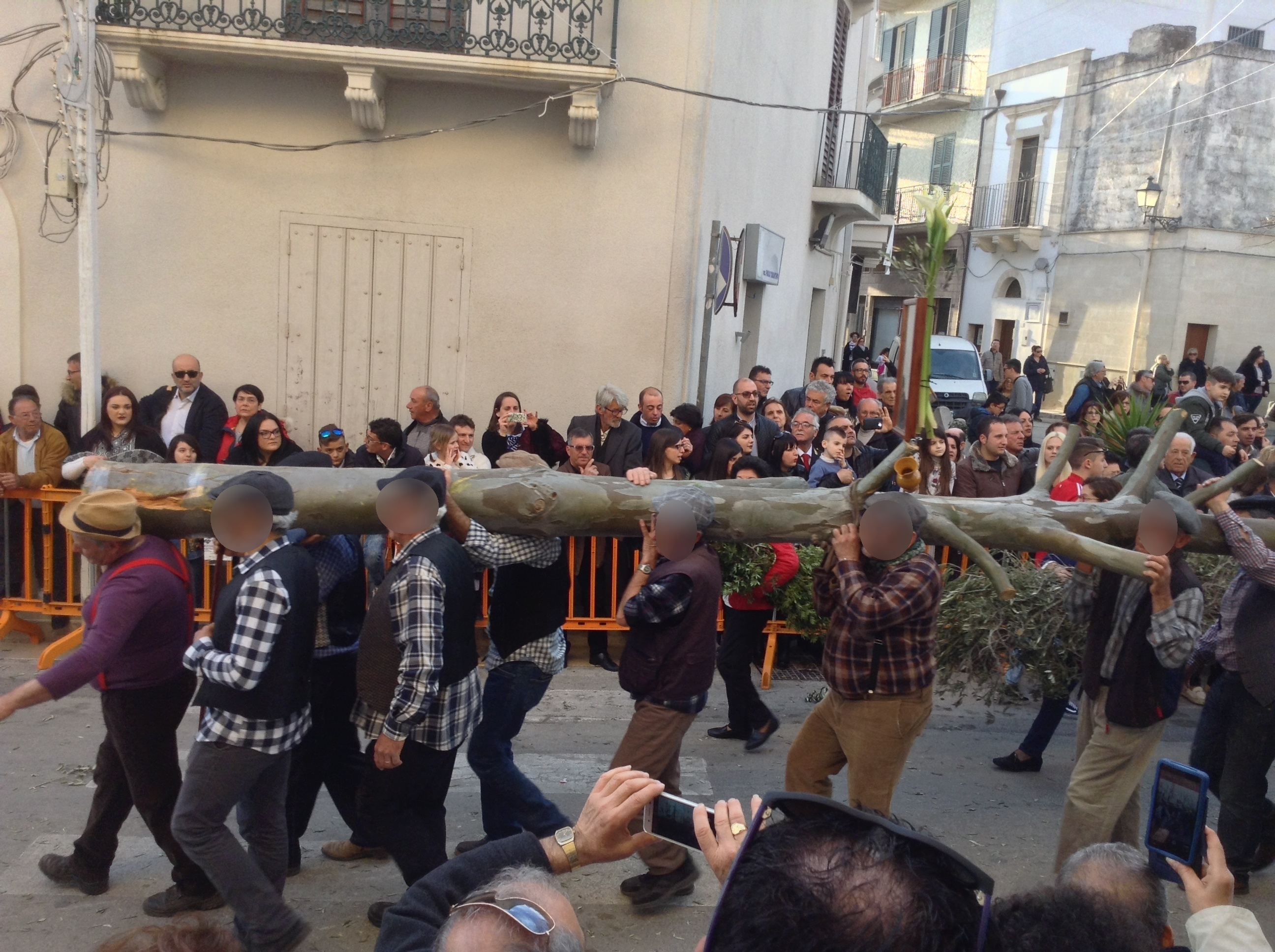
Um diesen Holzstamm werden die Holzbündel aufgestappelt

Seitdem ist die Prozession der Fuhren und der Holzbündel das eindrucksvollste populäre und religiöse Ereignis in San Marzano. Sie beginnt nachmittags gegen 16 Uhr und ist eine endlos lange Prozession, die sich etwa drei Kilometer lang durch die Straßen des Ortes schlängelt. Beteiligt sind Männer, Frauen und Betagte, ein jeder mit seiner eigenen Fracht, wie ein großer Stamm auf dem Kopf oder auf den Schultern oder Bündel aus geschnittenen Olivenzweigen. Auch Kinder mit ihren selbst gebauten, voll mit Olivenzweigen beladenen Wagen beteiligen sich an der Prozession. Am Schluss kommen die Fuhrmänner mit ihren voll bepackten Wagen, einem Bildnis des Schutzheiligen und ihren geschmückten Pferden. Es sind zwischen 40 und 50 Pferde (Friesen, polnische Zugpferde, Murgesen und Ponys) an der Prozession beteiligt. Nach dem Niederknien eines Pferdes vor der Statue und vor der Kirche und der Segnung der Holzbündel begibt sich der Umzug – beteiligt sind auch Arbëresh in Tracht – auf ein Feld außerhalb von San Marzano, wo das große Lagerfeuer vorbereitet wird. Es dauert mehrere Stunden und ist heute das größte Lagerfeuer in Italien. Am Ende der Abendmesse segnet der Pfarrer den Holzstapel in allen vier Himmelsrichtungen. Danach wird ein Feuerwerk angezündet und nach einigen Minuten das Lagerfeuer, das die ganze Nacht hindurch lodert und den Schutz des Heiligen anfleht. Musik und Pizzica dürfen dabei nicht fehlen.

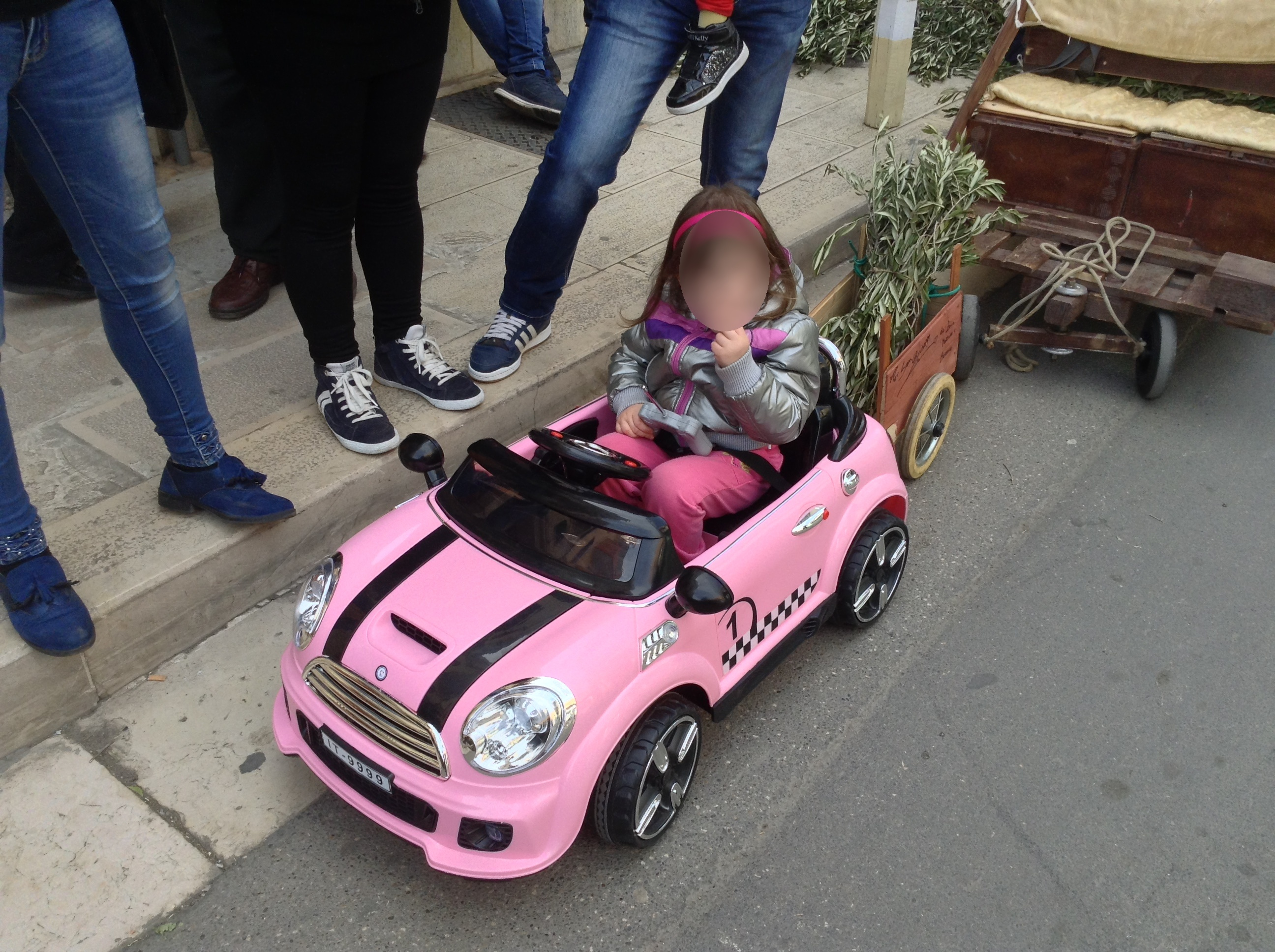
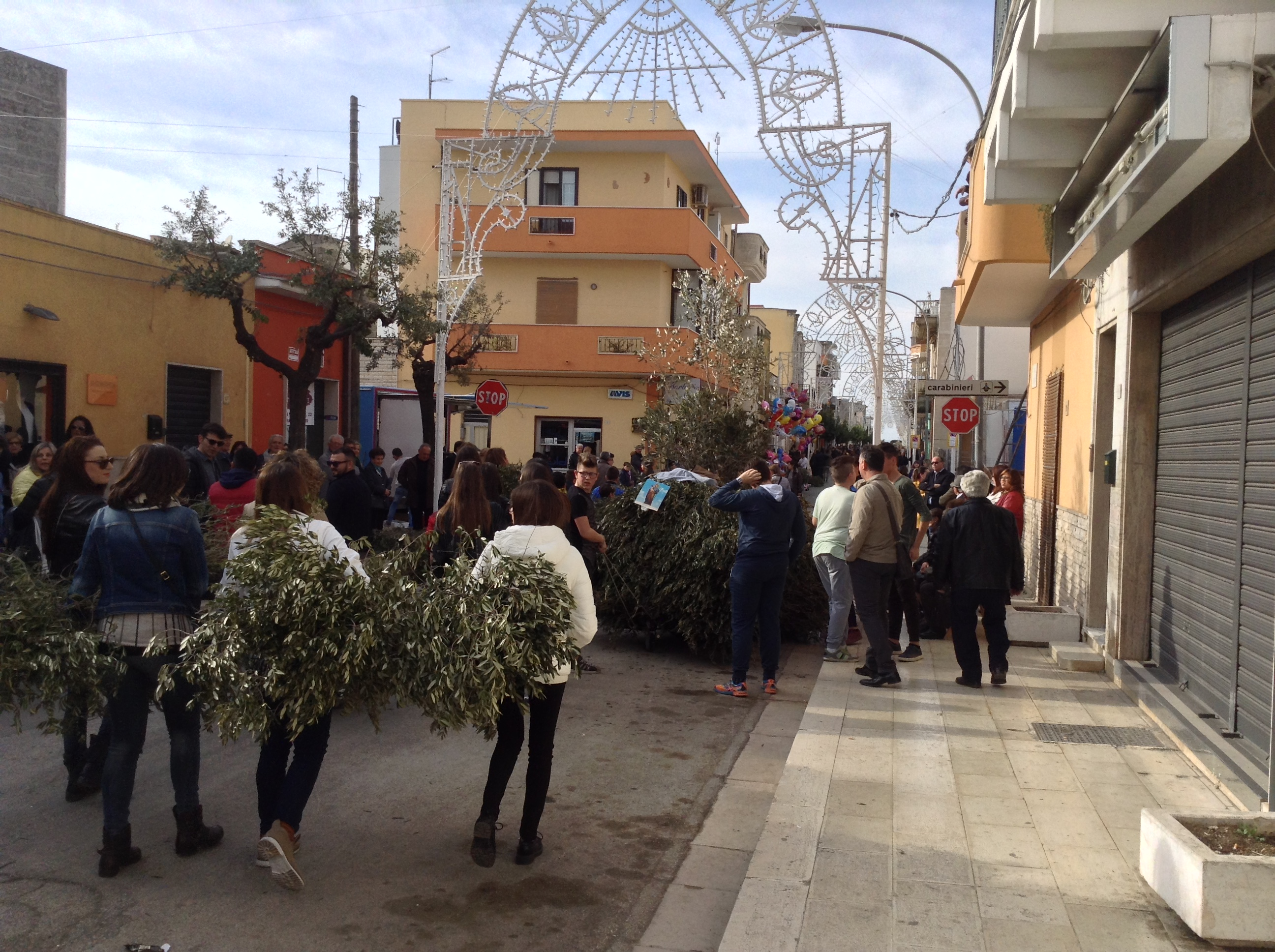
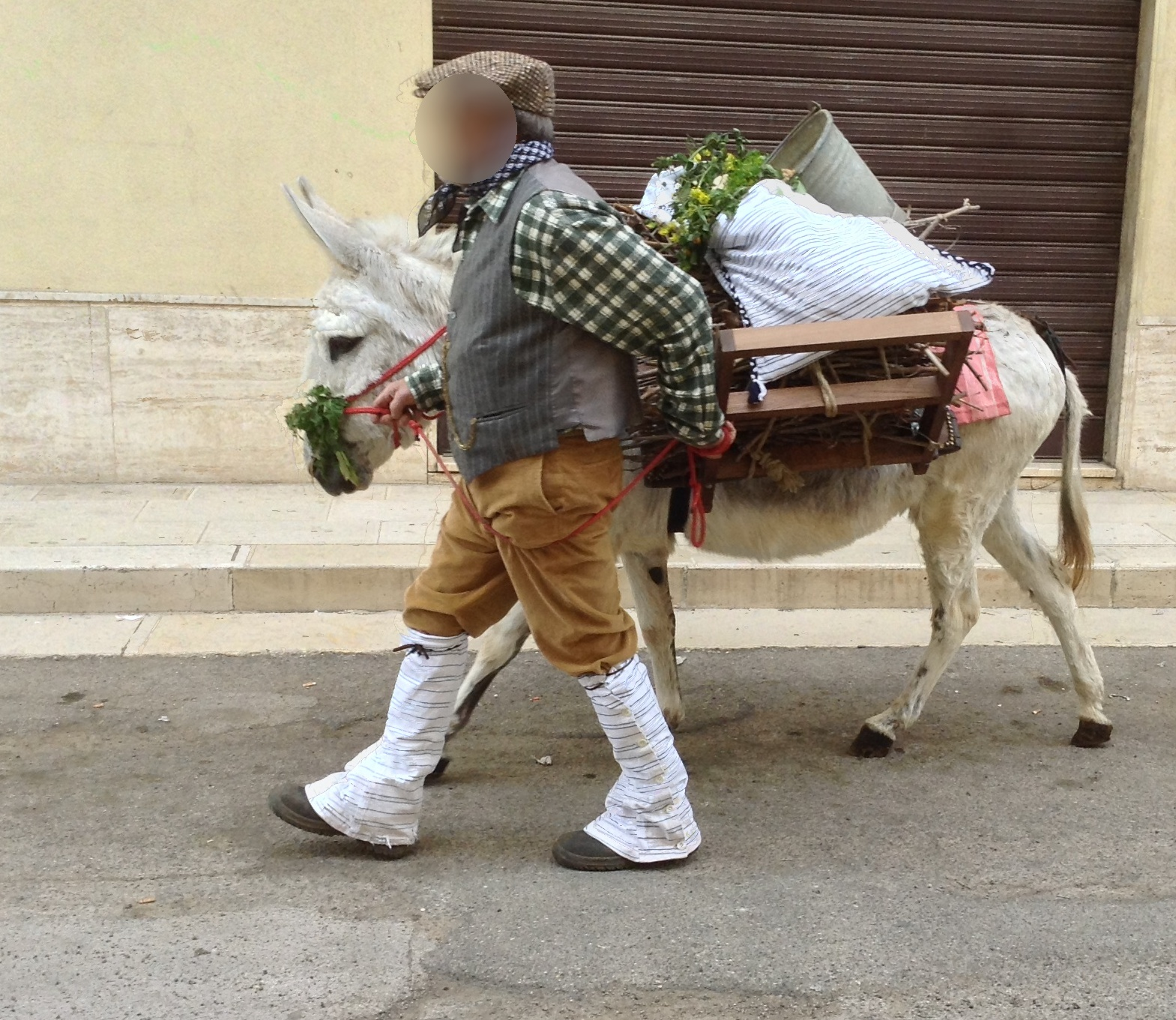
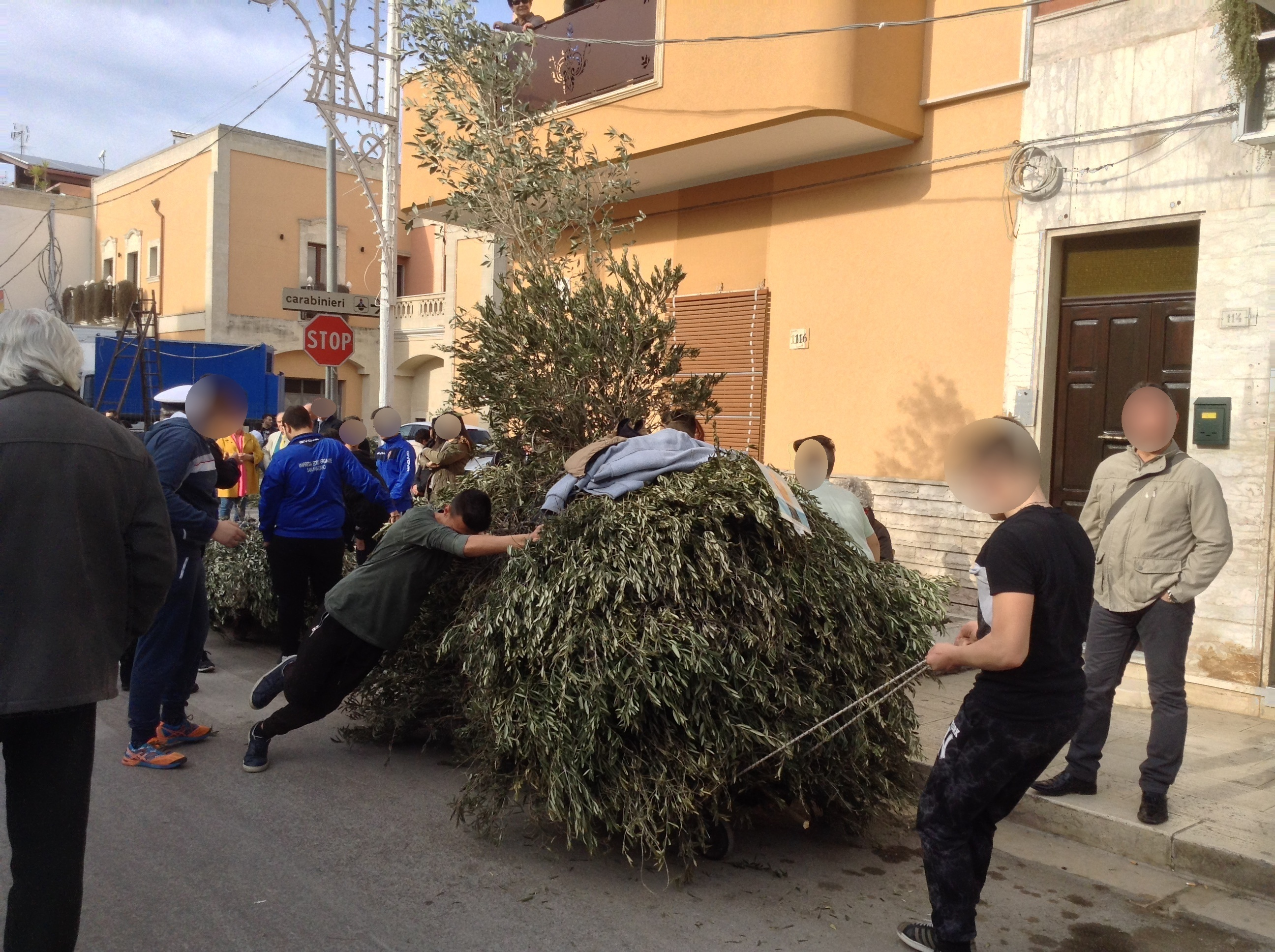
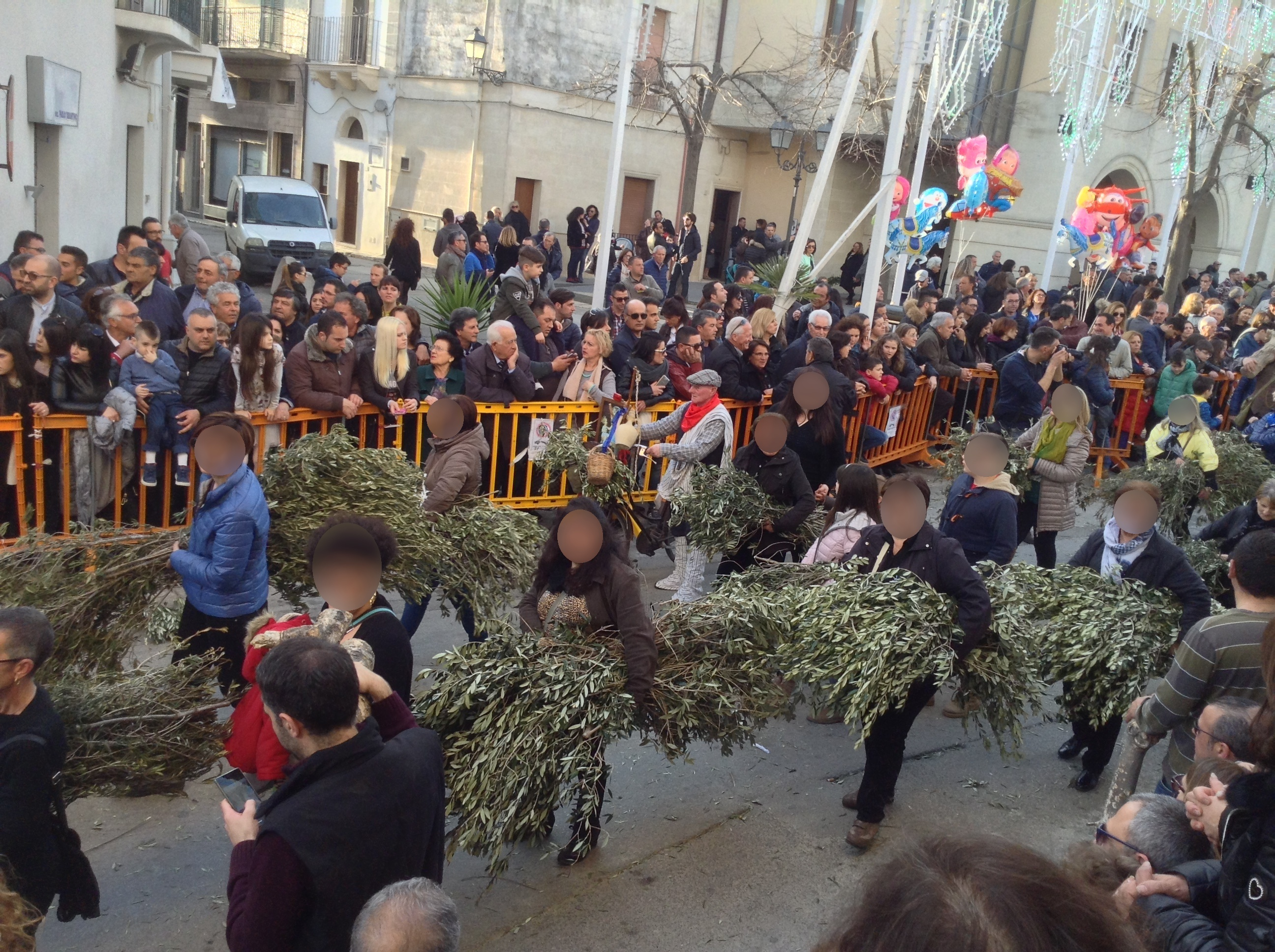
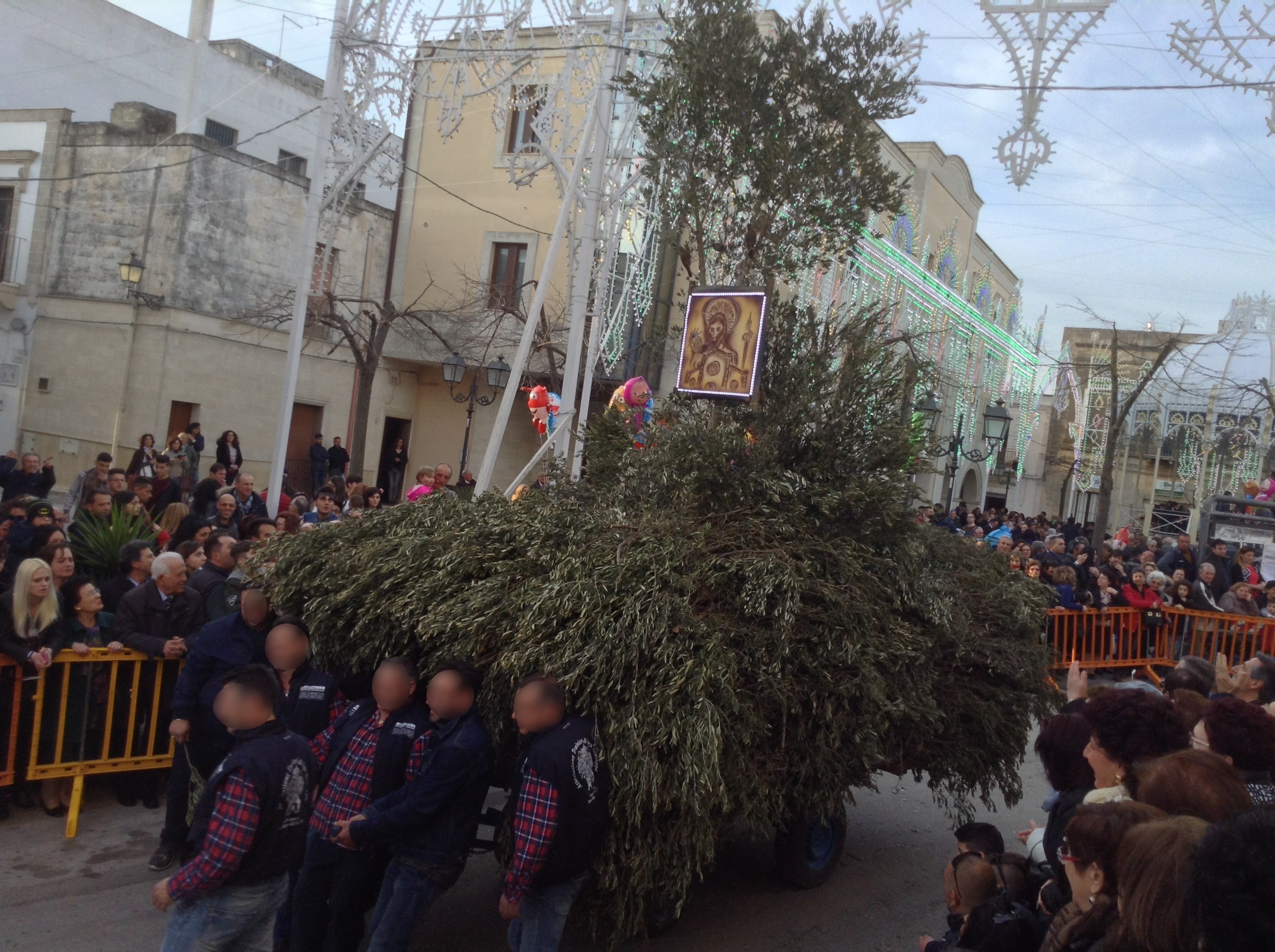
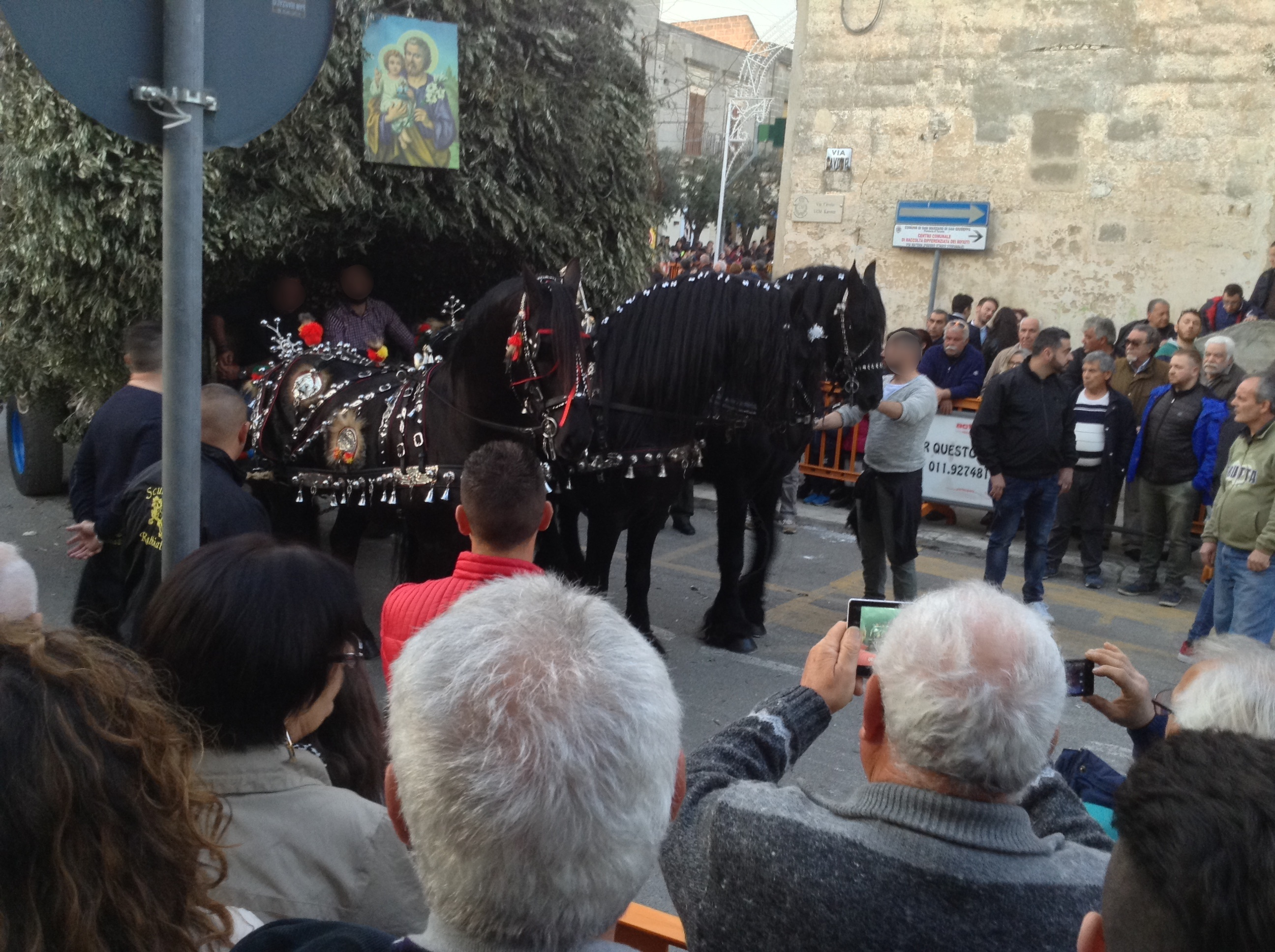

#### Die “Tavolate” von San Giuseppe

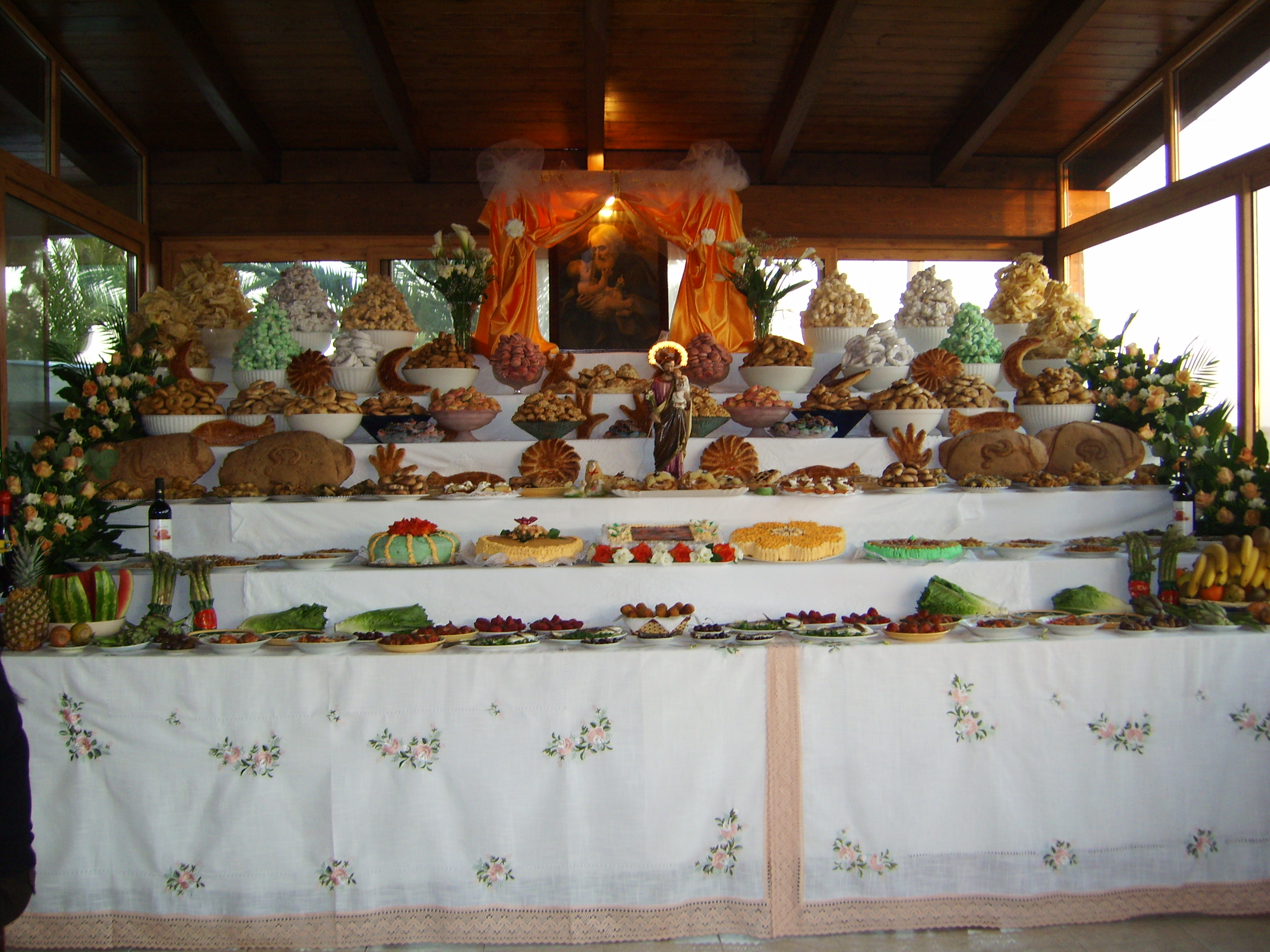
Tavolata von San Giuseppe in Lizzano, Apulien

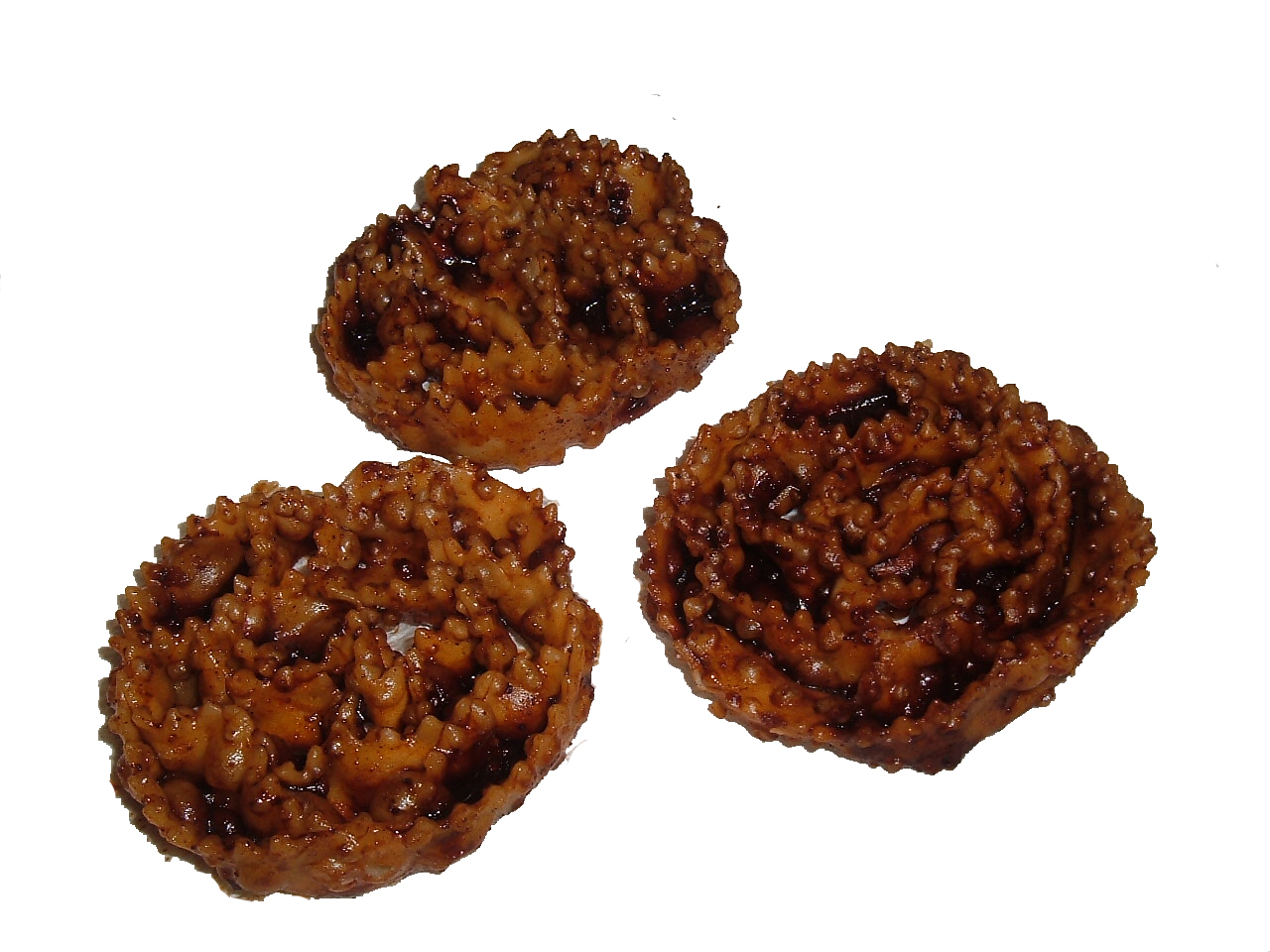
Cartellate

Die Tradition der “Tavolate” (ital.: Tischgesellschaft, Tafelrunde) hat ihren Ursprung in dem Brauch, Bankette für Arme und Fremde am Feiertag des Heiligen Joseph (19. März) zu veranstalten. Dies in Erinnerung an die Gastfreundschaft, die die Heilige Familie auf ihrer Flucht nach Ägypten erhalten hatte. Dieser Brauch wird in Apulien im Salento in den Provinzen Brindisi, Lecce und Tarent, aber auch in den Abruzzen, in Molise und Sizilien gepflegt.
In alten Zeiten wurde die Realisierung der Tavolate in San Marzano den Frauen desselben Ortsteils anvertraut. Sie versammelten sich in einem Haus, um mit geistlicher Hingabe und Ritual in Erinnerung an das letzte Abendmahl, dreizehn Gerichte vorzubereiten. Noch heute werden die typischen Zutaten der bäuerlichen Kultur, wie Olivenöl, Mehl, Pfeffer, Fisch, Hülsenfrüchte und Gemüse verwendet. Es gibt weder Käse noch Fleisch, weil sie einerseits teuer sind und andererseits, weil das Fest in die Fastenzeit fällt. Das Hauptgericht ist das Brot, das mit Fenchel und einer Orange serviert wird; es folgen Salat; mit Öl und Pfeffer gekochte “Lampascioni”; “Faven” mit Olivenöl, Pfeffer und eine in Öl eingelegte Sardelle; in derselben Weise vorbereitete Kichererbsen und Bohnen; ein ganzer gekochter mit Öl und Pfeffer gewürzter Blumenkohl; Reis mit Tomatensoße und ein Stück gebratener Baccalà (gesalzener und getrockneter pazifischer und atlantischer Kabeljau); Stockfisch mit Tomatensoße, “Massa di San Giuseppe” (Tagliatelle) mit Olivenöl, Lauch und einem Stück Baccalà; mit Honig und angebratenen Brotkrümeln angemachte lange handgefertigte Makkaroni; mit Pfeffer gewürzte “Cartellate” (typische apulische Süßigkeiten).

#### Die „Mattre“
Am Morgen des 19. März vor der Prozession des Heiligen, der auf den Schultern der frommen Anhänger getragen wird, werden vor der Mutterkirche die „Mattre“ (Tische für die Armen), mit typischen Gerichten der lokalen kulinarischen Tradition vorbereitet, die am Ende der Messe vom Pfarrer gesegnet werden, um an die Armen und an die Touristen ausgeteilt zu werden.

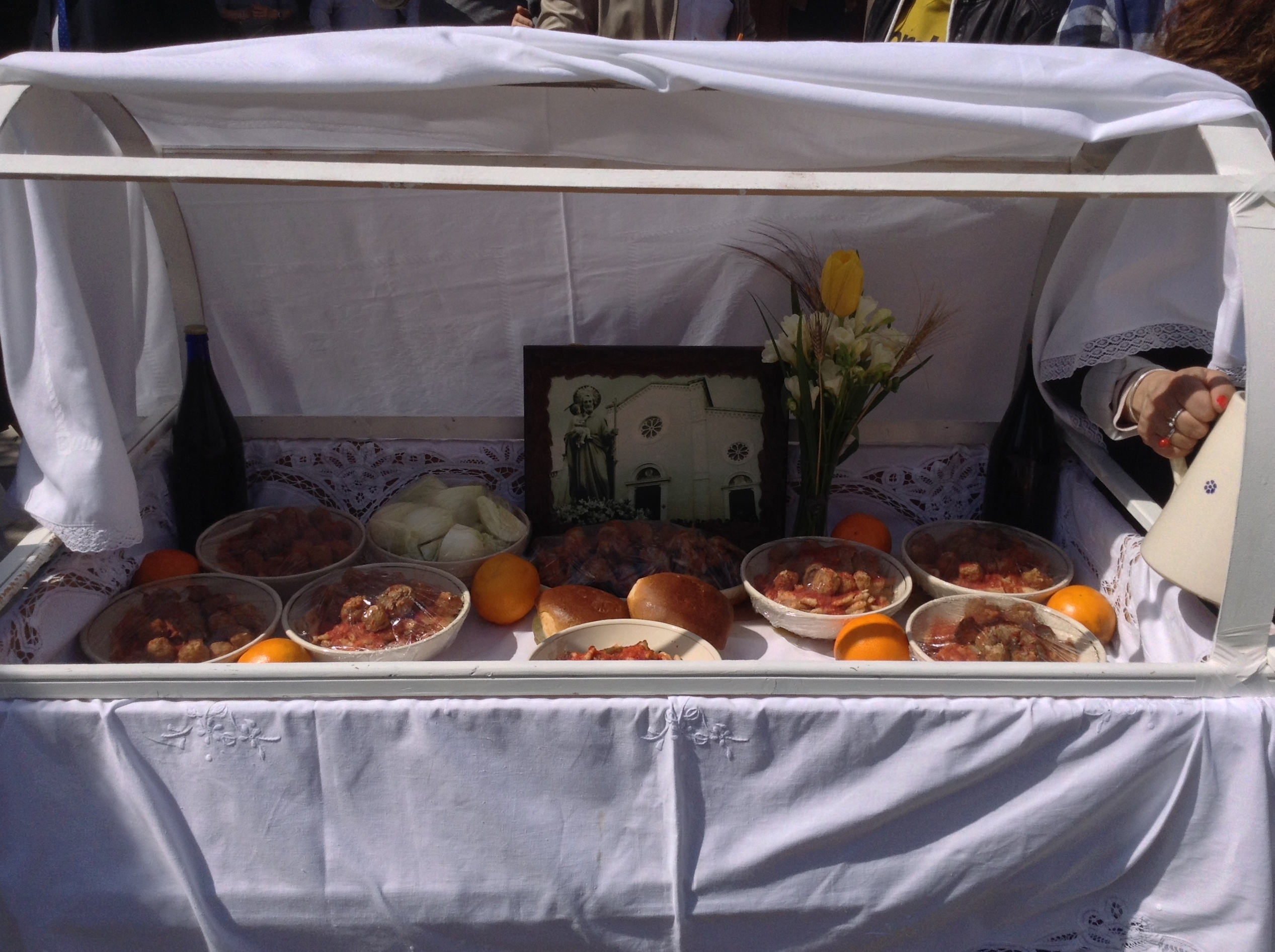
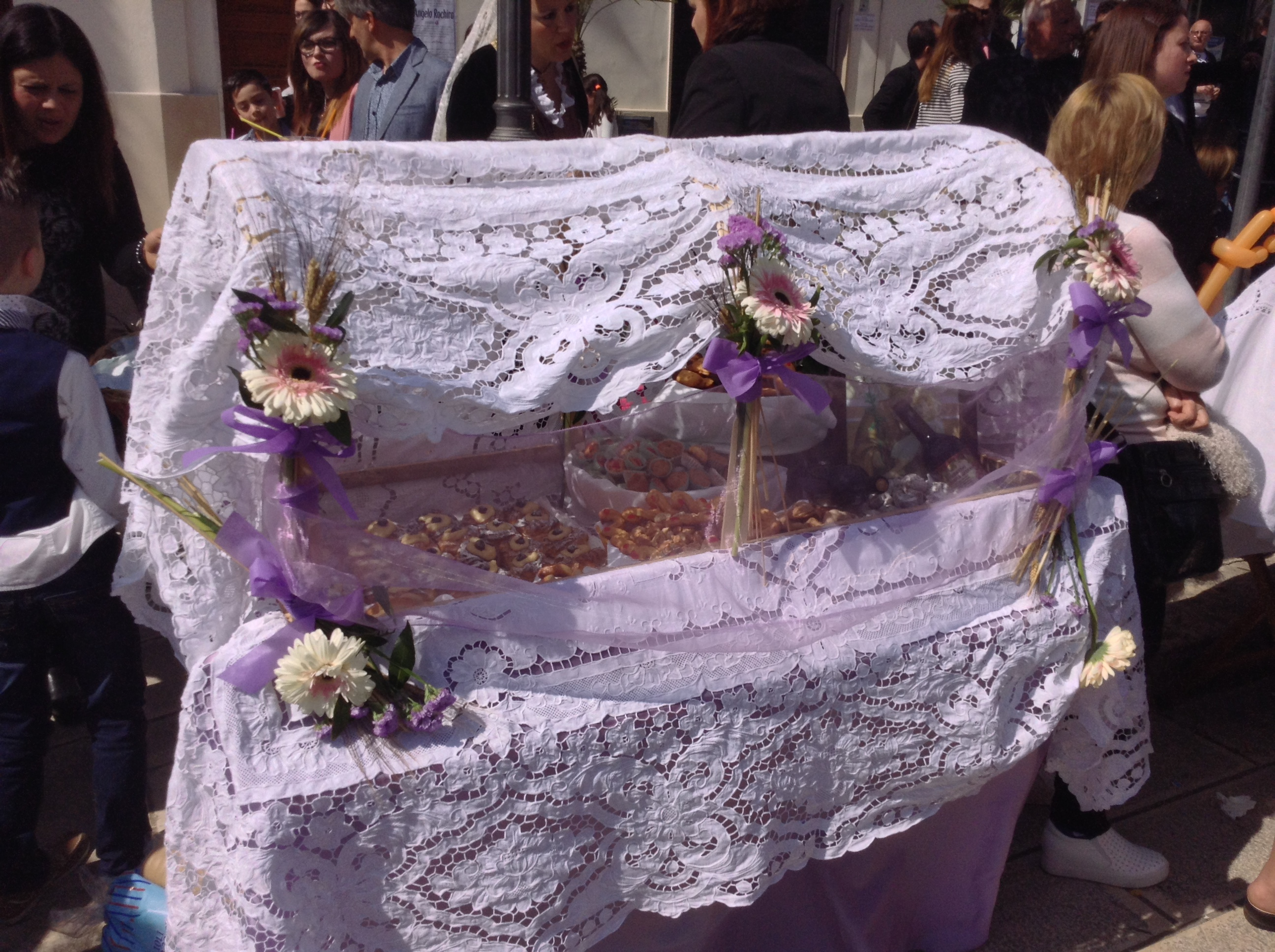
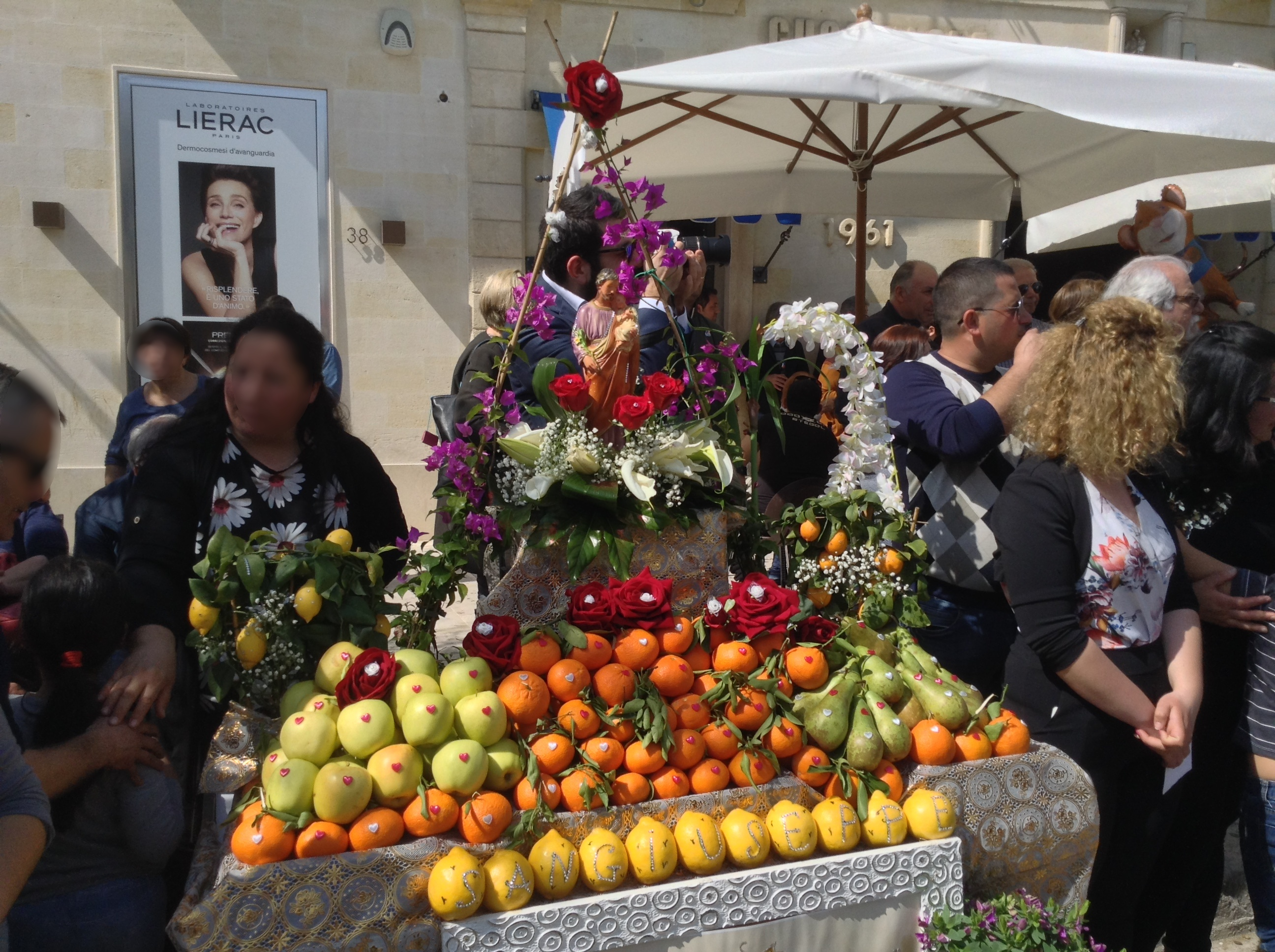
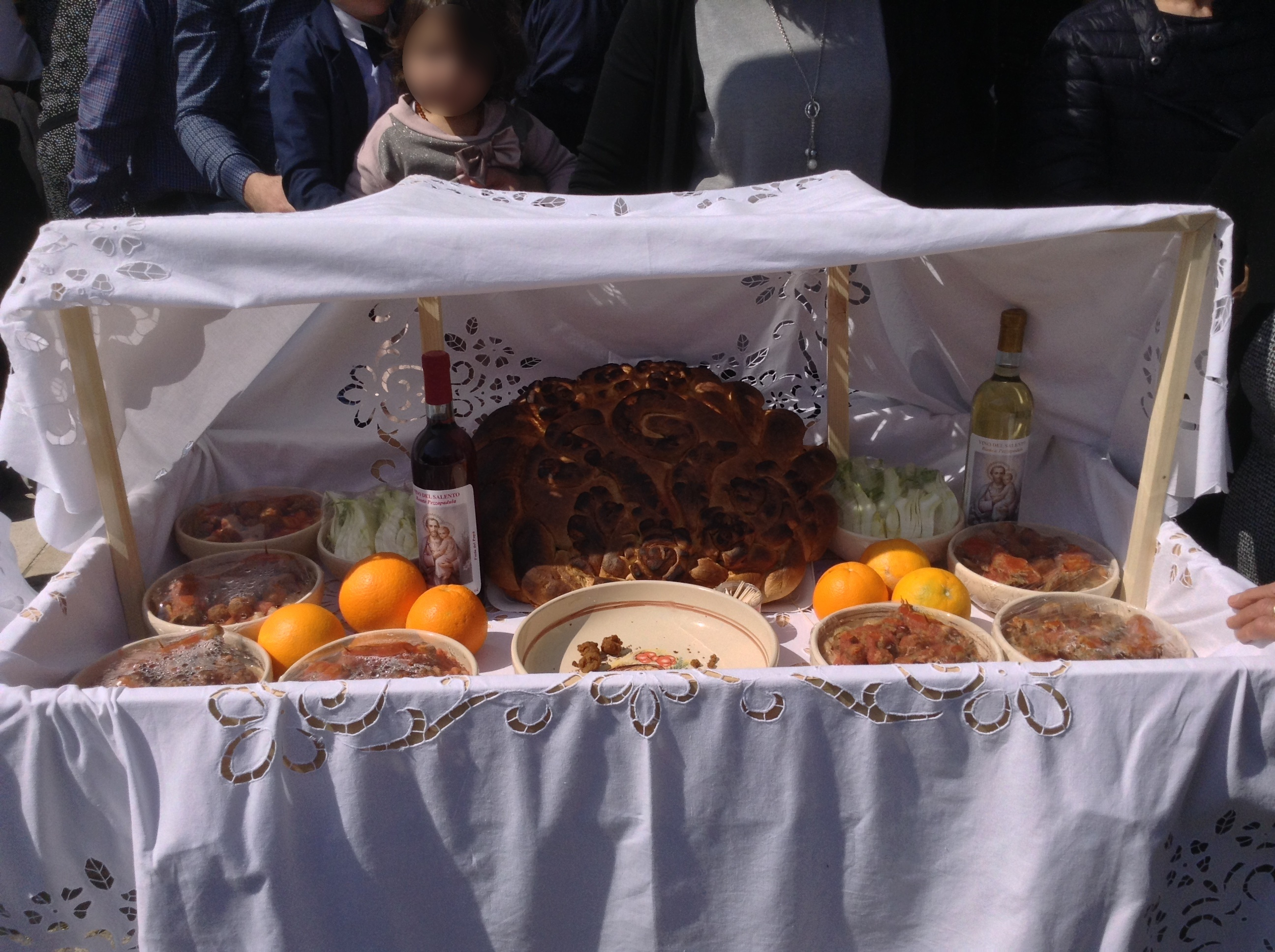
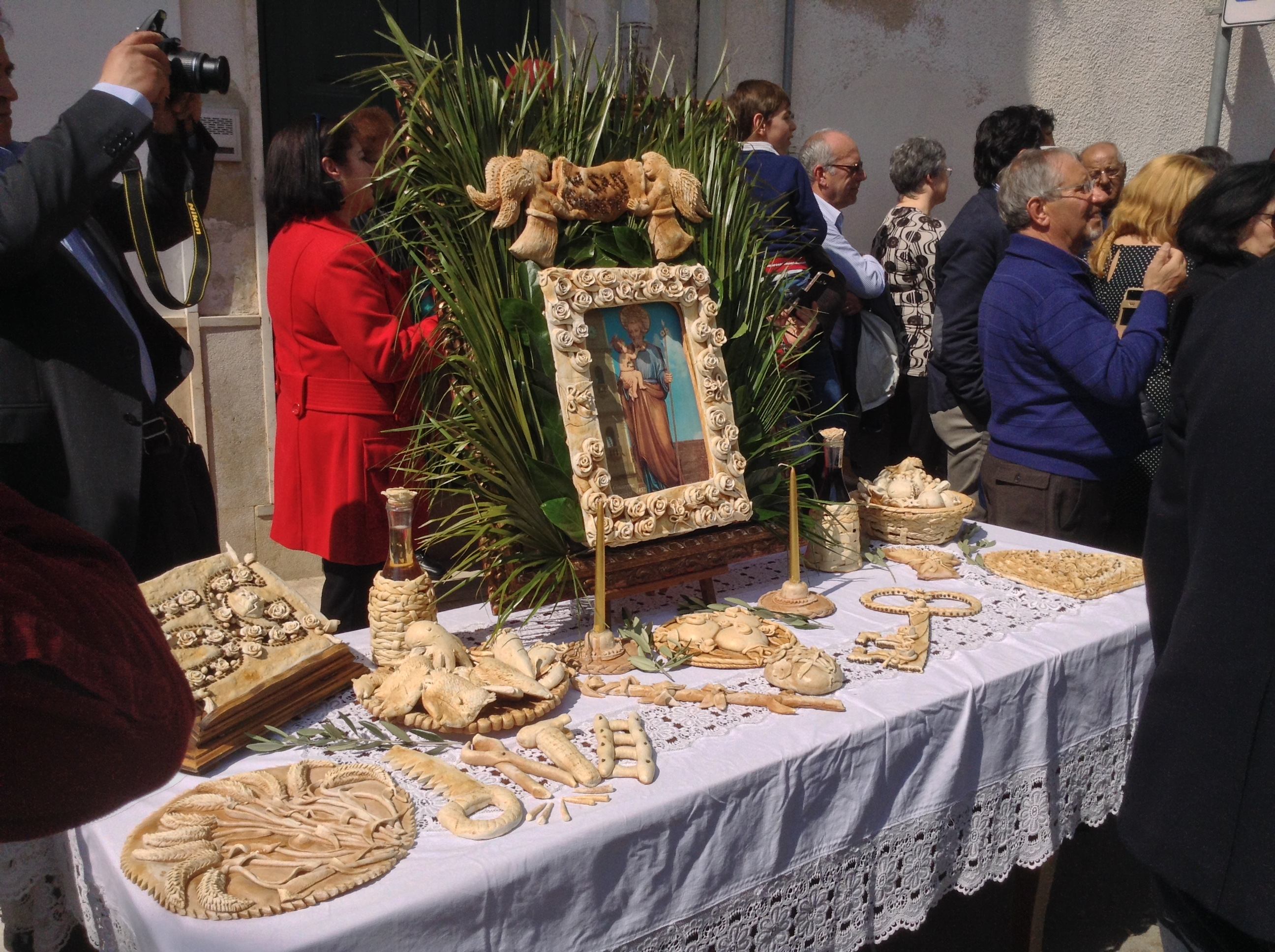
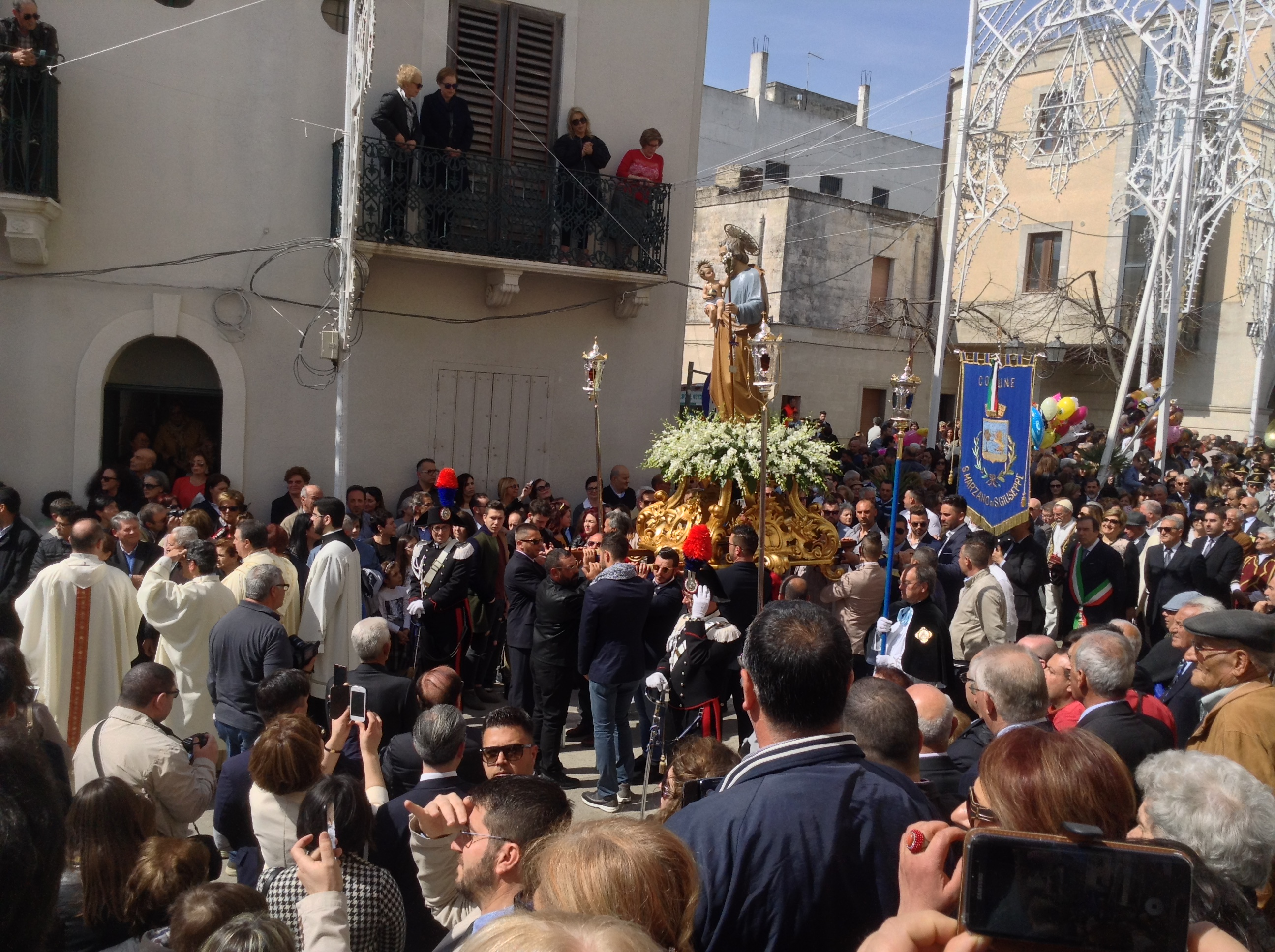
Umzug und Segnung der Mattre
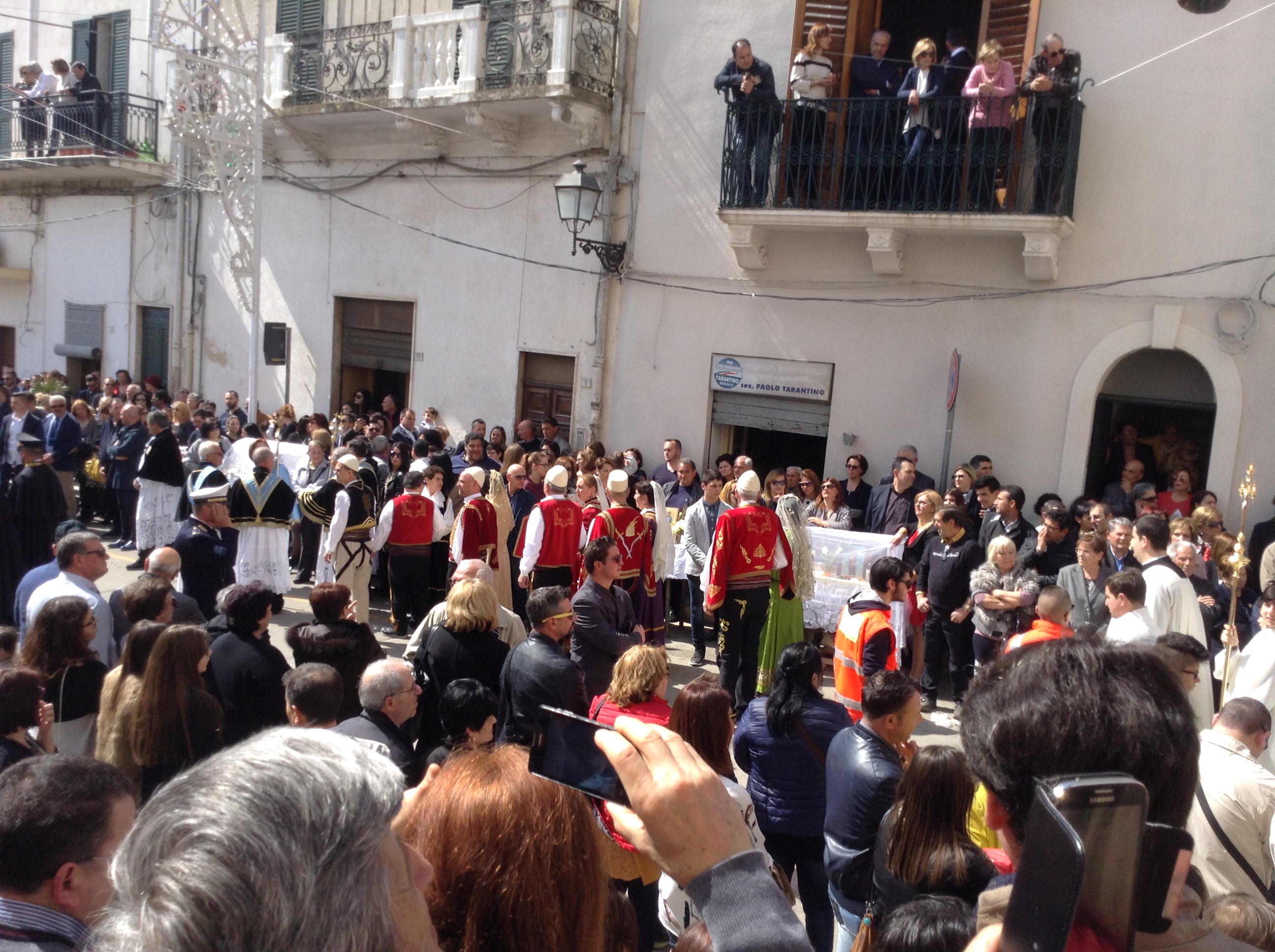
Umzug der Arbëresh in ihrer Tracht

### Die Feier Madonna delle Grazie
Die Gläubigen von San Marzano waren schon immer tief mit ihrer Mitschutzheiligen, der Madonna delle Grazie, verbunden. Den Feierlichkeiten geht die fromme Praxis der „7 Samstage“ mit Gebeten, Pilgerreisen und das Abendmahl nach der Beichte voraus.
Jeden Samstag versammeln sich einige Pilger von San Marzano um 18 Uhr auf der Piazza San Pio da Pietrelcina , um singend und betend zum Wallfahrtsort zu pilgern. Die Novene in Vorbereitung auf das Fest der Madonna delle Grazie beginnt am 22. Juni und endet am 30. Juni.
Am 2. Juli um 5:00 Uhr morgens pilgern die Gläubigen von der Mutterkirche San Carlo Borromeo bis zum Wallfahrtsort Madonna delle Grazie, der sich zirka 3 km außerhalb von San Marzano befindet. Nach dem Gottesdienst folgt eine Prozession um das Felsenheiligtum.

## San Marzano di San Giuseppe als Drehort
- Quando la Scuola Cambia, Dokumentarfilm von Vittorio De Seta (1978).[73]
- Il Generale dell'Armata Morta (Der General der toten Armee) Film von Luciano Tovoli (1983) mit Marcello Mastroianni (General Ariosto) und Sergio Castellitto (Experte); aus San Marzano di San Giuseppe nahmen Carmine De Padova (Ordonnanz), Salvatore Buccoliero (alter Mann), Roberto Miccoli (Schafhirt), Vincenza D'Angela (Frau) und Cosimo Calabrese (Präsident) teil.[74]
- Il Senso degli Altri, Dokumentarfilm von Marco Bertozzi (2007).[75]
- Cosimo Mazzeo, una Storia Italiana, Spielfilm von Tony Zecca und Mino Chetta (2012).[76]
- Le Ultime Aquile, Spielfilm von Tony Zecca und Mino Chetta (2013).[77]
- Principe Demetrio Capuzzimati, Dokumentarfilm von Tony Zecca und Mino Chetta.[78]

## Söhne und Töchter

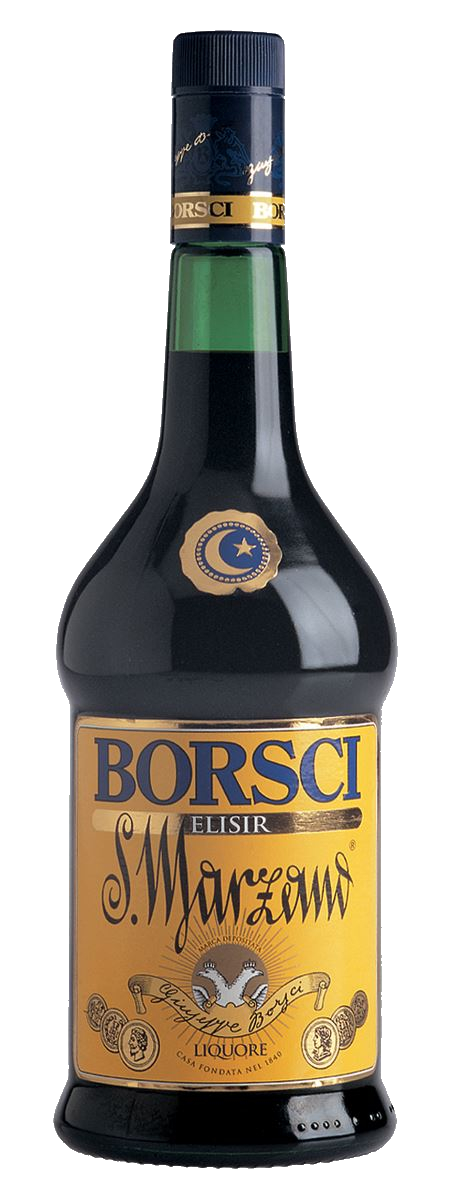
Likör San Marzano Borsci

- Giuseppe Borsci, seit 1840 Schöpfer des berühmten Likörs San Marzano Borsci.
- Cosimo Mazzeo (1837–1864), Pizzichicchio genannt, italienischer Brigant, der als einer der berühmtesten in Apulien gewesen sein soll; er wurde zum Tode verurteilt.
- Carmine Garibaldi[79] (1885–1951), Schauspieler; er nahm an insgesamt sieben Filmen Teil und starb nach einem Sturz in Rom während der Dreharbeiten des Films Quo Vadis?.[80]
- Oreste Del Prete (1876–1955), Mathematik- und Physiklehrer.[81]
- Carmine De Padova (1928–1999), Lehrer, Historiker und italo-albanischer Schriftsteller.[82]
- Angelo Massafra (* 1949), Franziskaner; zieht 1993 nach Albanien; 1998 Metropolitan von Shkodra; seit dem 4. Mai 2012 Vorsitzender der Römisch-katholischen Kirche in Albanien.[83]
- Giuseppe Gallo, Lehrer, Übersetzter und Dolmetscher; als Buchautor hat er mehrere Texte in Arbëresh verfasst und ist der Verfasser des einzigen Wörterbuchs der albanischen Sprache von San Marzano di San Giuseppe „L’Arbëreshë di San Marzano“.
- Tony Zecca und Mino Chetta, Hobbyregisseure.

## Personen mit Beziehung zum Ort
- Demetrio Capuzzimati († 17. Februar 1557 in San Marzano di San Giuseppe), Kapitän albanischer Herkunft, Sohn eines Soldaten, der an der Seite Skanderbegs gegen einen von den französischen Anjou angeschürten Aufstand der lokalen Barone (1459–1462) kämpfte.[84]

## Fotos

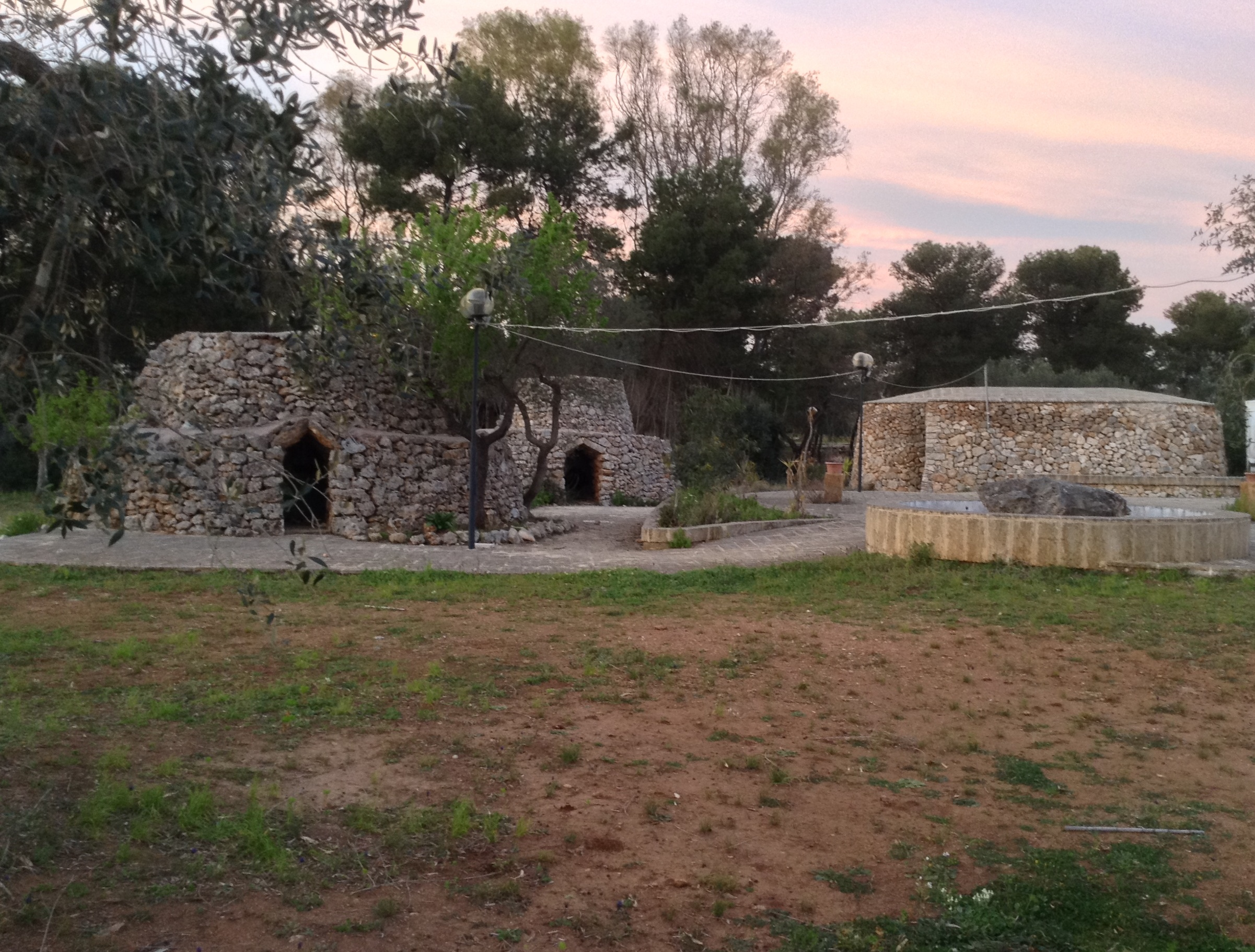
Die Trulli von San Marzano di San Giuseppe
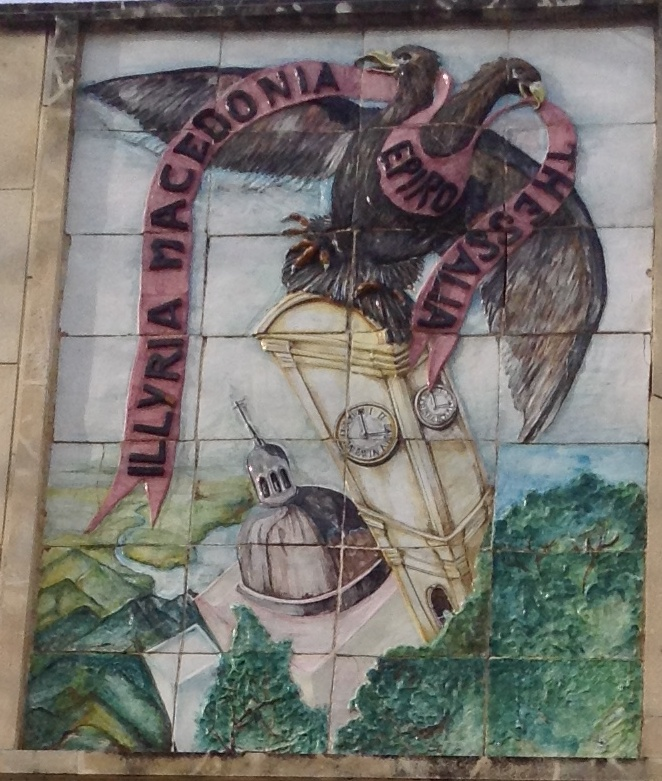
Von Illyrien, Mazedonien, Epirus, Thessalien nach San Marzano di San Giuseppe; vom byzantinischen Ritus zum römischen Ritus
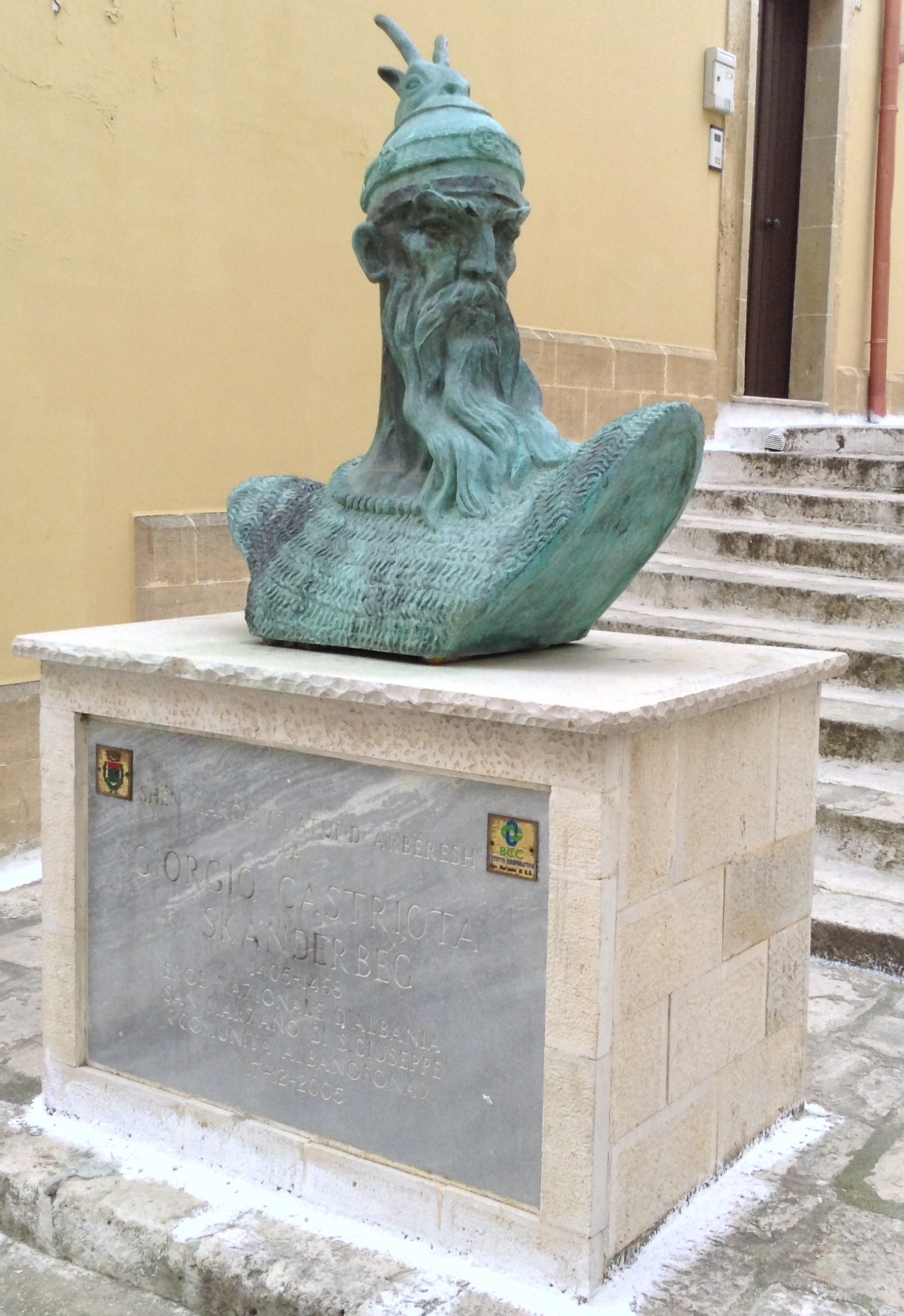
Skanderbegstatue
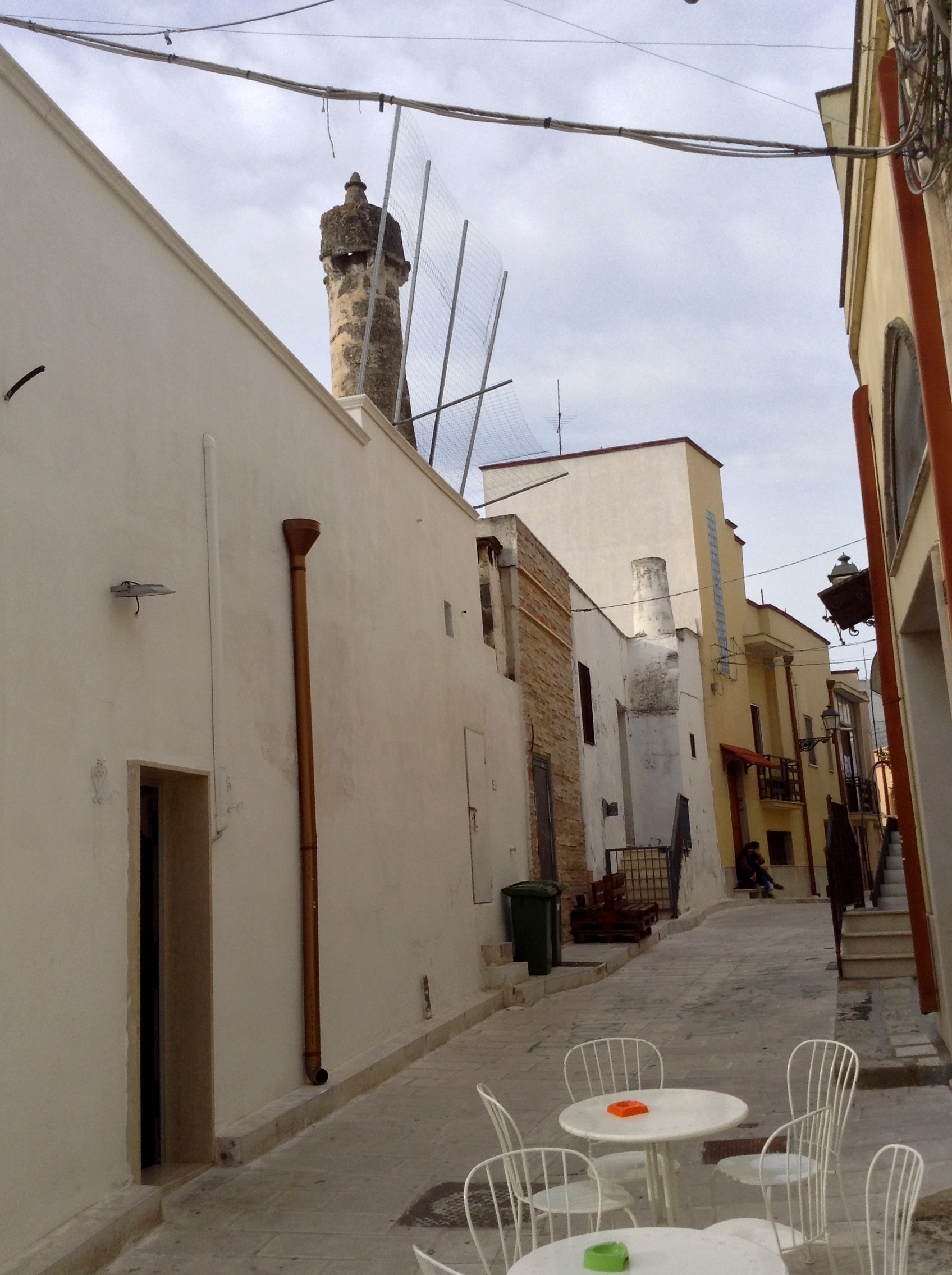
Typische Arbëresh Schornsteine